# Mercado de trabajo en España

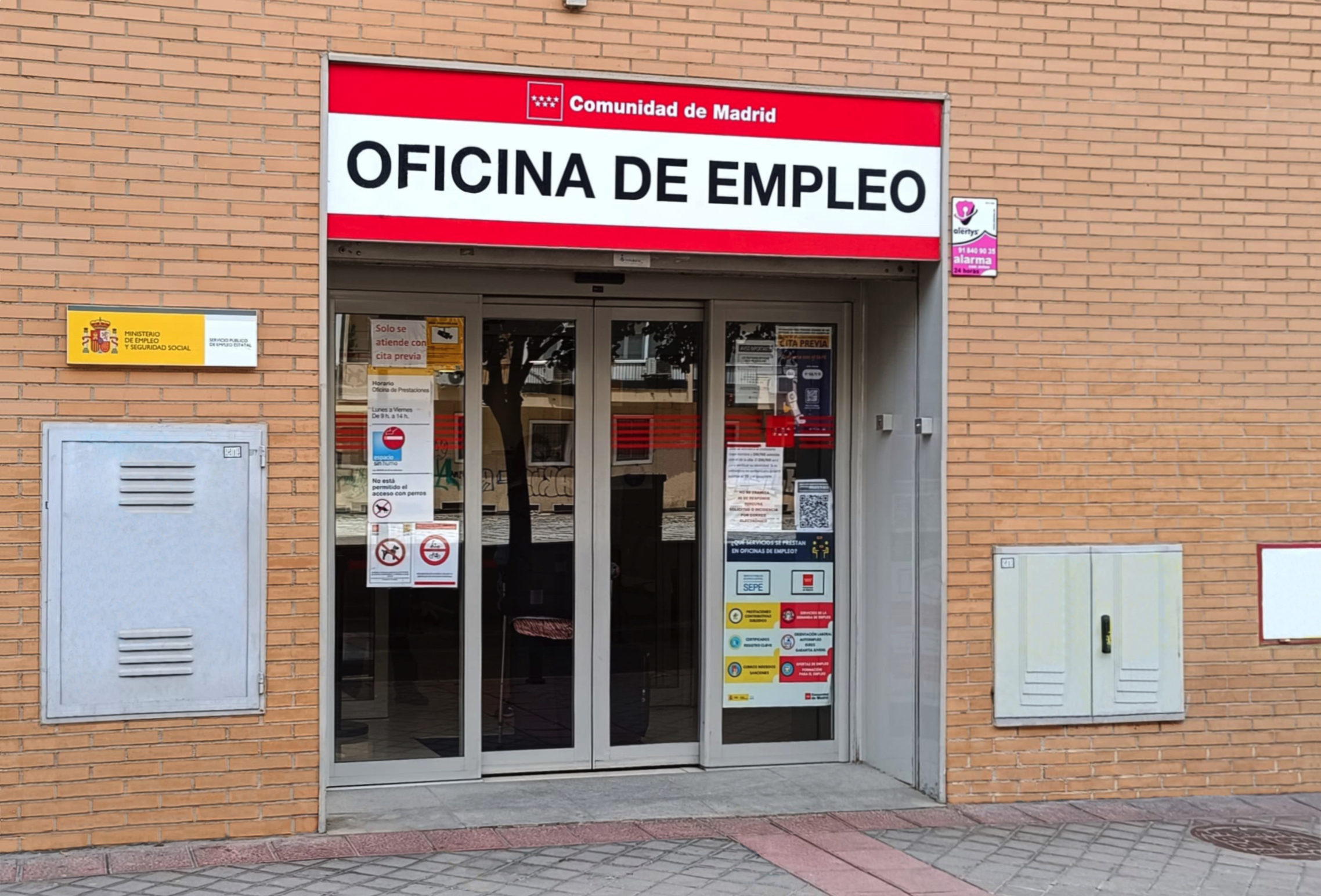
Una Oficina de Empleo conjunta de la Comunidad de Madrid y el Servicio Público de Empleo Estatal (SEPE)

El mercado de trabajo en España designa el proceso de balance entre oferta y demanda de empleos, estudiado por la economía.
La principal ley que lo regula es el Estatuto de los Trabajadores. En España, el mercado de trabajo presenta similitudes con los mercados de trabajo de otros países de la Organización para la Cooperación y el Desarrollo Económicos (OCDE).
Las comunidades autónomas, excepto Ceuta y Melilla, tienen transferidas competencias en materia de empleo y formación. Esto implica que gestionan aspectos como la inscripción como demandante de empleo, renovación de la demanda, formación profesional para el empleo y políticas activas de empleo. Cada comunidad autónoma cuenta con su propio servicio de empleo encargado de estas funciones.
El Servicio Público de Empleo Estatal (SEPE), dependiente del Estado, se encarga de la gestión de las prestaciones por desempleo y de coordinar las políticas activas de empleo a nivel nacional. El SEPE establece directrices y coordina acciones para garantizar la coherencia y eficacia del sistema de empleo en todo el país. La Ley 3/2023, de 28 de febrero, de Empleo regula los servicios garantizados del Sistema Nacional de Empleo.

## Historia

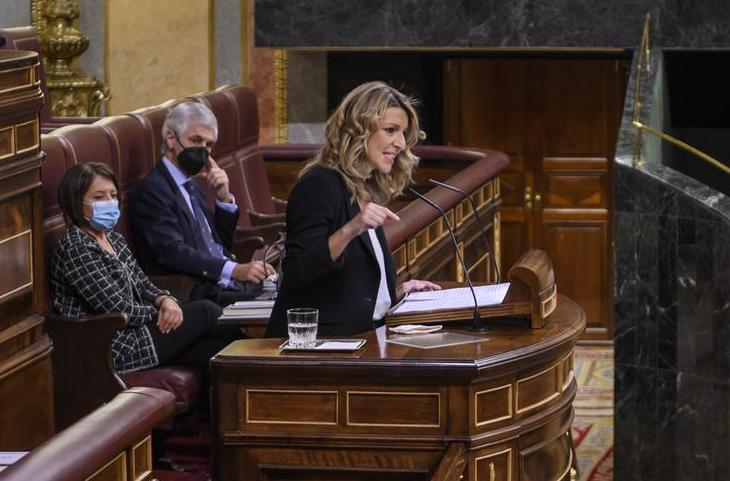
Yolanda Díaz, ministra de Trabajo y Economía Social, en su intervención en el Congreso de los Diputados el día de la votación de la reforma laboral de 2022, pactada entre Gobierno, sindicatos y patronal

Uno de los ejes centrales de la reforma laboral de 2012, llevaba a cabo por el primer Gobierno de Mariano Rajoy, fue la facilitación del despido, tanto desde el punto de vista económico como procedimental, que fue justificada en el contexto de la Gran Recesión, con una tasa de desempleo cercana al 25 % y más del 50 % en el caso de los jóvenes. Se redujo la indemnización por despido improcedente de 45 a 33 días por año trabajado, con un máximo de 24 mensualidades frente a las 42 anteriores. Además, se amplió la definición de causas económicas, técnicas, organizativas o de producción que justificaban un despido objetivo, lo que permitió a las empresas aplicar despidos colectivos sin la necesidad de autorización administrativa previa, lo cual fue un cambio radical respecto al marco anterior. Introdujo el «contrato de apoyo a emprendedores», dirigido a empresas de menos de 50 trabajadores. Este tipo de contrato incluía un período de prueba de un año, durante el cual el trabajador podía ser despedido sin indemnización. Otro de sus medidas fue la de dar prioridad a los convenios de empresa sobre los sectoriales, lo que buscaba dotar de mayor autonomía a las empresas para adaptar sus condiciones laborales a sus circunstancias particulares.
La reforma laboral de 2022 del segundo Gobierno de Pedro Sánchez, liderada por la ministra Yolanda Díaz, de Podemos-IU, fue fruto de la negociación en la mesa del diálogo social, entre el Gobierno, los sindicatos (CC. OO. y UGT) y las organizaciones empresariales (CEOE y CEPYME), marcando un hito al ser la primera vez que se alcanzaba un consenso de esta magnitud en materia laboral. Su objetivo principal fue reducir la elevada temporalidad en el empleo y fortalecer la estabilidad laboral. El cambio más importante que provoca el mercado laboral es que se reducen el número de tipos de contratos a apenas cuatro. Todos los contratos pasan a considerarse indefinidos y solo se habilitan dos contratos temporales, el de circunstancias de la producción, para determinados sectores o circunstancias especiales concretas, y por sustitución. El contrato fijo-discontinuo queda únicamente orientado a tareas de carácter estacional, como la hostelería. No deroga la anterior reforma laboral de 2012, llevada a cabo por parte del primer Gobierno de Mariano Rajoy, del Partido Popular, solo la modifica, y no toca las indemnizaciones por despido. Por otro lado, consolida los Expedientes de Regulación Temporal de Empleo (ERTE) como mecanismo de ayuda a empresas en dificultades económicas en momentos de crisis. Esto permite a las empresas, previa autorización del Consejo de Ministros, reducir temporalmente la jornada o suspender contratos en situaciones de crisis, evitando así despidos masivos se consolidan como mecanismo de ayuda a empresas en dificultades económicas en momentos de crisis.
En 2024, España alcanzó un récord histórico, con 21,68 millones de personas ocupadas.

### Temporalidad
| Gráfica de evolución de nuevos contratos indefinidos en marzo entre 2008 y 2025 |
| |
| La contratación indefinida en marzo de 2022, tras la reforma laboral de ese año, fue la mayor de la serie histórica hasta la fecha para ese mes. Datos del Ministerio de Trabajo y Economía Social |

En 2007, durante la época de bonanza económica, eran temporales el 30 % de los contratos de baja cualificación y el 23 % de los que requerían formación superior. Ello hacía de España el país con mayor temporalidad laboral de Europa. La tasa bajó a un 22 % de media durante la recesión de 2008-2015 porque los despidos se cebaron sobre todo con los trabajadores temporales. La temporalidad afecta sobre todo a las mujeres, los más jóvenes y los trabajadores menos formados. Entre los menores de 24 años, el 61,4 % de los trabajadores tenían contrato temporal en 2013, porcentaje solo superado en la OCDE por Polonia y Eslovenia.
Un estudio estadístico de 2008 alertó de que la alta tasa de temporalidad en ciertos sectores de la economía, como la industria, las actividades inmobiliarias o financieras, el transporte y la sanidad probablemente ocultase un uso indebido de contratos temporales de obra y servicio para puestos que en realidad deberían ser fijos.
La reforma laboral de 2022 logró una reducción significativa de la temporalidad en el empleo. La tasa de temporalidad bajó del 24,2 % al 20,2 % en los tres primeros trimestres de 2022, según datos del Ministerio de Trabajo y Economía Social. A finales de 2022, la temporalidad se situó en el 17,5 %, una caída de 7 puntos porcentuales en un año. También se vio una disminución en sectores tradicionalmente temporales como la agricultura y la construcción. Por ejemplo, en la agricultura, la tasa de temporalidad pasó del 53,9 % al 45,4 % en un año. Antes de la reforma, aproximadamente el 78 % de los primeros empleos eran temporales. Tras la reforma, esta cifra se redujo al 35 %, mientras que los contratos indefinidos aumentaron al 66 % (44 % fijos ordinarios y 22 % fijos discontinuos).

## Empresas

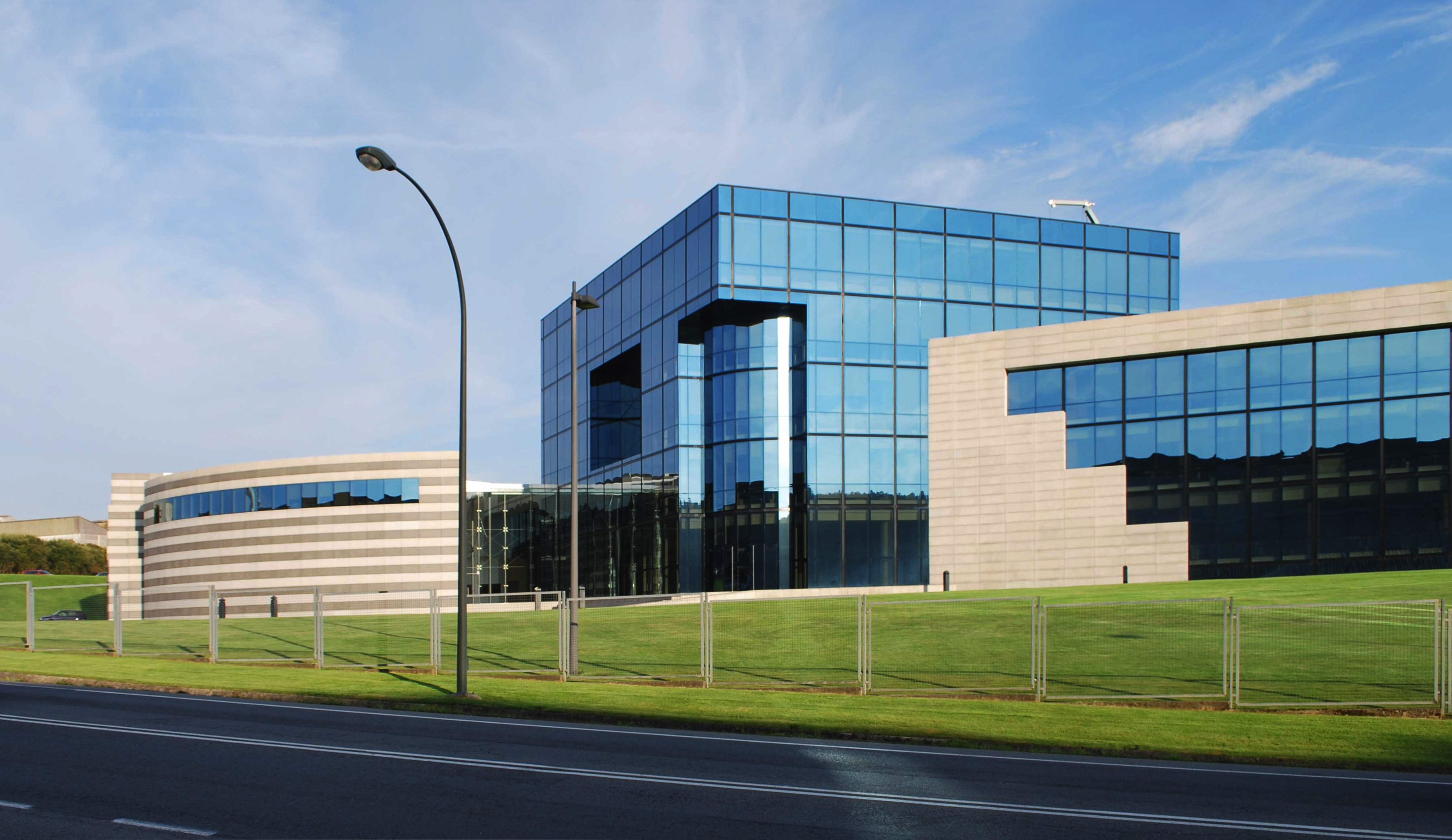
Sede de Inditex en Arteijo, Galicia

De los 17 709 587 empleados registrados en total en febrero de 2024 en España, 9 421 102 lo están en pequeñas y medianas empresas (pyme) con asalariados (entre 1 y 249 empleados), lo que equivale al 53,18 % del empleo nacional. Las grandes empresas (250 o más empleados), aunque suponen solo el 0,92 % del total de empresas en España (son 5684 grandes empresas de un total de 2 926 961), generan 6 684 892 empleos, el 37,74 % del empleo total. El resto son 1 603 593 trabajadores autónomos: el 9,08 % de las personas ocupadas.
El IBEX 35 agrupa a las 35 empresas con mayor peso en la economía de España que cotizan en las Bolsas y Mercados Españoles (BME), lo que lo convierte en un indicador clave del desempeño económico y financiero del país. En 2023, las tres más imporantes son Inditex, Santander e Iberdrola.

## Trabajo por cuenta ajena
El trabajo por cuenta ajena es una forma de empleo en la que el trabajador presta sus servicios a otra (el empleador o empresa) bajo ciertas condiciones acordadas, a cambio de una remuneración o salario. Esto se diferencia del trabajo por cuenta propia (trabajador autónomo), cuando la persona trabaja para sí misma, asumiendo los riesgos y la organización de su actividad.
El trabajador está subordinado a las instrucciones del empleador. Esto incluye cumplir horarios, seguir normas internas y realizar tareas específicas. Entre ambas existe un contrato que establece los términos del empleo: salario, jornada laboral, vacaciones, etc. Al estar bajo el marco legal, el trabajador por cuenta ajena suele tener derecho a prestaciones como seguridad social, bajas médicas, indemnizaciones, etc.

### Relación contractual

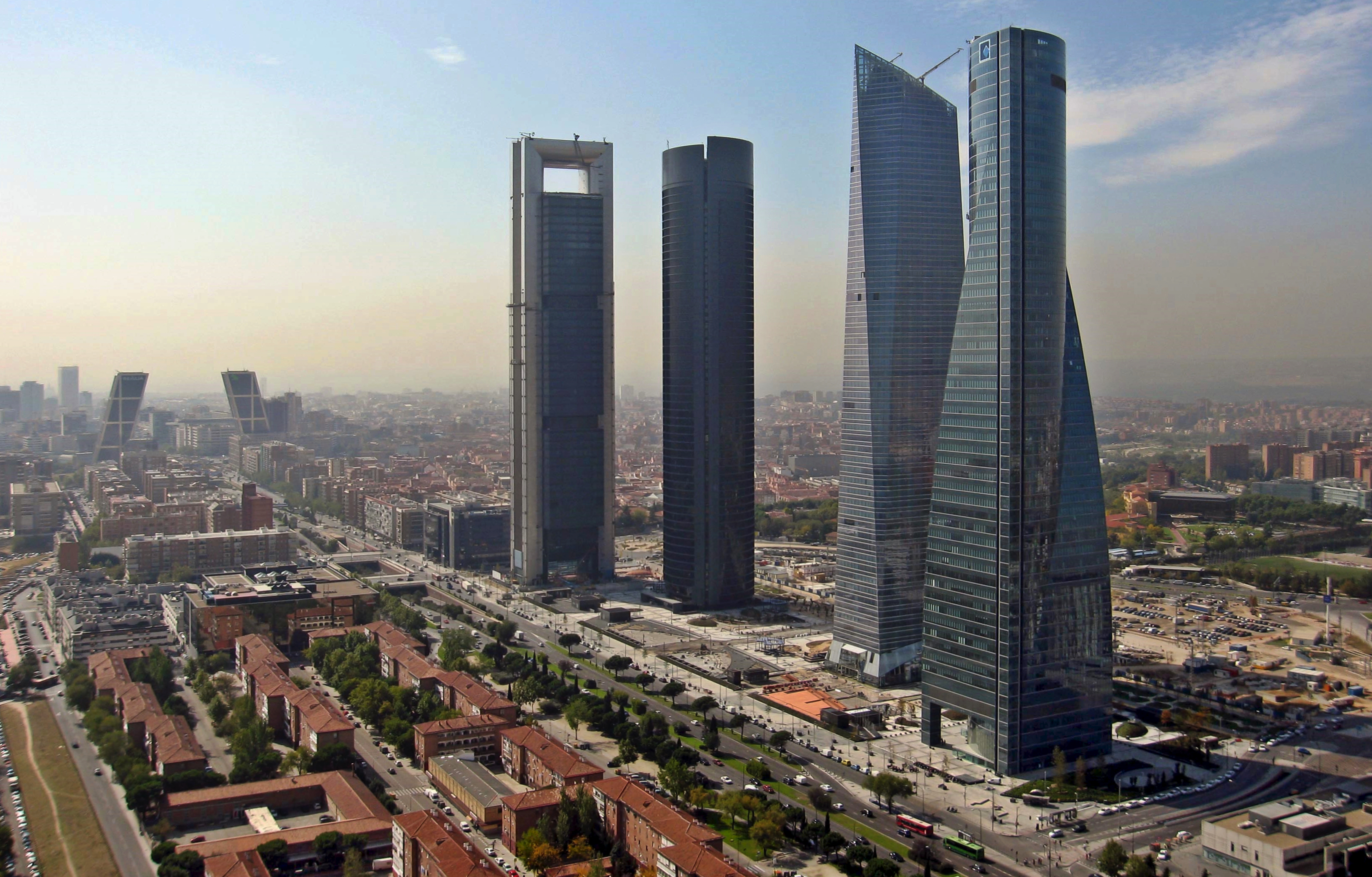
Cuatro Torres Business Area, edificios de oficinas en Madrid

Según el artículo 8.1 del Estatuto de los Trabajadores, el contrato de trabajo puede celebrarse por escrito o de palabra, pues históricamente los contratos verbales han sido válidos en España. Sin embargo, con el tiempo, se han incrementado las exigencias de documentación para garantizar la transparencia y evitar fraudes laborales. La ley establece que deben constar por escrito los contratos temporales de duración superior a 4 semanas, los contratos a tiempo parcial, los contratos de prácticas y de formación y aprendizaje, los fijos-discontinuos, los contratos para la realización de una obra o servicio determinado, los contratos de trabajo a distancia (teletrabajo), los contratos celebrados con trabajadores extranjeros (fuera del Espacio Económico Europeo), los contratos de trabajo de pescadores y cuando lo solicite alguna de las partes (empleador o trabajador).
Si no se hace por escrito cuando debería, el contrato se presume celebrado por tiempo indefinido y a jornada completa, salvo prueba en contrario que acredite su condición temporal.
Tras la reforma laboral de 2022, se han simplificado y reestructurado las modalidades de contratos laborales. De esta manera, existen cuatro modelos principales de contratos de trabajo, cada uno con sus características específicas: contrato indefinido, contrato temporal (en sus variantes por circunstancias de la producción o por sustitución), contrato fijo-discontinuo y contrato formativo (en sus variantes en alternancia o para la obtención de la práctica profesional).

#### Contrato indefinido

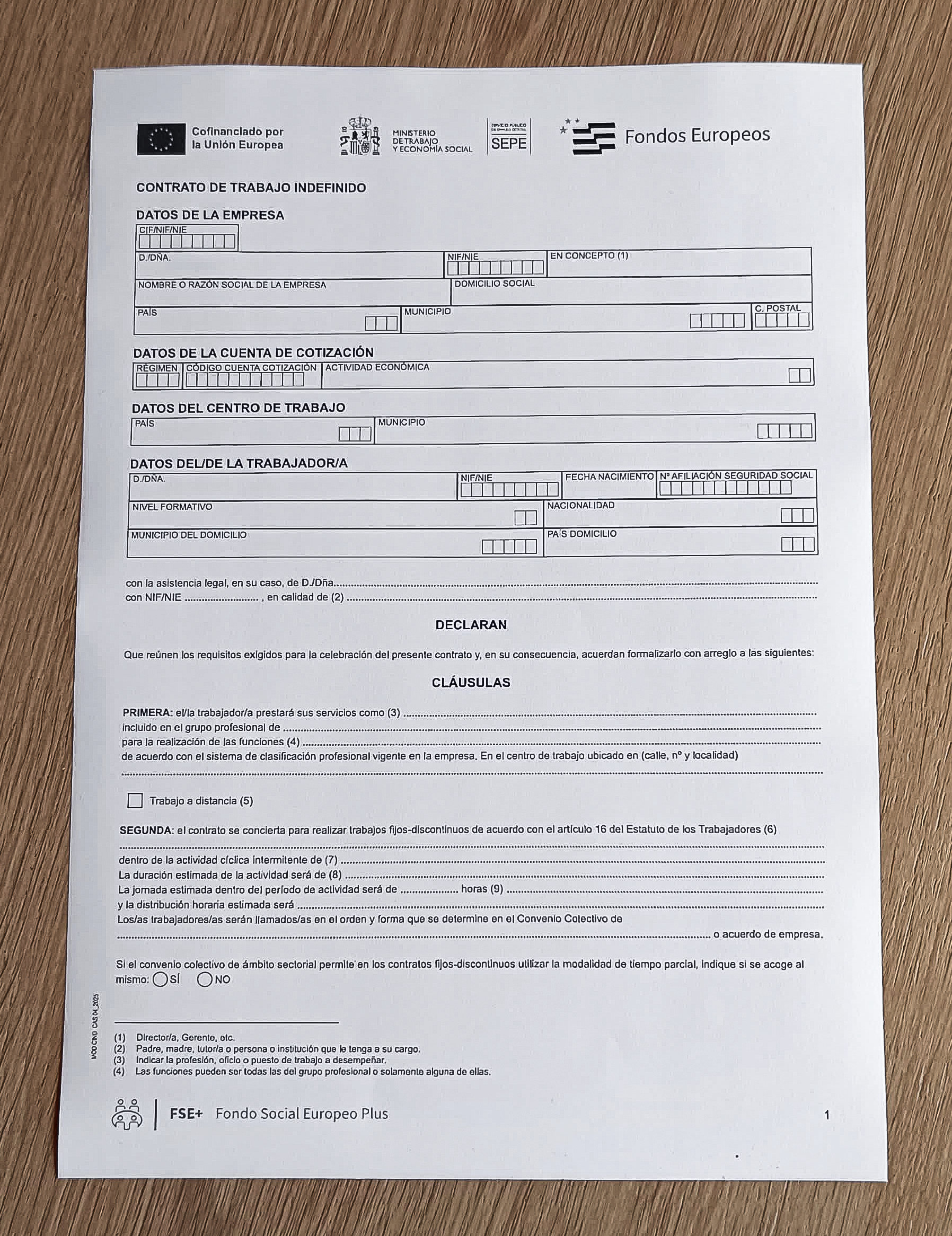
Modelo de contrato indefinido facilitado por el Ministerio de Trabajo y Economía Social, a fecha de 21 de abril de 2025

El contrato indefinido en España es aquel tipo de relación laboral en la que no se establece un término específico para la finalización del vínculo entre el trabajador y la empresa. Es la modalidad más estable de empleo, ya que no tiene una fecha de finalización predeterminada. Este tipo de contrato ofrece al trabajador un mayor nivel de estabilidad y seguridad laboral y suele ser el más valorado dentro del sistema laboral español.
El contrato indefinido también tiene ventajas para la empresa, pues un contrato indefinido implica una menor rotación de personal, lo que puede resultar en menores costes asociados con la contratación y formación de nuevos empleados. Asimismo, aunque un contrato indefinido implica una mayor estabilidad para el trabajador, la empresa puede despedir al empleado por causas objetivas justificadas (económicas, organizativas, etc.), lo que le otorga cierta flexibilidad.

#### Contrato fijo-discontinuo
El contrato fijo-discontinuo en España es una modalidad de contratación indefinida que permite a los trabajadores alternar períodos de actividad e inactividad, manteniendo siempre su relación laboral con la empresa, sin necesidad de firmar un nuevo contrato en cada período estacional, lo cual da estabilidad y seguridad al trabajador, y a evita a la empresa tener que buscar y formar nuevos empleados en cada periodo de actividad. Esta figura ha ganado relevancia en los últimos años, especialmente tras la reforma laboral de 2022, que buscó reducir la temporalidad en el mercado laboral español, aunque existe en el Estatuto de los Trabajadores desde, al menos, 1995, y la estadística que recoge estos contratos, llamada SISPE, se inició en 1996.
Solamente se pueden concertar para actividades que no cuenten con actividad durante todo el año, como por ejemplo, en el sector de la hostelería, como es el caso de los hoteles que solo abran durante una parte del año y cierren, por ejemplo, en invierno.
En 2022, se firmaron casi 2,5 millones de estos contratos, y a finales de 2023, representaban aproximadamente el 6,3 % del total de contratos fijos en España. Además, su uso se ha extendido entre los jóvenes: al finalizar 2023, casi el 20 % de los trabajadores con este tipo de contrato tenían menos de 30 años.
Tras la reforma laboral de 2022, uno de los interrogantes más frecuentes suscitados en torno al contrato fijo-discontinuo por parte de políticos de la oposición y diversos periodistas es cómo figuran los trabajadores con este tipo de contrato en las estadísticas de desempleo, lo que ha llevado a algunos a cuestionar si se está «maquillando» la cifra oficial de parados. Durante los períodos de inactividad, estos trabajadores no se consideran parados registrados, ya que mantienen su relación laboral con la empresa. Sin embargo, figuran como demandantes no ocupados, y esta práctica no es nueva, sino que se remonta a 1985.

#### Contrato temporal por circunstancias de la producción

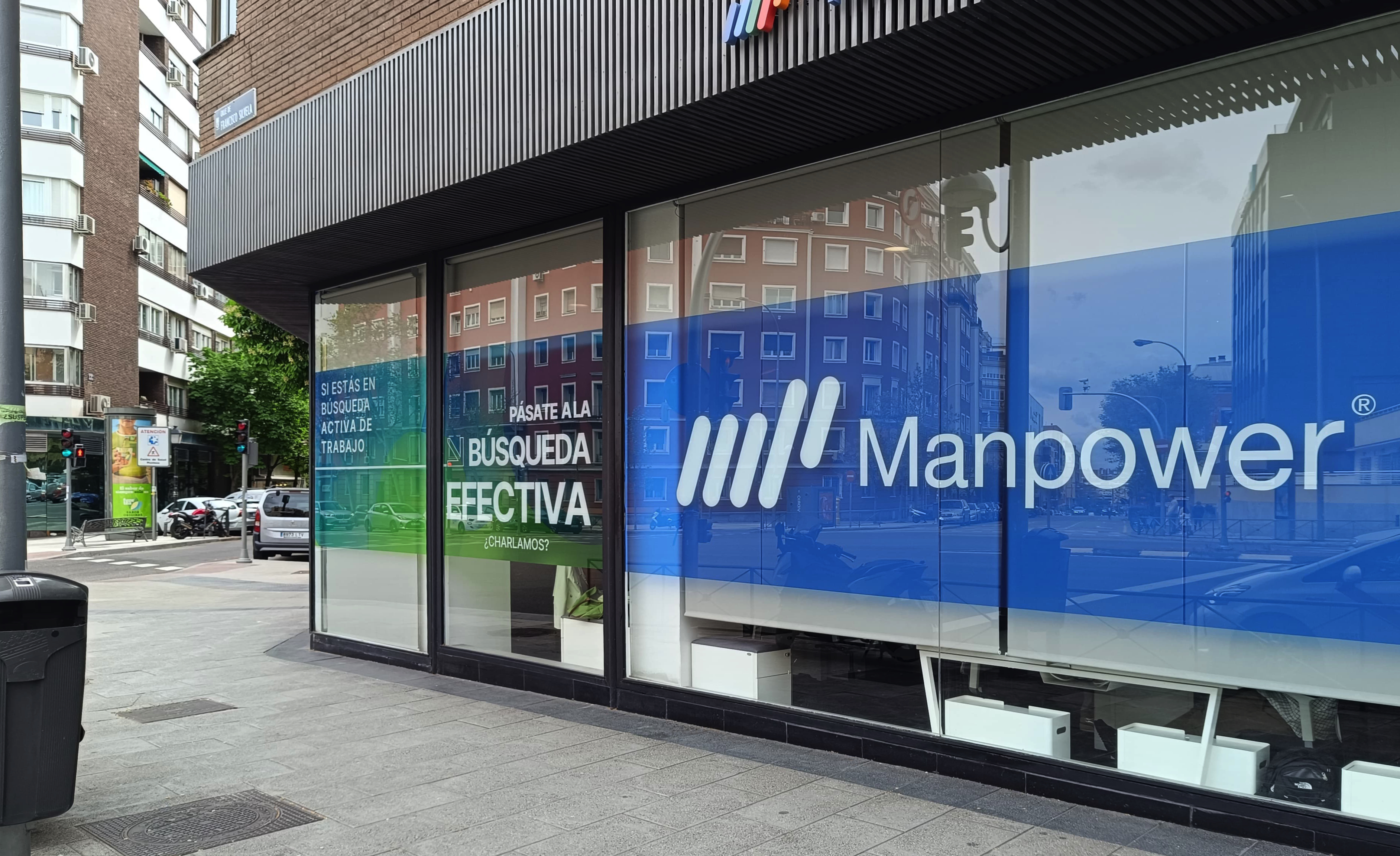
Una oficina de Manpower en Madrid. Es la tercera compañía en volumen de negocio en el sector de las empresas de trabajo temporal (ETT) en España

El contrato temporal por circunstancias de la producción es una modalidad contractual en España que permite a las empresas contratar trabajadores de forma temporal para atender incrementos ocasionales de la actividad que no excedan de 90 días en el año natural. Este tipo de contrato está regulado en el artículo 15 del Estatuto de los Trabajadores y fue modificado por el Real Decreto-ley 32/2021, más conocido como reforma laboral de 2022.
Su duración máxima es de 6 meses. Por convenio colectivo de ámbito sectorial, se puede ampliar hasta 12 meses. Si el contrato se celebra por una duración inferior a la máxima, puede prorrogarse una única vez, sin que la duración total exceda el límite establecido. Debe especificar con precisión la causa habilitante de la contratación temporal, las circunstancias concretas que la justifican y la conexión de estas circunstancias con la duración prevista del contrato. Al término del contrato, el trabajador tiene derecho a una indemnización de 12 días de salario por año trabajado, o la parte proporcional correspondiente. Si se utiliza en fraude de ley o se supera la duración máxima permitida, se presume que la relación laboral es de carácter indefinido.

#### Contrato temporal por sustitución
El contrato de duración determinada por sustitución en España, anteriormente conocido como contrato de interinidad, es una modalidad contractual que permite a las empresas contratar temporalmente a un trabajador para reemplazar a otro que tiene derecho a reserva de su puesto de trabajo, por ejemplo, en casos de baja por maternidad, paternidad, incapacidad temporal, entre otros. Esta figura fue actualizada por el Real Decreto-ley 32/2021, más conocido como reforma laboral de 2022.
Este contrato también se puede celebrar cuando un trabajador reduce su jornada por causas legalmente previstas, contratando a otra persona para completar la jornada, o para cubrir un puesto vacante mientras se lleva a cabo un proceso de selección o promoción interna para su cobertura definitiva. La prestación de servicios puede iniciarse hasta 15 días antes de que se produzca la ausencia del trabajador sustituido, permitiendo una transición adecuada en el desempeño del puesto. Al finalizar el contrato, no se tiene derecho a indemnización, pero sí al finiquito correspondiente.
El contrato finaliza cuando se reincorpora el trabajador sustituido, vence el plazo legal o convencional para la reincorporación o se extingue la causa que dio lugar a la reserva del puesto. Si se utiliza esta modalidad contractual de forma indebida, el contrato puede considerarse indefinido.

#### Contrato formativo en alternancia

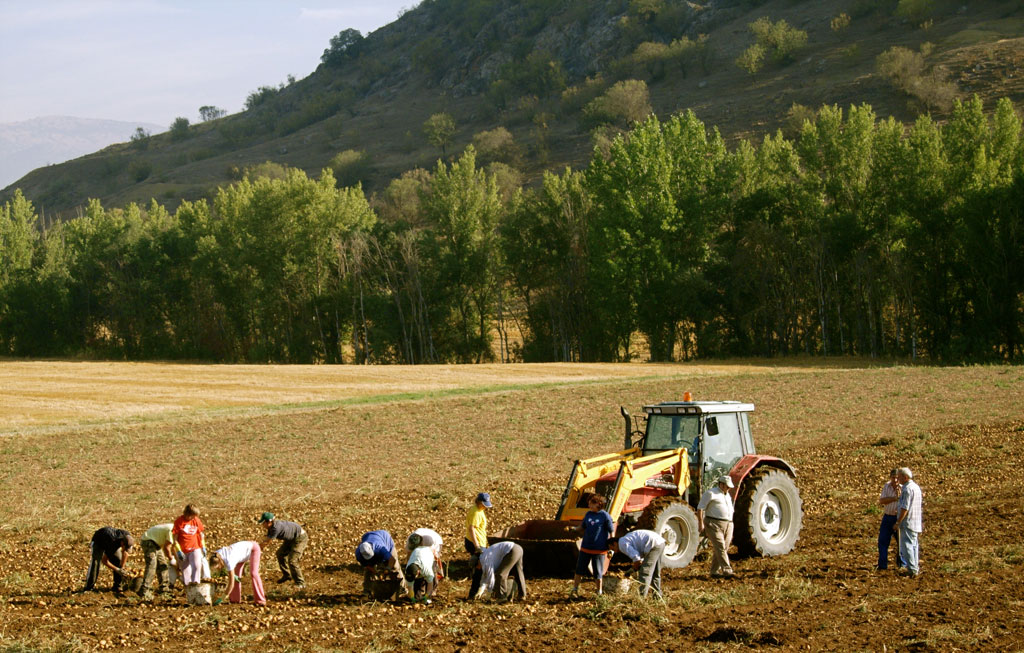
Trabajadores del sector de la agricultura en Luque, Córdoba (Andalucía)

El contrato formativo en alternancia es una modalidad laboral diseñada para compatibilizar formación teórica (reglada o acreditada) con un trabajo remunerado en una empresa, de manera que la persona trabaje mientras estudia y adquiera experiencia profesional, ya sea en el ámbito de la Formación Profesional, la Universidad o realizando un certificado de profesionalidad del sistema de formación profesional para el empleo. Su finalidad es proporcionar una experiencia laboral directamente relacionada con los estudios que se estén cursando, facilitando así una inserción más efectiva en el mercado de trabajo. Tiene una duración mínima de tres meses y puede extenderse hasta un máximo de dos años. Durante este tiempo, la jornada laboral se adapta a las exigencias del proceso formativo: no puede superar el 65 % de la jornada ordinaria durante el primer año ni el 85 % en el segundo, asegurando así que el aprendizaje teórico no se vea comprometido. La retribución debe ser proporcional al tiempo de trabajo efectivo (nunca inferior al salario mínimo interprofesional). Está especialmente dirigido a personas jóvenes, menores de 30 años, salvo en casos como personas con discapacidad o formación universitaria, donde no hay límite.

#### Contrato formativo para la obtención de la práctica profesional
El contrato formativo para la obtención de la práctica profesional está pensado para personas que ya han completado su formación y busquen adquirir experiencia profesional acorde con el nivel de estudios alcanzado. Este contrato solo puede celebrarse con quienes hayan obtenido un título universitario, de Formación Profesional o un certificado de profesionalidad del sistema nacional de empleo en los tres años anteriores a la contratación (cinco años si se trata de personas con discapacidad). Su duración mínima es de seis meses y no puede exceder de un año. A diferencia del contrato en alternancia, este permite una jornada laboral completa (también parcial), y la retribución debe ajustarse a lo establecido por el convenio colectivo aplicable, sin que pueda ser inferior al 60 % del salario correspondiente a un trabajador que desempeñe el mismo puesto. El objetivo principal es facilitar una transición efectiva entre el mundo educativo y el profesional, asegurando que las personas tituladas puedan aplicar sus conocimientos en un entorno real de trabajo y seguir desarrollando sus competencias. No puede celebrarse: Con personas que ya hayan trabajado en el mismo puesto en la empresa más de 3 meses.

#### Periodo de prueba
El periodo de prueba para técnicos titulados no puede ser superior a 6 meses, 3 meses en el caso de empresas de menos de 25 trabajadores. Para el resto de trabajadores, el periodo de prueba no puede ser superior a 2 meses. Durante este periodo, tanto el empresario como el trabajador pueden finalizar la relación laboral sin preaviso.

### Jornada laboral

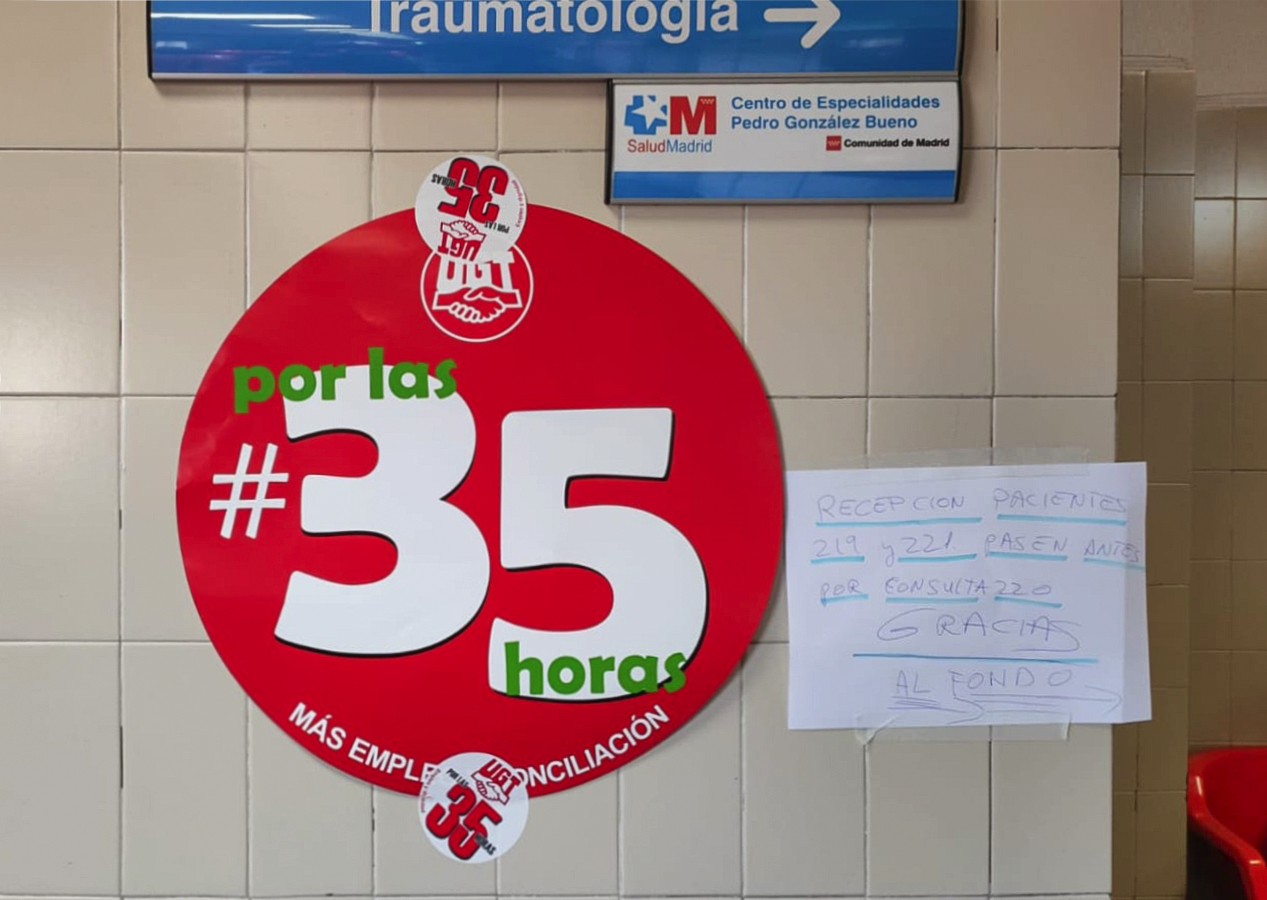
Cartel reivindicando la jornada laboral semanal de 35 horas semanales en un centro de salud de Madrid

En 2024, la jornada laboral máxima es de 8 horas al día, 40 a la semana. A partir de ahí, el tiempo trabajado adicionalmente se consideraría horas extraordinarias. Algunos contratos pueden ser de jornada parcial, es decir, que sean de menos horas de trabajo y salario. Por otro lado, la empresa debe comunicar cualquier cambio de horario con una antelación mínima de 5 días.
El 5 de febrero de 2025, el tercer Gobierno de Pedro Sánchez, con Yolanda Díaz como ministra de Trabajo y Economía Social, aprobó un anteproyecto de ley para reducir la jornada de 40 a 37,5 horas semanales, sin reducción salarial. La reforma debe ser aprobada por el Congreso de los Diputados y publicarse en el Boletín Oficial del Estado (BOE) para su entrada en vigor. Cuenta con el respaldo de los sindicatos CC. OO. y UGT, pero enfrenta oposición por parte de la patronal de los empresarios CEOE y CEPYME, y de algunos partidos políticos, como el PP, Vox y Junts per Catalunya. Diversas encuestas realizadas en 2024 y 2025 muestran que la amplia mayoría de los ciudadanos apoyan esta medida.
La última modificación significativa de la jornada laboral en España se remonta a 1983. Ese año, el Gobierno de Felipe González estableció la jornada laboral máxima en 40 horas semanales, en lugar de las 44 en vigor. Antes, en 1976, se redujo de 48 a 44 horas semanales. Estas reformas representaron un cambio notable respecto a las condiciones anteriores, pasando de 48 a 40 horas semanales, y también encontraron una férrea oposición de las organizaciones empresariales de la época.
En 1919, después de la Huelga de La Canadiense que tuvo lugar en Barcelona durante 44 días, y que contó con más de 100 000 participantes que paralizaron efectivamente la economía, el Gobierno español aceptó las demandas de los trabajadores que incluían una jornada de ocho horas, el reconocimiento de los sindicatos y el reintegro de los trabajadores despedidos. El conde de Romanones fue relevado del gobierno en abril de 1919 después de firmar el 3 de abril de 1919 el llamado Decreto de la jornada de ocho horas. A partir del 1 de octubre de 1919 la jornada máxima total de trabajo fue de 8 horas al día y de 48 a la semana, convirtiendo a España en el segundo país europeo con jornadas de este tipo, tras la Unión Soviética.
En Francia, la jornada laboral legal se estableció en 35 horas semanales a partir del año 2000, con el objetivo de reducir el desempleo al repartir el trabajo y mejorar la calidad vida y la remuneración de los trabajadores. En algunos países, existe el debate sobre la implantación de la semana laboral de cuatro días.

#### Reducción de jornada en determinadas circunstancias
El artículo 37.6 del Estatuto de los Trabajadores reconoce el derecho a la reducción de jornada en determinadas circunstancias para facilitar a determinados trabajadores la conciliación de la vida personal, familiar y laboral. De acuerdo con el artículo 37.7, el trabajador debe comunicar su intención de reducir la jornada con una antelación mínima de 15 días o la establecida en el convenio colectivo aplicable. Se debe especificar la fecha de inicio y, si se conoce, la de finalización de la reducción. La empresa está obligada a responder a la solicitud y, en caso de negativa, debe justificarla objetivamente. Si no responde en el plazo establecido, se entiende que la solicitud ha sido aceptada.
Cuidado de familiares
Los trabajadores tienen derecho a reducir su jornada laboral entre un octavo y la mitad de su duración para el cuidado de hijos menores de 12 años. Esta reducción conlleva una disminución proporcional del salario. También se puede solicitar una reducción de jornada para el cuidado directo de cónyuge, pareja de hecho o familiares hasta el segundo grado de consanguinidad o afinidad que, por razones de edad, accidente o enfermedad, no puedan valerse por sí mismos y no desempeñen actividad retribuida, ajustándose el salario proporcionalmente al tiempo trabajado. En casos de hospitalización y tratamiento continuado de hijos menores de edad por enfermedades graves, como cáncer, los trabajadores pueden reducir su jornada al menos a la mitad, con la correspondiente disminución salarial. Este derecho se extiende hasta que el hijo cumpla 23 años, y hasta los 26 si antes de los 23 acredita una discapacidad igual o superior al 65 %.
Lactancia de hijos menores de 9 meses
Los trabajadores tienen derecho a una hora de ausencia del trabajo para el cuidado del hijo lactante, hasta que el menor cumpla 9 meses. El permiso es un derecho individual e intransferible, y puede ser ejercido por cualquiera de los progenitores, independientemente de su género. No necesariamente conlleva reducción salarial. Depende de cómo se utilice el derecho, pues existen varias formas de ejercerlo. Es remunerado si se elige ejercerlo con una ausencia de 1 hora al día, que puede dividirse en dos fracciones de media hora. Además, muchos convenios permiten acumular esas horas y usarlas como días libres (por ejemplo, 15 días de permiso tras la baja de maternidad/paternidad). En este caso también sería retribuido. Si ambos padres deciden ejercer el permiso de lactancia al mismo tiempo, con la misma duración y el mismo régimen (por ejemplo, ambos usan la hora diaria o ambos acumulan días), se puede alargar el permiso hasta que el bebé cumpla 12 meses, y, en ese caso, ese periodo de tiempo adicional, de los 9 a los 12 meses, sí conllevaría reducción salarial proporcional al tiempo de ausencia.
Víctimas de violencia de género, violencia sexual o terrorismo
Las personas trabajadoras que sean víctimas de violencia de género, acoso sexual o terrorismo tienen derecho a la reducción de jornada para hacer efectiva su protección o su derecho a la asistencia social integral, con la correspondiente disminución proporcional del salario. Alternativamente, pueden solicitar la reordenación del tiempo de trabajo, mediante la adaptación del horario de trabajo, la aplicación de un horario flexible u otras formas de organización del tiempo laboral que se utilicen en la empresa. Esta opción no conlleva reducción salarial.
Si el trabajador se ve obligado a abandonar su puesto de trabajo en la localidad donde venía prestando sus servicios para hacer efectiva su protección o su derecho a la asistencia social integral, tiene derecho preferente a ocupar otro puesto de trabajo del mismo grupo profesional o categoría equivalente que la empresa tenga vacante en cualquier otro de sus centros de trabajo.
El trabajador puede solicitar la suspensión del contrato de trabajo con reserva del puesto durante seis meses, ampliables por resolución judicial. También puede optar por la extinción del contrato, con derecho a prestaciones por desempleo si cumple los requisitos legales para acceder a estas prestaciones.

### Empresas de Trabajo Temporal (ETT)

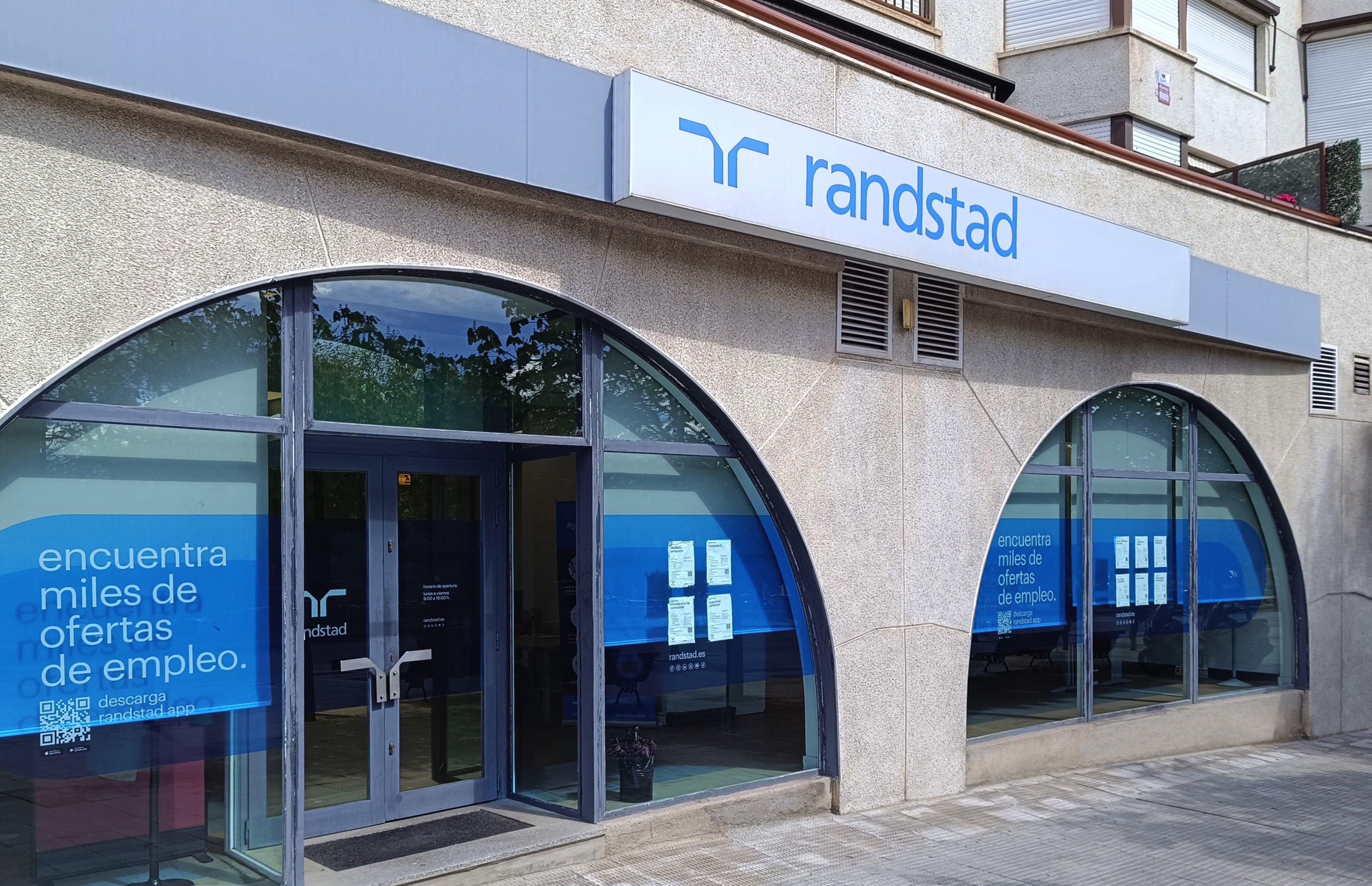
Una oficina de Ranstand, líder del sector de las empresas de trabajo temporal (ETT) en España, Coslada, Comunidad de Madrid

Las empresas de trabajo temporal (ETT) desempeñan un papel clave en el mercado laboral español, facilitando la contratación de personal en sectores con alta estacionalidad o necesidades puntuales. Las principales ETT en España son la holandesa Randstad: líder del sector en España, con 740 millones de euros de facturación en 2015, Adecco: con sede en Suiza y 571 millones de euros de facturación en el mercado español, y Manpower: multinacional estadounidense con 374 millones de euros de facturación en España. En 2017, se contabilizaban un total de 177 empresas en este segmento con una facturación de casi 3700 millones de euros.
Los empleados contratados a través de ETT son mayoritariamente hombres (59 %), con un alto porcentaje de extranjeros (30 %) y jóvenes menores de 30 años (44 %). Las ETT son especialmente activas en la industria manufacturera (28,4 % de los contratos), agricultura (16,7 %), transporte y logística (16,6 %) y hostelería (15,8 %). En 2023, el 32 % de los trabajadores contratados a través de ETT fueron incorporados posteriormente a las plantillas de las empresas usuarias.
Las ETT, tras la reforma laboral de 2022, deben justificar muy bien la contratación temporal, normalmente por substitución de un trabajador o por circunstancias de la producción. A menudo suelen pagar al trabajador por hora trabajada en lugar de transferir un salario mensual, lo que quiere decir, que solo se remunera al trabajador por las horas que trabaje, incluyendo en la remuneración los festivos, las vacaciones y cualquier otro pago al que tengan derecho los trabajadores por convenio, por lo que si el trabajador decide acordar con la empresa cogerse vacaciones, este no recibirá remuneración durante el periodo de tiempo en el que transcurran las mismas, ya que este tiempo ya se considera remunerado en lo que recibe el trabajador por hora.
En el contrato, se debe indicar la jornada laboral. Si no se especifica, se considerará a tiempo completo, es decir, de 40 horas semanales. Las vacaciones a las que se tiene derecho se calculan con respecto a los días trabajados, independientemente del número de horas trabajadas por día.

### Horas extra

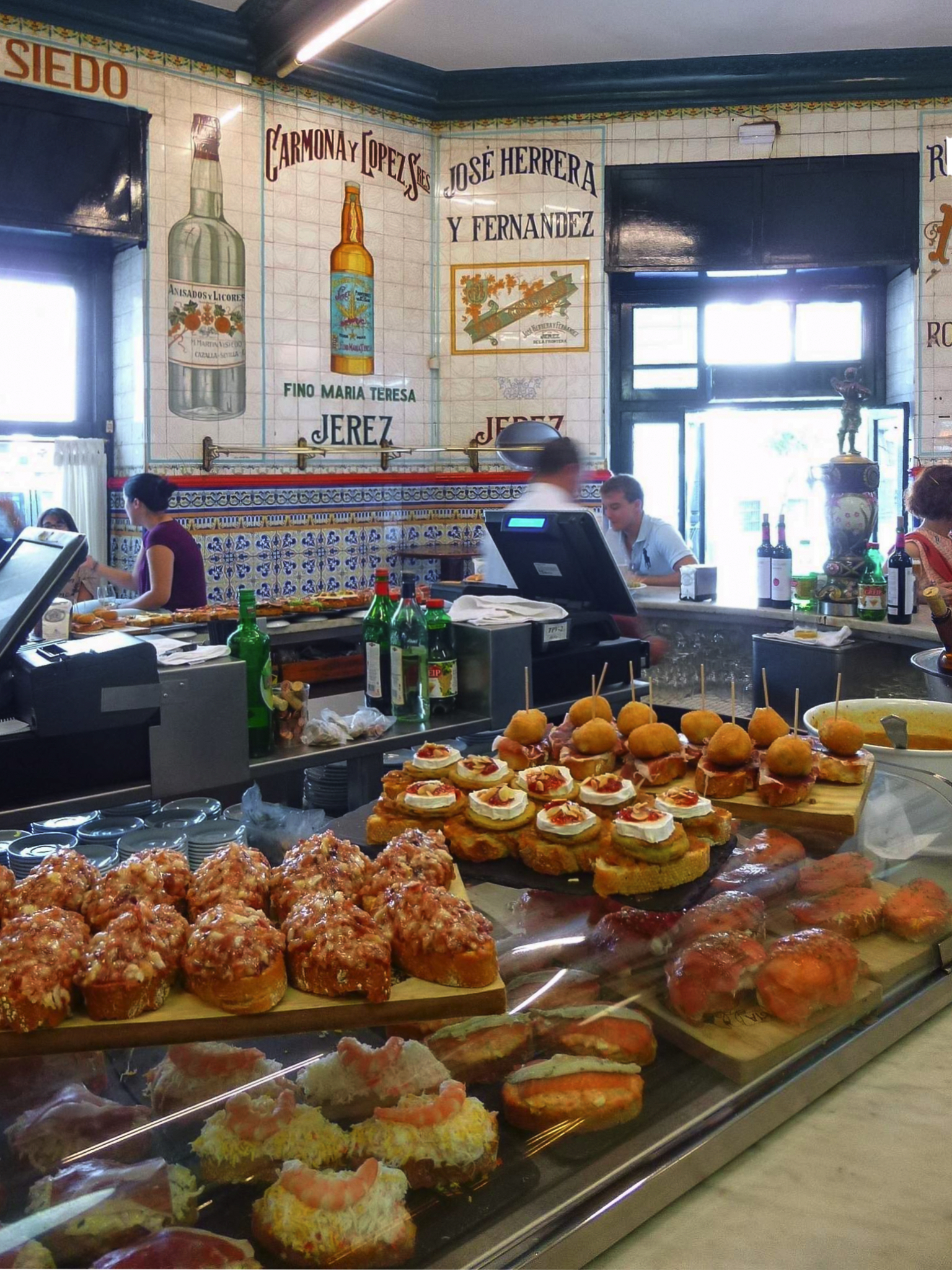
Trabajadores del sector de la hostelería en un bar de pintxos de Bilbao, en el País Vasco. Este sector ha sido tradicionalmente asociado con la problemática de las horas extraordinarias sin renumenar

Según el artículo 35 del Estatuto de los Trabajadores, las horas extraordinarias son aquellas que exceden la jornada laboral ordinaria y deben ser compensadas económicamente al menos al valor de una hora ordinaria de trabajo o con tiempo de descanso, dentro de los cuatro meses siguientes a su realización. La elección entre estas opciones depende de los acuerdos alcanzados entre el trabajador y el empleador, y cualquier compensación económica debe reflejarse en la nómina del trabajador, asegurando un registro adecuado de las horas trabajadas. Sin embargo, muchas veces, una parte significativa de estas horas no se remunera, lo que constituye un problema laboral persistente.
Según datos del Instituto Nacional de Estadística (INE), en el tercer trimestre de 2023, el 48 % de las horas extraordinarias realizadas no fueron remuneradas ni compensadas con descanso. En el caso de las mujeres, este porcentaje asciende al 52 %. Según datos de la Encuesta de Población Activa (EPA) del segundo trimestre de 2023, se realizaron semanalmente en España 6 032 000 horas extras, de las cuales solo el 57,2 % se pagaron. Esto implica que aproximadamente 2,6 millones de horas extraordinarias semanales no fueron remuneradas, lo que podría haber permitido la creación de más de 64 000 empleos a jornada completa. Esto tiene un impacto económico significativo, pues se estima que las empresas se ahorran alrededor de 3254 millones de euros al año en salarios y cotizaciones sociales debido a estas horas extra no pagadas.
Según datos de la Encuesta de Población Activa (EPA), el 87 % de las horas extraordinarias realizadas por los empleados del sector de las finanzas y los seguros no son remuneradas ni compensadas con descanso. En el ámbito educativo, que abarca desde la educación infantil hasta la universitaria, el 84 % de las horas extra realizadas no se pagan. Los trabajadores en actividades inmobiliarias, incluyendo compraventa, alquiler y gestión de propiedades, enfrentan una situación similar, con un 83 % de las horas extraordinarias no remuneradas. Contrario a la creencia popular, la hostelería no lidera en horas extra no pagadas, pero sí es un problema en este sector. En el segundo trimestre de 2023, el sector de la educación registró 500 900 horas extraordinarias no remuneradas, lo que podría haber generado más de 12 500 empleos a jornada completa.
Desde marzo de 2019, el primer Gobierno de Pedro Sánchez obliga a todas las empresas a tener un registro horario de la jornada laboral de los trabajadores, con el objetivo de minimizar el número de horas extra no remuneradas, que es un problema tanto para los trabajores, porque no se respeta su jornada laboral ni se les retribuye por ello, tanto como para las arcas públicas, que dejan de ingresar los impuestos vinculados a esas horas extra.
En Francia, las primeras ocho horas adicionales a la jornada laboral legal, de 35 horas semanales, es decir, de la hora 36 a la 43, deben pagarse con un incremento del 25 %, mientras que a partir de la hora 44 en adelante, el recargo asciende al 50 %. Sin embargo, los convenios colectivos o acuerdos de empresa pueden establecer condiciones más favorables, y en algunos casos, estas horas pueden compensarse con tiempo de descanso en lugar de un pago económico.

### Salario
Según la Encuesta de Estructura Salarial (EES) del Instituto Nacional de Estadística (INE), el salario medio anual en España fue de 26 948,87 euros brutos en 2022, un 4,1 % más que en 2021, el de las mujeres fue de 24 359,82 euros y el de los hombres de 29 381,84 euros. El salario mediano se situó en 22 383,11 euros y el salario más frecuente apenas alcanzó los 14 586,44 euros.
En 2022, por tramos salariales, el 17,10 % de los trabajadores en España percibieron el Salario Mínimo Interprofesional (SMI), es decir, ganaron 14 000 € brutos anuales, o menos, si no están a jornada completa, mientras que el porcentaje de trabajadores más numeroso, el 48,16 %, se sitúa entre los 14 000 y los 28 000 € de salario bruto al año, es decir, el 65,26 % de los trabajadores gana lo mismo que dos o menos SMI brutos al año. Con estos datos, más de la mitad de los trabajadores en España ganan menos de 2333 euros brutos al mes, lo que deja ver una realidad laboral donde la mayoría de personas cobra por debajo de la media, que es de 2448,48 euros brutos al mes en 2022. El segundo grupo de trabajadores por salario es el del 20 % que gana entre 28 000 y 42 000 €. Con esto, el 85,26 % de los trabajadores gana lo mismo que tres o menos SMI brutos, lo que equivale a menos de 3500 euros brutos al mes. Solo el 14,74 % de los trabajadores cobran más y los porcentajes de personas en mayores tramos salariales descienden notablemente: solo un 8,29 % recibe entre 42 000 y 56 000 €, y un 3,40 % entre 56 000 y 70 000 €. Los salarios más altos, superiores a 70 000 €, los cobran una minoría muy reducida de personas: un 1,68 % cobra entre 70 000 y 84 000 €, un 0,84 % entre 84 000 y 98 000 €, un 0,40 % entre 98 000 y 112 000 €, y apenas un 0,14 % supera los 112 000 € anuales. Esta distribución revela una fuerte desigualdad, con el 85,26 % de los trabajadores ganando menos de 42 000 € brutos al año (3500 € al mes), lo que indica una concentración del empleo en rangos salariales bajos y medios-bajos.
La brecha de género con respecto al salario en España es claramente notable. El salario medio bruto anual de los hombres es de 29 381,84 €, mientras que el de las mujeres es significativamente inferior, con 24 359,82 €. Esto refleja una diferencia de 5022,02 € a favor de los hombres, lo que implica una brecha salarial del 17,1 %. Este dato resalta la persistente desigualdad en los ingresos entre hombres y mujeres a nivel nacional, a pesar de los avances en la igualdad de género en muchos ámbitos. La brecha salarial por género puede estar influenciada por varios factores, como la mayor presencia de mujeres en sectores y ocupaciones menos remunerados, el techo de cristal en posiciones de liderazgo o la desigual distribución de las responsabilidades de cuidado familiar, que a menudo recaen más sobre ellas. A pesar de la persistente brecha salarial de género, se observan algunos tímidos avances, puesto que, en 2022, el salario medio de las mujeres aumentó un 5,12 % con respecto a 2021, mientras que el salario de los hombres creció un 3,50 % respecto a 2021. Sin embargo, en términos absolutos, el aumento en los ingresos de las mujeres sigue sin ser suficiente para reducir de manera sustancial la diferencia salarial en comparación con los hombres.
En 2022, los salarios medios brutos anuales en España presentan diferencias notables según la comunidad autónoma. Las regiones con mayores ingresos son el País Vasco, con 32 313,73 € brutos anuales, seguido de la Comunidad de Madrid, con 31 230,73 €, y Navarra, con 29 189,52 €. También destacan Cataluña, en cuarto lugar, con 28 774,55 €, y las Islas Baleares, en quinto lugar, con 27 145,79 €, superando la media nacional. En contraste, las comunidades con menores salarios son Extremadura, que se sitúa en la cola con 21 922,73 €, seguida de Canarias, con 23 096,92 €, y Castilla-La Mancha, con 23 751,71 €. Estas diferencias reflejan desigualdades económicas importantes entre territorios, influenciadas por factores como el tejido productivo, el nivel de empleo cualificado y el coste de vida, marcando una brecha territorial significativa.
| Salario medio bruto anual por comunidad autónoma (2022) |
| |
| Comunidades donde el salario medio está por encima de la media nacional Media nacional: 26 948,87 € Comunidades donde el salario medio está por debajo de la media nacional |

En 2022, los sectores donde más se gana en España son, en primer lugar, el sector del suministro de energía eléctrica, gas, vapor y aire acondicionado, con un salario medio bruto anual de 55 470,69 €, seguido por el sector de las actividades financieras y de seguros, con 47 239,53 €, y el sector de la información y comunicaciones, con 37 438,55 €.
Por grupos de ocupación, los directores y gerentes tienen los salarios más altos, con 59 478,63 € brutos anuales, les siguen los técnicos y profesionales científicos e intelectuales de la salud y la enseñanza, que ganan una media de 37 456,34 €, seguido por otros técnicos y profesionales científicos e intelectuales, con 41 382,28 €.
En España, las empresas no están obligadas por ley a subir anualmente los salarios de sus empleados conforme al Índice de Precios al Consumo (IPC), que estipula el porcentaje de lo que suben cada año los precios de los bienes y servicios, solo deben hacerlo si existe una cláusula en este sentido en el contrato o en el convenio colectivo aplicable al trabajdor.

#### Salario Mínimo Interprofesional (SMI)
El Salario Mínimo Interprofesional (SMI) en España es la retribución mínima que debe recibir un trabajador por una jornada legal de trabajo, independientemente de su tipo de contrato o sector. Este importe es fijado anualmente por el Gobierno, considerando factores como el Índice de Precios al Consumo (IPC), la productividad media nacional y la situación económica general.
El primer Gobierno de Pedro Sánchez aprobó el 21 de diciembre de 2018 el decreto que fijaba el salario mínimo para 2019 en 900 euros, la mayor subida desde 1977, para ofrecer una remuneración «equitativa y suficiente» y acercarse al 60 % del salario medio recomendado por el Comité Europeo de Derechos Sociales.
En 2025, el SMI es de 16 576 euros brutos al año, 1184 € al mes en 14 pagas (1381,33 € en 12).
En 2025, según datos oficiales del Ministerio de Trabajo y Economía Social y del Servicio Público de Empleo Estatal (SEPE), aproximadamente 2,4 millones de personas trabajadoras en España perciben el Salario Mínimo Interprofesional (SMI), el 13,5 % de los trabajadores. Por sectores, el 31 % de los perceptores del SMI trabajan en la agricultura, el 14,3 % en servicios, el 5,9 % en la industria y el 3,4 % en la construcción. El 65,8 % de las personas que perciben el SMI son mujeres. El 26,8 % de los perceptores del SMI son jóvenes de entre 16 y 24 años.
| Salario mínimo en España desde 2002 hasta 2025 (en EUR, 14 mensualidades) |
| |
| Gobiernos del PP. José María Aznar hasta 2004 y Mariano Rajoy desde 2011 a 2018. Gobiernos del PSOE. José Luis Rodríguez Zapatero de 2005 a 2011 y Pedro Sánchez de 2019 a 2025. |

#### Cotizaciones
En la nómina de cada trabajador se reflejan las retenciones, es decir, deducciones que realiza el Estado como cotizaciones del empleado para financiar prestaciones como la jubilación, el desempleo, la incapacidad temporal y la asistencia sanitaria. En 2025, por contingencias comunes, es decir, para financiar la jubilación, las bajas médicas por enfermadad común y la asistencia sanitaria, el trabajador aporta un 4,70 % de su salario bruto, mientras que su empresa paga un 23,60 %. Por contingencias profesionales, es decir, para financiar las bajas médicas por accidentes de trabajo y enfermedades profesionales, el empleador asume todo el coste, con un porcentaje que varía según el tipo de actividad, entre el 1,5 % y el 7,5 %. Por desempleo, el trabajador aporta un 1,55 % de su base de cotización si tiene un contrato indefinido, un 1,60 % si es temporal, y la empresa paga un 5,50 % por contratos indefinidos, un 6,70 % por contratos temporales. Por formación, el trabajador aporta un 0,10 % y la empresa un 0,60 %, con el fin de financiar cursos y programas de mejora de la empleabilidad. Finalmente, el empresario paga el 0,20 % para el Fondo de Garantía Salarial (FOGASA), un organismo público que garantiza el pago de salarios e indemnizaciones a los trabajadores cuando una empresa entra en concurso de acreedores o no puede pagar por insolvencia. Desde el 1 de enero de 2025 se aplica en España el Mecanismo de Equidad Intergeneracional (MEI), una cotización adicional destinada a reforzar el sistema público de pensiones y garantizar su sostenibilidad ante el envejecimiento de la población: 0,13 % a cargo del trabajador y 0,67 % a cargo de la empresa.
Un trabajador, con un contrato indefinido, que cobre el salario mínimo interprofesional (SMI) en 2025, que es de 16 576 euros brutos al año, 1184 € al mes en 14 pagas (1381,33 € en 12), pagaría de cotizaciones 1053,58 € anuales, por lo que su salario se quedaría en 15 522,42 euros netos al año, 1108,74 € al mes en 14 pagas (1293,53 € en 12). El coste total para la empresa si contrata a un trabajador con el salario mínimo interprofesional (SMI) en 2025, incluyendo las cotizaciones correspondientes, con la tarifa mínima para las contingencias profesionales (1,5 %) sería de 21 896,98 euros al año, 1564,07 € al mes en 14 pagas (1824,74 € en 12). Habría 455,33 € de diferencia entre lo que le cuesta el trabajador a la empresa y lo que el trabajador percibe en 14 pagas, de los cuales 75,26 € son pagados por el trabajador y 380,07 € por el empresario. Serían 531,21 € de diferencia calculados en 12 pagas, de los cuales 87,80 € son pagados por el trabajador y 443,42 € por el empresario.

#### Impuesto sobre la Renta de las Personas Físicas (IRPF)
Por otro lado, a todo trabajador se le descuenta el Impuesto sobre la Renta de las Personas Físicas (IRPF), un tributo progresivo que grava los ingresos de los ciudadanos en función de su capacidad económica, es decir, que los que más ganen más aporten. Se calcula sobre la base liquidable general, que es el resultado de restar a los ingresos brutos anuales las deducciones y reducciones aplicables (como las contribuciones a planes de pensiones, las cargas familiares, entre otras). Esta base liquidable se divide en tramos y a cada tramo se le aplica un tipo impositivo progresivo, lo que significa que a mayores ingresos, mayor porcentaje de tributación. El IRPF se aplica tanto a los ingresos del trabajo como a otras fuentes de ingresos, y el tipo impositivo varía según la comunidad autónoma. En 2025, el mínimo exento del Impuesto sobre la Renta de las Personas Físicas (IRPF), es decir, la cantidad de ingresos por el que un trabajador no paga IRPF es 15 876 euros brutos anuales, aunque el Gobierno de España ha acordado una deducción específica para que los trabajadores que perciben el SMI, que es de 16 576 euros anuales, no tengan que tributar por IRPF en 2025.
| Base liquidable general (€) | Tipo estatal (%) | Tipo autonómico (%) | Tipo total (%) |
| --------------------------- | ---------------- | ------------------- | -------------- |
| Hasta 12 450                | 9,5              | 9,5                 | 19             |
| 12 451 – 20 200             | 12               | 12                  | 24             |
| 20 201 – 35 200             | 15               | 15                  | 30             |
| 35 201 – 60 000             | 18,5             | 18,5                | 37             |
| 60 001 – 300 000            | 22,5             | 22,5                | 45             |
| Más de 300 000              | 24,5             | 22,5                | 47             |

### Teletrabajo
Según el artículo 34.8 del Estatuto de los Trabajadores, las personas trabajadoras tienen derecho a solicitar adaptaciones de jornada, incluyendo trabajo a distancia, para conciliar la vida familiar y laboral, especialmente en caso de cuidados de hijos de hasta 12 años o familiares dependientes hasta el segundo grado consanguinidad que vivan en el mismo domicilio. La empresa debe negociar de buena fe. Si rechaza la petición, debe justificar las razones. La discrepancia entre las partes se resolvería en el Juzgado de lo Social.
La Ley 10/2021, de 9 de julio, de trabajo a distancia regula en España el teletrabajo. Esta norma surgió para dar respuesta al auge del trabajo remoto tras la pandemia de COVID-19 y entró en vigor el 11 de julio de 2021. Se aplica a trabajadores por cuenta ajena que realizan su actividad laboral a distancia de forma regular, es decir, cuando al menos el 30 % de la jornada laboral se realiza fuera del centro de trabajo habitual en un periodo de referencia de tres meses. El trabajo a distancia debe ser voluntario tanto para el trabajador como para la empresa, y debe formalizarse mediante un acuerdo por escrito que puede incorporarse al contrato inicial o realizarse posteriormente, pero siempre antes de iniciar el trabajo a distancia.
La empresa debe proporcionar y mantener los medios, equipos y herramientas necesarios para el desarrollo de la actividad laboral a distancia. El trabajador tiene derecho a la compensación por gastos en los que se incurra, que no deben ser asumidos por el trabajador. Se garantiza el derecho del trabajador a desconectarse fuera de su horario laboral, incluyendo periodos de descanso y vacaciones. La empresa debe garantizar un registro adecuado de la jornada laboral, incluyendo el inicio y finalización. Asimismo, la empresa mantiene sus facultades de organización, dirección y control sobre el trabajo a distancia, pudiendo adoptar las medidas necesarias para verificar el cumplimiento de las obligaciones laborales, siempre respetando la dignidad y privacidad del trabajador. La empresa debe garantizar la seguridad y salud del trabajador a distancia, evaluando los riesgos del lugar de trabajo elegido por el trabajador.

### Despido
Las empresas pueden despedir a los trabajadores conforme a lo establecido en los artículos 49-56 del Estatuto de los Trabajadores, sobre extinción del contrato, que regulan los distintos tipos de despido, los procedimientos a seguir y las consecuencias legales. El trabajador tiene 20 días hábiles (no cuentan sábados, domingos ni festivos) desde la fecha de efecto del despido iniciar recurrirlo ante un tribunal de justicia. Este plazo es improrrogable, por lo que es muy importante actuar con rapidez, pasado el plazo se pierde la oportunidad. El procedimiento judicial para impugnar un despido se regula en la Ley 36/2011, de 10 de octubre, reguladora de la jurisdicción social.

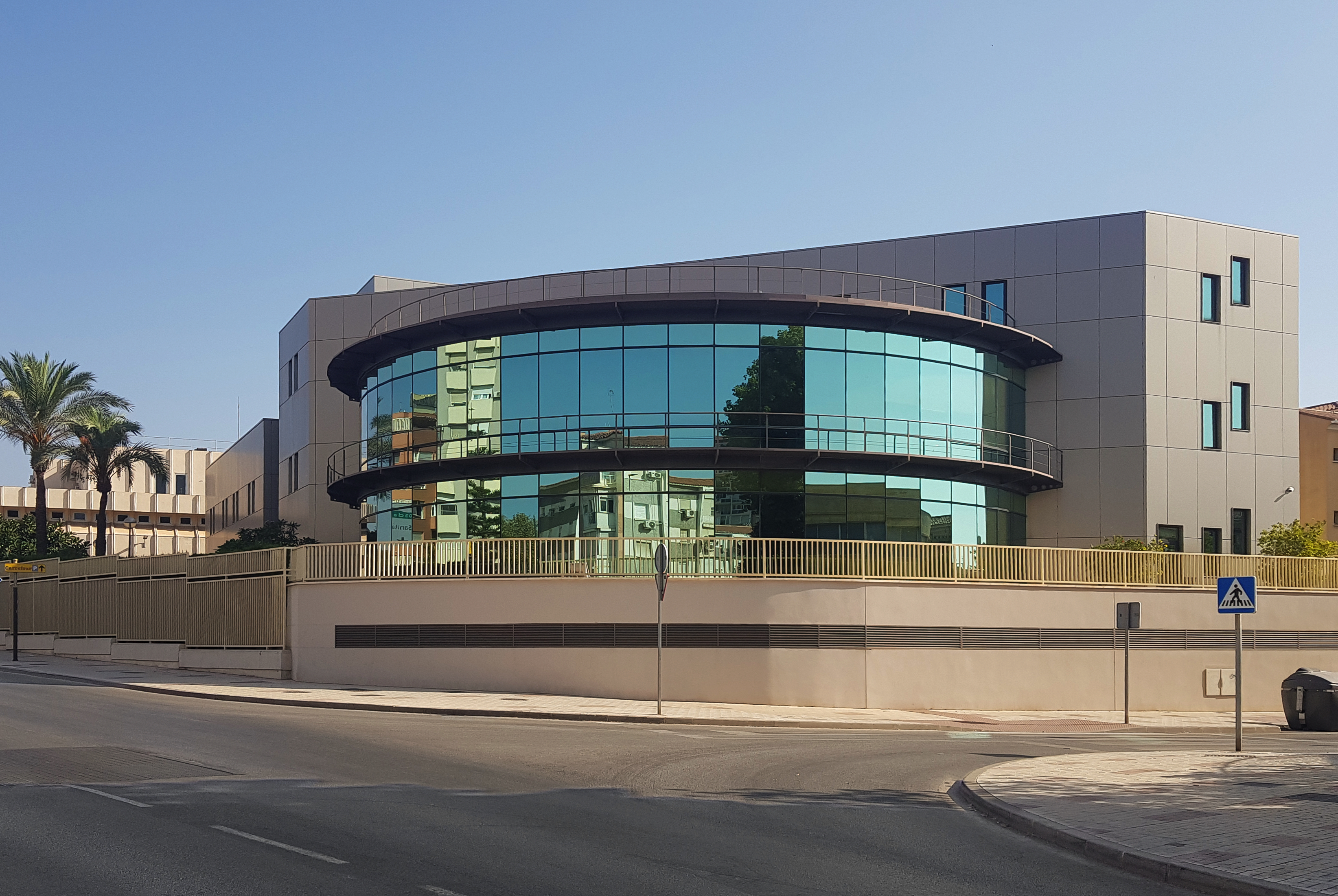
Centro de Mediación, Arbitraje y Conciliación (CMAC) de Málaga, Andalucía

Antes de ir al juzgado, la ley exige intentar una conciliación previa con la empresa, presentando una papeleta de conciliación laboral ante el Servicio de Mediación, Arbitraje y Conciliación (SMAC). Esto suspende el plazo de los 20 días, que se reanuda tras la conciliación. Si no existe acuerdo entre la empresa y el trabajador en el acto de conciliación o la empresa no comparece, se puede proceder entonces a realizar una demanda en el Juzgado de lo Social, para lo cual es recomendable contar con abogado laboralista, aunque no es obligatorio. En el juicio, el juez analizará el caso y dictará sentencia, pudiendo declarar el despido como procedente (considerando legal al despido), improcedente (instando a la empresa a readmitir al trabajador o pagarle una indemnización) o nulo (si el despido vulnera derechos fundamentales, obligando a la empresa a la readmisión con pago de salarios dejados de percibir. Después de esto, la empresa o el trabajador pueden recurrir la sentencia ante el Tribunal Superior de Justicia de la comunidad autónoma e, incluso, pedir recurso de casación al Tribunal Supremo si hay contradicción entre sentencias de distintos tribunales distintos o si existe interés casacional, es decir, si el caso tiene relevancia más allá del interés personal de las partes.
Los ciudadanos cuya unidad familiar no supere en ingresos el valor doble del IPREM (Indicador Público de Renta de Efectos Múltiples) tienen derecho a asistencia jurídica gratuita, es decir, a un abogado de oficio, según el artículo 3 de la Ley 1/1996, de 10 de enero, de asistencia jurídica gratuita.

#### Procedente
El despido procedente se da cuando el empresario ha acreditado y justificado correctamente la causa del despido y así lo puede demostrar, cumpliendo todos los requisitos formales, y si un juez establece que el despido está ajustado a derecho, en caso de ser recurrido.
El despido puede ser disciplinario, según el artículo 54 del Estatuto de los Trabajadores, es decir, si la empresa pone fin al contrato de trabajo debido a una conducta grave y culpable del trabajador. Esto puede incluir acciones como desobediencia, insultos, falta reiterada e injustificada de asistencia al trabajo, baja productividad o mal comportamiento en el trabajo. El empleador debe justificar que la falta cometida es lo suficientemente grave como para romper la relación laboral. El despido debe ser comunicado por escrito y especificar de forma clara los hechos que lo motivan. Además, el trabajador tiene derecho a impugnar el despido si considera que las acusaciones no son ciertas o no tienen la suficiente gravedad. Si el despido es declarado procedente por un juez, el trabajador no tiene derecho a indemnización, pero sí a cobrar el finiquito (salarios pendientes, vacaciones no disfrutadas, etc.).

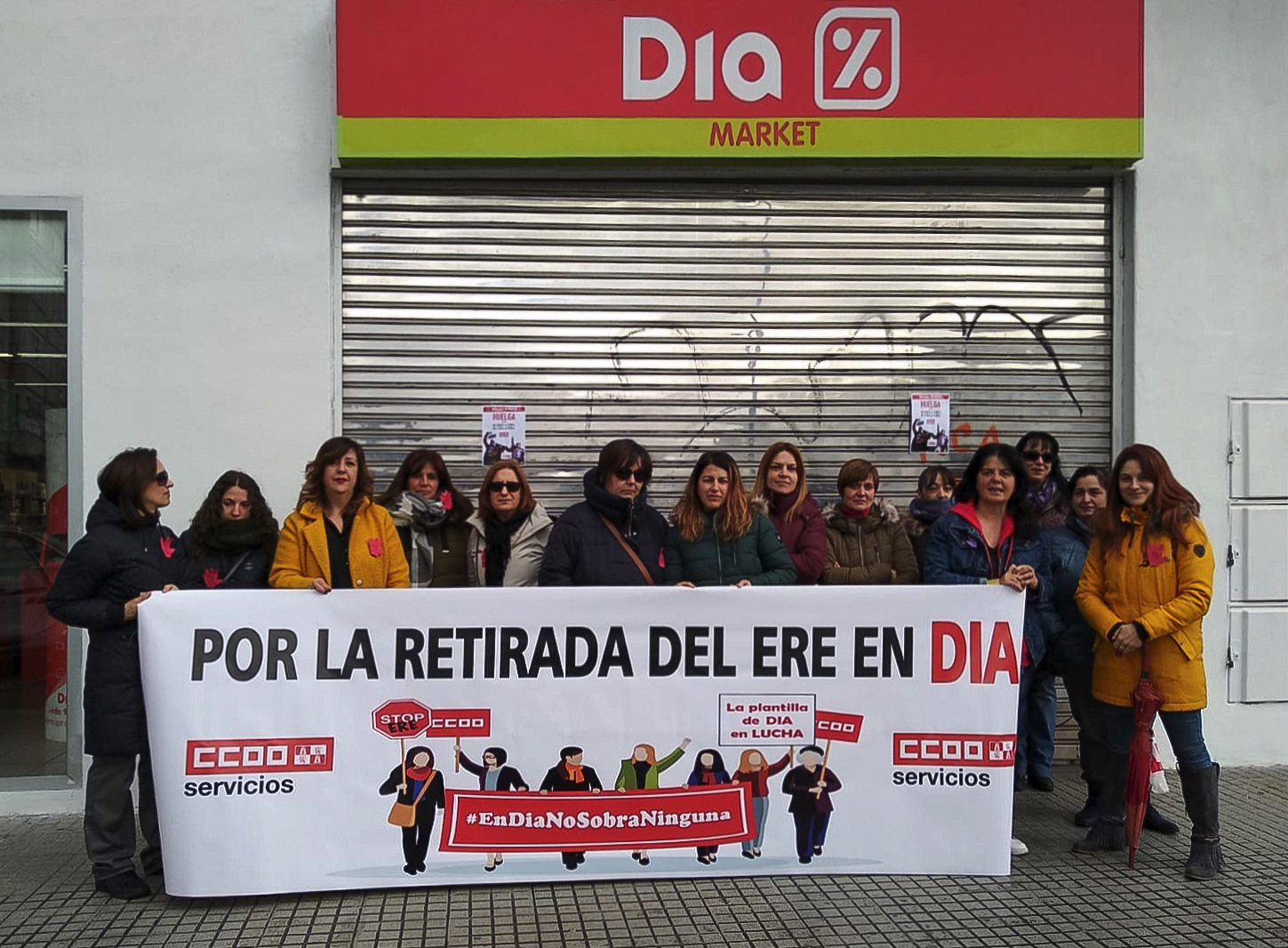
Concentración de trabajadores en contra de un ERE en los supermercados Dia

El despido puede ser objetivo, según el artículo 52 del Estatuto de los Trabajadores, si se produce cuando la empresa pone fin a la relación laboral por causas económicas, técnicas, organizativas o de producción que justifican la necesidad de reducir personal. En este tipo de despido, las causas no están relacionadas con el comportamiento del trabajador, sino con necesidades empresariales. Por ejemplo, en situaciones de crisis económica, reducción de la demanda de productos o servicios, reorganización interna, o incapacidad para mantener la viabilidad de la empresa. En este caso, el despido se considera procedente si la empresa puede demostrar que la decisión es necesaria para su viabilidad. A diferencia del despido disciplinario, el trabajador tiene derecho a una indemnización de 20 días por año trabajado, con un máximo de 12 mensualidades, además del finiquito. También se requiere un preaviso de 15 días al trabajador.

##### Expediente de Regulación de Empleo (ERE)
De acuerdo con el artículo 51 del Estatuto de los Trabajadores, si la empresa pretende despedir al menos a 10 trabajadores (si tiene menos de 100 empleados), al 10 % de la plantilla (si tiene entre 100 y 300 empleados) o a 30 trabajadores (si tiene más de 300 empleados), se considera despido colectivo y se articula a través de un Expediente de Regulación de Empleo (ERE), acompañado de documentación que fundamente las causas, debidamente justificadas, y se le notifique a la autoridad laboral y a los representantes legales de los empleados (los sindicatos en la mayoría de los casos) para establecer una negociación previa, durante un periodo de consultas, que trate de evitar o reducir los despidos.

#### Improcedente
El despido puede ser improcedente, según el artículo 56 del Estatuto de los Trabajadores, si ocurre cuando la empresa no puede justificar de manera adecuada la causa del despido o no ha seguido el procedimiento legalmente establecido. Esto puede suceder tanto en un despido disciplinario como en uno objetivo, cuando no se acreditan correctamente las faltas o causas que lo motivan, o cuando no se cumplen los requisitos formales, como el preaviso o la indemnización correspondiente. El trabajador puede impugnar el despido ante los tribunales para demostrar su improcedencia, y si no se demuestra la causa adecuada o se incumple la normativa, el despido se considera improcedente. Cuando un despido es declarado improcedente, el trabajador tiene derecho a ser readmitido en su puesto de trabajo o, si la empresa no lo hace, a recibir una indemnización de 33 días por año trabajado, con un máximo de 24 mensualidades. Antes de la reforma laboral de 2012 del primer Gobierno de Mariano Rajoy, la indemnización era de 45 días por año trabajado, con un máximo de 42 mensualidades.

#### Nulo

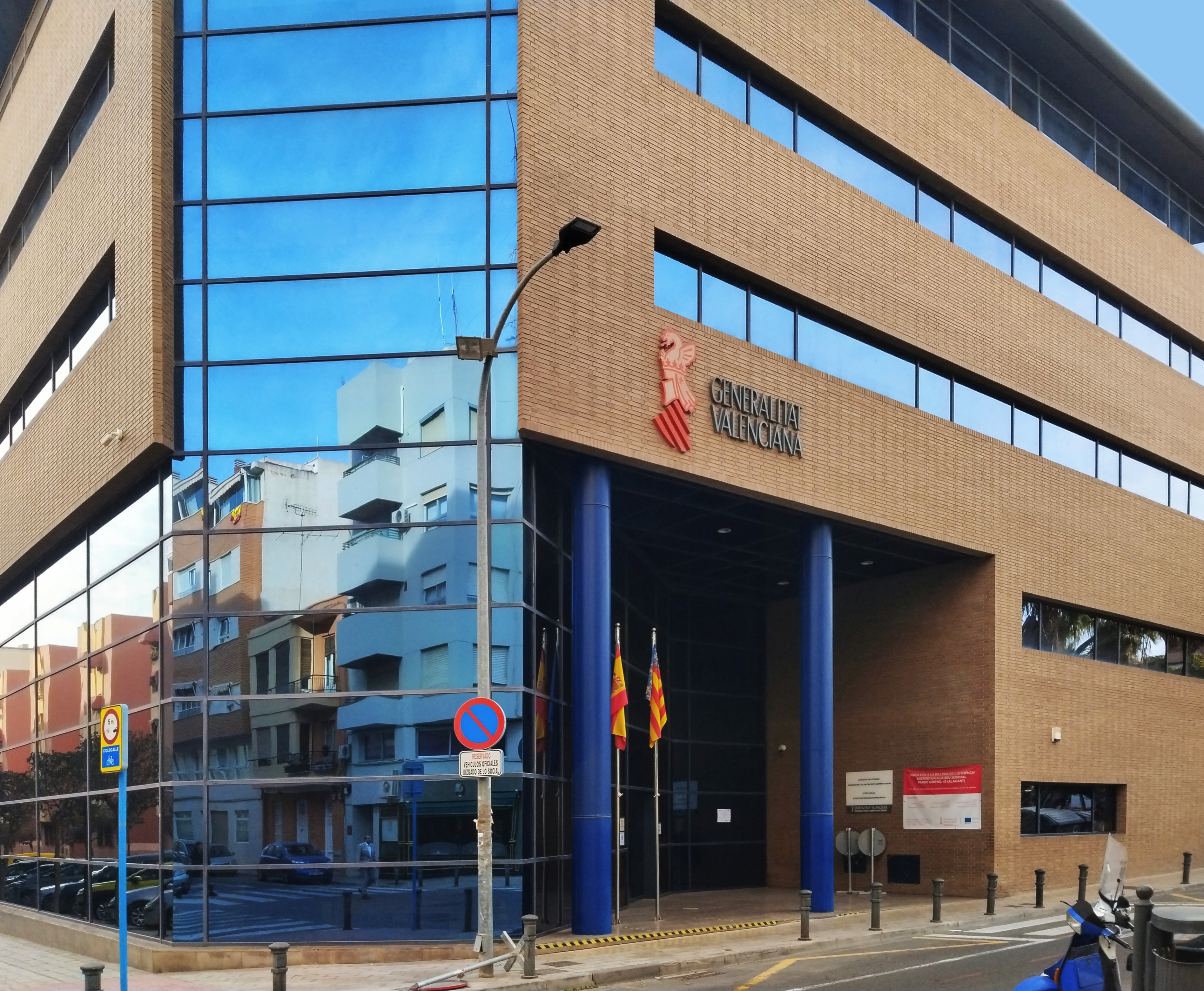
Sede del Juzgado de lo Social de Alicante, en la Comunidad Valenciana

El despido puede ser nulo, según el artículo 55.6 del Estatuto de los Trabajadores, si un juez considera que el empresario lo realiza por causas discriminatorias, es decir, que viole los derechos y libertades del afectado, por ejemplo, en casos de discriminación por raza, nacionalidad, sexo, religión, orientación sexual, ideas políticas o demás razones recogidas en la Constitución o en las leyes.
También si se produce durante la suspensión del empleo por razón de nacimiento, adopción, guarda acogimiento de un hijo o enfermedades relacionadas o problemas derivados del embarazo, el despido sería nulo desde el momento en el que se comunica el embarazo hasta 12 meses después de haberse reincorporado. Igualmente es nulo si se despide a una víctima de violencia de género, mientras dure el proceso jurídico. Se considera asimismo nulo por cuidado de una persona dependiente, pues la persona puede estar en excedencia durante 2 años. En un despido colectivo, si no se cumplen los requisitos legales para llevarlo a cabo, también será considerado despido nulo.
En caso de que un juzgado determine que el despido es nulo, el empresario deberá readmitir inmediatamente al trabajador y pagarle los salarios de tramitación, es decir, pagarle lo que habría ganado durante el tiempo trascurrido entre el despido y la readmisión. El despido nulo no da derecho a indemnización por despido por la vía laboral, pero sí se puede pedir indemnización por daños materiales y daños morales a través de la vía civil.

#### Dimisión
De acuerdo con el artículo 49.1.d del Estatuto de los Trabajadores, cualquier trabajador es libre de autodespedirse de su puesto de trabajo para terminar la relación laboral con la empresa. Aunque no fija un plazo exacto de preaviso, lo que establecen la mayoría de los convenios colectivos y la costumbre consolidada es que el trabajador debe comunicar su baja voluntaria con al menos 15 días de antelación, de no hacerlo la empresa podría descontar del finiquito el salario proporcional a los 15 días.
Un trabajador que presenta baja voluntaria no tiene derecho a recibir indemnización por despido ni prestación por desempleo, pero sí recibirá un finiquito, en el que cobrará la parte correspondiente del salario del mes en curso, las vacaciones no disfrutadas y cualquier otro pago que quede pendiente durante el último año. Podrá recibir una prestación por desempleo si, además de haber cotizado a la Seguridad Social durante 2 años, vuelve a trabajar en otra empresa y no acaba la relación laboral por dimisión. El periodo mínimo de días que se debe trabajar después depende de cada caso y de la valoración de la Tesosería General de la Seguridad Social, si ve o no fraude en ello, pero normalmente se aceptan todas las solicitudes de prestación por desempleo en las que el trabajador haya cotizado al menos 3 meses.

### Descanso
De acuerdo con el artículo 37 del Estatuto de los Trabajadores, los trabajadores en España tienen derecho a un descanso mínimo semanal de día y medio ininterrumpido, siendo lo habitual el disfrute de la tarde del sábado, o la mañana del lunes, junto con el domingo completo. En el caso de los menores de 18 años, el descanso debe ser de al menos dos días ininterrumpidos. Con acuerdo previo, ya sea por convenio colectivo o por necesidades organizativas justificadas por la empresa, el trabajador podría trabajar durante un período continuo de hasta 14 días seguidos y luego descansar los días acumulados seguidos. Por norma general, la jornada laboral no puede exceder las 9 horas diarias en promedio. Asimismo, todo trabajador debe poder disfrutar de 14 días festivos al año, siendo 2 de carácter autonómico y otros 2 de carácter local, retribuidos y no recuperables, respetándose siempre el día de Navidad, Año Nuevo, el Día del Trabajador y la Fiesta Nacional de España.
Las excepciones se dan en actividades que, por su naturaleza, necesidades organizativas o de servicio público, no permiten respetar este descanso en el formato habitual, como por ejemplo, en la sanidad, las fuerzas y cuerpos de seguridad, los bomberos, el transporte, el comercio y la hostelería, la agricultura o, incluso, en industrias con procesos continuos. En estos casos, la ley exige que el trabajador tenga un descanso compensatorio equivalente, es decir, que, por ejemplo, aunque trabaje en domingo, debe disfrutar de ese día libre en otra fecha. Además, este tipo de organización debe estar justificada y regulada mediante convenio colectivo, y no puede suponer la pérdida del derecho al descanso, solo su reorganización. Muchas de estas excepciones están reguladas en el Real Decreto 1561/1995, de jornadas especiales de trabajo. En el ámbito de la sanidad pública, las condiciones de trabajo, incluyendo la jornada laboral y los descansos, se regulan principalmente a través del Estatuto Marco del personal estatutario de los servicios de salud, aprobado por la Ley 55/2003, de 16 de diciembre.
Las Fuerzas y Cuerpos de Seguridad del Estado (FCSE) cuentan con un régimen jurídico y laboral completamente específico, regulado en la Ley Orgánica 9/2015, de 28 de julio, de Régimen de Personal de la Policía Nacional y la Ley Orgánica 11/2007, de 22 de octubre, reguladora de los derechos y deberes de los miembros de la Guardia Civil.
De acuerdo con el artículo 34, entre el final de una jornada y el inicio de la siguiente deben pasar, como mínimo, 12 horas. Cuando la jornada diaria sea mayor a 6 horas, el trabajador debe contar con, al menos, un descanso de 15 minutos (30 minutos para los trabajadores menores de edad cuando la jornada sea mayor a 4 horas y media) y se computa como tiempo efectivo de trabajo y, por tanto, remunerado.

### Derecho a vacaciones
Según se recoge en el artículo 38 del Estatuto de los Trabajadores, el periodo de vacaciones mínimo obligatorio para todos los contratos es de 30 días naturales, lo que equivale a 4 semanas completas, pero podrá ser superior si así lo establece el convenio aplicable o el contrato.
Los días naturales incluyen todos los días del calendario, sin importar si son laborables o no. Es decir, si un trabajador tiene 30 días de vacaciones, esos días incluyen fines de semana y festivos.
Los días concretos en los que se disfrutará de este derecho serán pactados entre el trabajador y el empresario, con al menos dos meses antes de disfrutar del descanso. Si no hubiese acuerdo, sería un juez el que lo decidiese y su decisión sería irrecurrible.
Las vacaciones se han de disfrutar en el año en curso, pues en caso de despido, si se produce en el año siguiente sin haber disfrutado las vacaciones del anterior, ya no se pueden reclamar.
La última modificación legal que afectó al periodo de vacaciones anuales en España la realizó el Gobierno de Felipe González en 1983, con la aprobación de la Ley 4/1983, de 29 de junio, que aumentó las vacaciones mínimas a 30 días naturales. Antes de esta reforma, las vacaciones se limitaban a 23 días naturales. Posteriormente, en 2012, el primer Gobierno de Mariano Rajoy realizó la reforma laboral de 2012, que introdujo una modificación en el Estatuto de los Trabajadores para especificar que si las vacaciones coincidían con una incapacidad temporal por causas distintas a embarazo, parto o lactancia, y el trabajador no pudo disfrutarlas durante el año natural correspondiente, podría hacerlo una vez finalizada la incapacidad, siempre que no hubieran transcurrido más de 18 meses desde el final del año en que se originaron.
En Francia, los trabajadores tienen derecho a 30 días laborables, es decir, a 5 semanas de vacaciones anuales. En Estados Unidos no existe una ley federal que obligue a otorgar vacaciones, y las vacaciones dependen de cada empleador. Los estadounidenses disfrutan de una media de 15 días de vacaciones tras 5 años de trabajo en la empresa, aunque, según las encuestas, en torno al 50 % de los trabajadores no gastan todos sus días de vacaciones por miedo a retrasarse en sus tareas, sobrecargar a sus compañeros o por miedo a que pueda afectar a su carrera profesional.

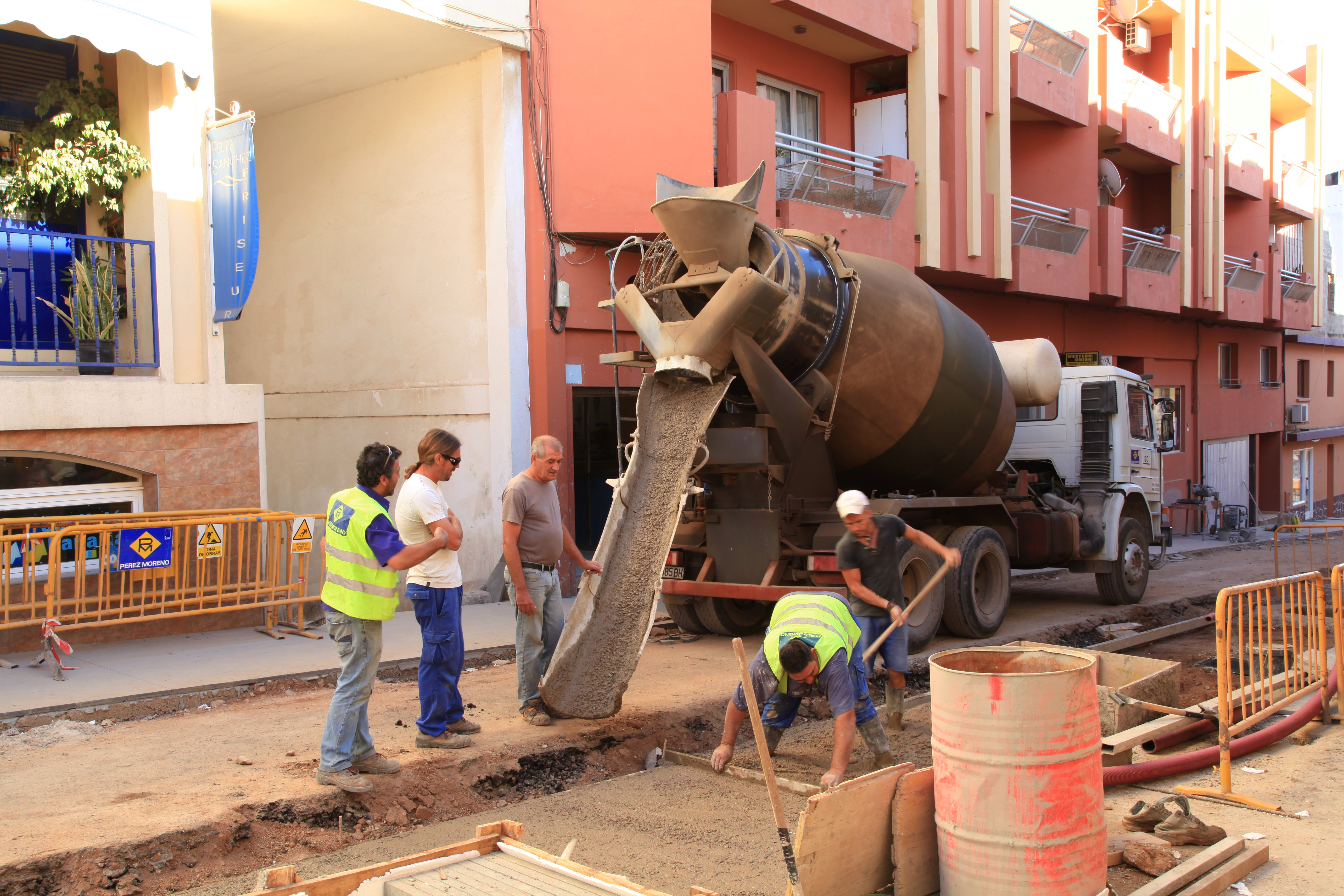
Trabajadores de la construcción en Fuerteventura, Canarias

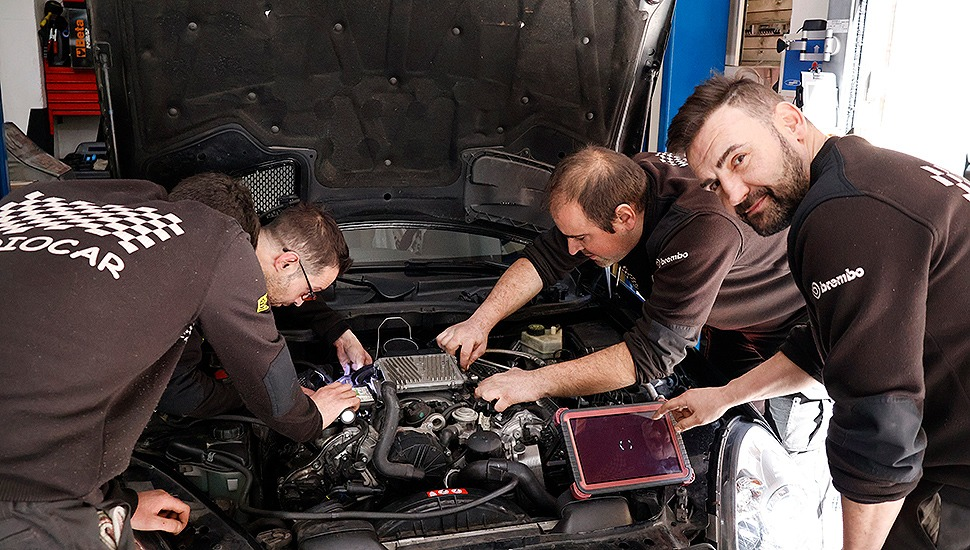
Trabajadores de un taller mecánico en Salamanca, Castilla y León

### Permisos retribuidos
Matrimonio
De acuerdo con el artículo 37.3 a) del Estatuto de los Trabajadores, la empresa debe facilitar 15 días libres retribuidos en caso de contraer matrimonio o por el registro de pareja de hecho.
Enfermedad grave u hospitalización de un familiar
De acuerdo con el artículo 37.3 b) del Estatuto de los Trabajadores, la persona trabajadora puede faltar al trabajo con derecho a sueldo durante cinco días si a su cónyuge, pareja de hecho, familiares hasta segundo grado de consaguinidad le ocurre una situación grave, como un accidente, una enfermedad grave, una hospitalización o una operación que requiera reposo en casa, También si le sucede a cualquier otra persona con la que conviva y que necesite su cuidado directo. Para ello, debe avisar antes y justificar la ausencia con los documentos necesarios.
De acuerdo con el artículo 37.5, si un hijo nace de forma prematura o debe quedarse en el hospital después del parto por cualquier motivo, el trabajador tiene derecho a ausentarse del trabajo una hora al día. Además, puede pedir una reducción de su jornada de hasta dos horas diarias para atender esta situación, aunque en ese caso su salario se reduce de forma proporcional al tiempo que trabaje menos.
Fallecimiento de un familiar
De acuerdo con el artículo 37.3 b) bis) del Estatuto de los Trabajadores, la persona trabajadora tiene derecho a faltar al trabajo con sueldo durante dos días si fallece su cónyuge, pareja de hecho o un familiar hasta segundo grado (padres, hijos, hermanos, abuelos, nietos, suegros o cuñados). Si por ese motivo tiene que viajar, se le añaden dos días más, es decir, puede ausentarse hasta cuatro días en total.
Mudanza
De acuerdo con el artículo 37.3 c) del Estatuto de los Trabajadores, la empresa debe facilitar 1 día retribuido para tareas de mudanza.
Deber público como votar o participar en un juicio
De acuerdo con el artículo 37.3 d) del Estatuto de los Trabajadores, el trabajador tiene derecho a ausentarse del trabajo el tiempo que sea necesario para cumplir con un deber público y personal, como, por ejemplo, votar en las elecciones o participar como jurado. Si alguna ley o acuerdo indica cuánto tiempo puede durar esa ausencia y si se paga o no, se aplicará lo que diga esa norma. Si durante el cumplimiento de ese deber la persona recibe una indemnización o pago como, por ejemplo, una dieta por asistir como jurado o ser miembro de una mesa electoral, ese importe se descontará del salario que le correspondería en la empresa por ese tiempo. La renovación del DNI podría considerarse un deber inexcusable si coincide con el horario laboral del trabajador y no puede realizarse en otro momento.
Exámenes prenatales
De acuerdo con el artículo 37.3 f) del Estatuto de los Trabajadores, el trabajador puede ausentarse del trabajo el tiempo que sea necesario para acudir a exámenes prenatales y clases de preparación al parto. En casos de adopción, guarda con fines de adopción o acogimiento, también puede faltar para asistir a sesiones obligatorias de información, preparación, y para realizar los informes psicológicos y sociales necesarios. Eso sí, estas ausencias solo están justificadas y permitidas si esas actividades se realizan durante el horario laboral.
Permiso en caso de eventos catastróficos
El 23 de octubre de 2024, el tercer Gobierno de Pedro Sánchez, con Yolanda Díaz al frente del Ministerio de Trabajo y Economía Social, aprobó por la vía de urgencia, tras las inundaciones de la DANA de 2024 en España, lo que en prensa se llamó «permisos climáticos», es decir, modifica el artículo 37.3 g) del Estatuto de los Trabajadores para incluir el derecho de los trabajadores a recibir un permiso retribuido de hasta 4 días, prorrogables en caso de forzosa necesidad, en el caso de ocurrir una catástrofe, debido a la imposibilidad de acceder al puesto de trabajo o de realizar sus labores, o de existir riesgo grave o inminente, también por fenómenos meteorológicos adversos, prohibiendo la rescisión del contrato laboral por esta causa. Estos permisos también fueron de aplicación durante el apagón del 28 y 29 de abril de 2025 si existía imposibilidad de trasladarse o de realizar el trabajo.
Donación de órganos o tejidos
De acuerdo con el artículo 37.3 g) [sic] del Estatuto de los Trabajadores, el trabajador tiene derecho a un permiso retribuido por el tiempo necesario para realizar los actos preparatorios de la donación de órganos o tejidos, siempre que estos deban llevarse a cabo dentro de su jornada laboral. Este permiso cubre únicamente el tiempo indispensable para las pruebas o trámites previos a la donación y se paga como si fuera un tiempo trabajado.
Días de libre disposición
Según contrato o convenio colectivo, para acudir a citas médicas, realizar trámites o cualquier otro asunto personal.
Permiso parental de 8 semanas
De acuerdo con la Directiva europea 2019/1158, los trabajadores tienen derecho a un permiso de 8 semanas para cuidar de un hijo, hija o menor acogido por más de un año, siempre que el menor no haya cumplido los 8 años. Las 8 semanas se pueden disfrutar seguidas o en distintos períodos, a jornada completa o parcial. Su objetivo es facilitar la conciliación de la vida laboral y familiar. No conlleva compensación económica hasta que no se trasponga a la legislación española.

### Excedencia
El trabajador tiene derecho a cogerse una pausa en el trabajo con suspensión de empleo y sueldo. Al pedirla, necesita esperar a la respuesta de la empresa, porque si esta no contesta, podría entender que ha hecho dejación de sus funciones y realizarle un despido disciplinario procedente. En los casos en los que no se obtenga una respuesta, se debe solicitar por la vía judicial.

### Impagos
La reforma del Estatuto de los Trabajadores, implementada por el tercer Gobierno de Pedro Sánchez, con Yolanda Díaz de ministra de Trabajo, mediante la Ley Orgánica 1/2025 de medidas en materia de eficiencia del Servicio Público de Justicia, establece que si en un período de un año se acumulan tres impagos o seis retrasos en el salario, el trabajador puede solicitar la extinción del contrato con derecho a indemnización y a la prestación por desempleo. Esta modificación establece «sin perjuicio de otros supuestos que por el juez, la jueza o el tribunal puedan considerarse causa justa a estos efectos, se entenderá que hay retraso cuando se supere en 15 días la fecha fijada para el abono del salario, concurriendo la causa cuando se adeuden al trabajador o la trabajadora, en el período de un año, tres mensualidades completas de salario, aún no consecutivas, o cuando concurra retraso en el pago del salario durante seis meses, aún no consecutivos».

### Finiquito
En el artículo 49.2 del Estatuto de los Trabajadores se indica que todo trabajador, cuando finaliza su relación laboral con una empresa, ya sea por despido, baja voluntaria, fin de contrato o jubilación, debe recibir el documento de liquidación, más conocido como finiquito. Su función es dejar constancia de que la empresa ha abonado todas las cantidades pendientes hasta la fecha de finalización del contrato.
En el finiquito deben incluirse todos los conceptos que el trabajador aún no ha cobrado, como: el salario de los días trabajados del mes en curso, la parte proporcional de las pagas extra (si se prorratean, ya están incluidas, si no, se debe pagar la parte proporcional), los días de vacaciones no disfrutados, y otros conceptos pendientes como horas extra o pluses si los hubiera. No hay una cantidad fija: lo que se paga depende del caso concreto.
El trabajador tiene derecho a revisar el finiquito y no está obligado a firmarlo, si no está de acuerdo, o firmarlo como «no conforme», para poder reclamarlo judicialmente después. No es lo mismo que la indemnización por despido, que se da solo en ciertos tipos de despido. Todo trabajador debe recibir siempre el finiquito correspondiente, sea cual sea el motivo del fin del contrato.

## Trabajo por cuenta propia

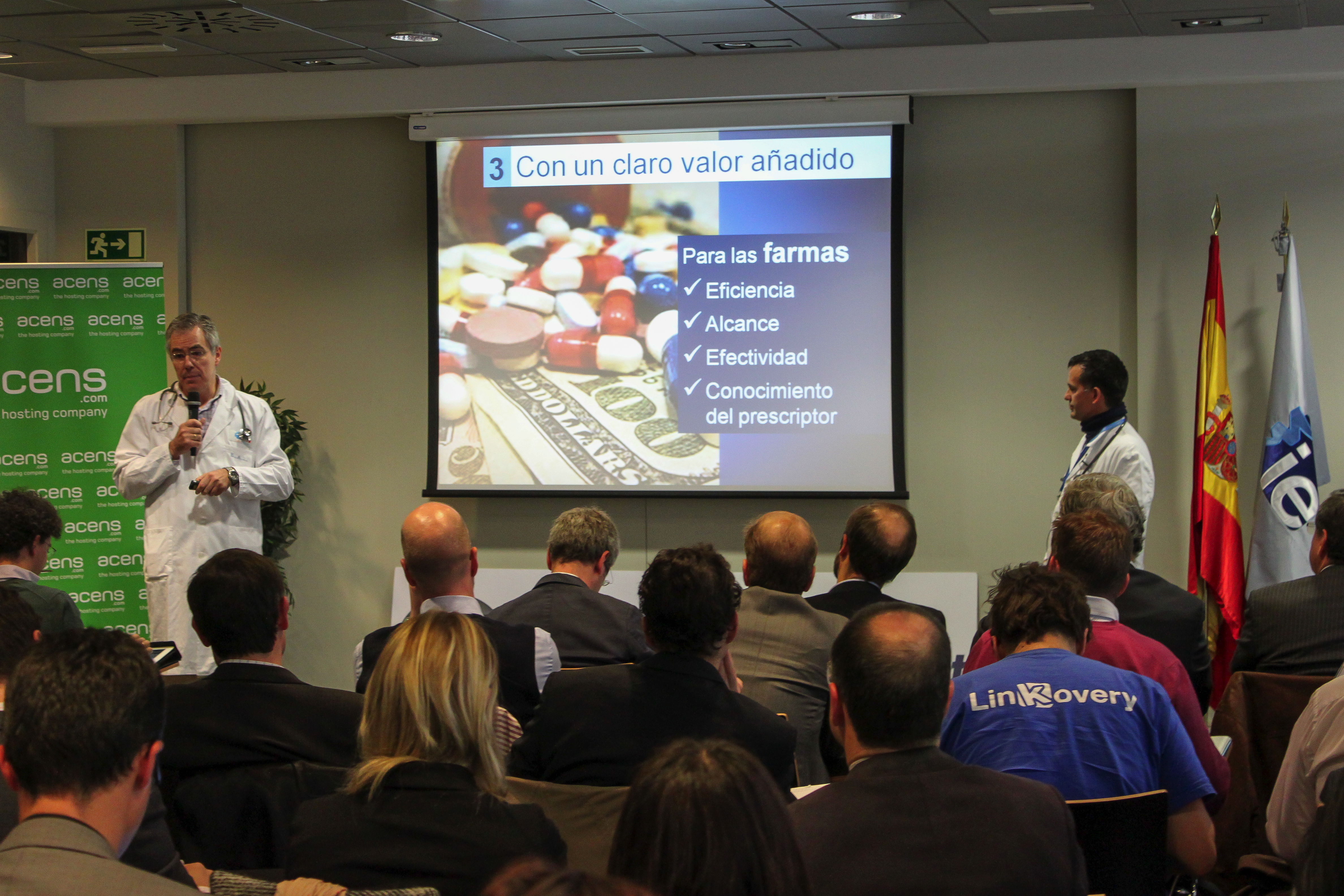
Un foro de emprendedores de startups con base tecnológica en Madrid en 2011

El trabajo por cuenta propia en España, llevado a cabo por los comúnmente conocidos como trabajadores autónomos, representa una modalidad laboral mediante la cual una persona ejerce una actividad económica de forma independiente, sin estar sujeta a un contrato laboral por cuenta ajena. En febrero de 2024, según el Ministerio de Industria, Comercio y Turismo, hay 1 603 593 trabajadores autónomos (sin empleados contratados) en España, lo que representa el 9,08 % de las personas ocupadas.
La figura del trabajador autónomo está regulada principalmente por la Ley 20/2007, de 11 de julio, del Estatuto del Trabajo Autónomo, que establece los derechos y obligaciones de quienes deciden emprender por su cuenta. Este marco normativo contempla tanto a los trabajadores por cuenta propia que ejercen una actividad económica habitual, personal y directa, como a aquellos considerados autónomos económicamente dependientes (TRADE), es decir, quienes obtienen al menos el 75 % de sus ingresos de un único cliente. Además, la afiliación al Régimen Especial de Trabajadores Autónomos (RETA) de la Seguridad Social es obligatoria desde el momento en que se inicia la actividad económica.

### Cuota de autónomos
La cuota de autónomos es el importe mensual que deben abonar los trabajadores por cuenta propia a la Seguridad Social en España como contribución al Régimen Especial de Trabajadores Autónomos (RETA). Esta cuota da derecho a recibir prestaciones como asistencia sanitaria, bajas por enfermedad, prestaciones por cese de actividad (paro), jubilación, maternidad, entre otras.
El segundo Gobierno de Pedro Sánchez, sindicatos, principales organizaciones de autónomos y la Confederación Española de Organizaciones Empresariales (CEOE) pactaron cambiar el sistema de cotización de los trabajadores autónomos para que cotizen por sus ingresos netos, es decir, la diferencia entre ganancias y costes: sus ingresos reales, sustituyendo al modelo anterior en el que se podía elegir libremente la base de cotización, en la mayoría de los casos. Cuenta con 15 tramos de cotización, agrupando a los autónomos según la cuantía de sus ingresos, cuanto más ganen, más cotizan, y viceversa, con una cuota mínima de 230 €. Cada autónomo debe estimar sus ingresos para ubicarse en uno de ellos y pagar la cuota correspondiente. La base de cotización se puede modificar cada dos meses hasta un máximo de seis veces al año, y la cuota se ajustará al final del ejercicio fiscal en función de los ingresos reales declarados ante Hacienda. El nuevo sistema incluye además el derecho a cobrar el paro por cese de actividad.
| Tramo | Ingresos netos reales (€) | Base mínima (€) | Base máxima (€) | Cuota mínima (€) | Cuota máxima (€) |
| ----- | ------------------------- | --------------- | --------------- | ---------------- | ---------------- |
| 1     | ≤ 670                     | 653,59          | 718,94          | 205,23           | 225,75           |
| 2     | > 670 y ≤ 900             | 718,95          | 900,00          | 225,75           | 282,60           |
| 3     | > 900 y < 1166,70         | 849,67          | 1166,70         | 266,80           | 366,34           |
| 4     | ≥ 1166,70 y ≤ 1300        | 950,98          | 1300            | 298,61           | 408,20           |
| 5     | > 1300 y ≤ 1500           | 960,78          | 1500            | 301,68           | 471,00           |
| 6     | > 1500 y ≤ 1700           | 960,78          | 1700            | 301,68           | 533,80           |
| 7     | > 1700 y ≤ 1850           | 1143,79         | 1850            | 359,15           | 580,90           |
| 8     | > 1850 y ≤ 2030           | 1209,15         | 2030            | 379,67           | 637,42           |
| 9     | > 2030 y ≤ 2330           | 1274,51         | 2330            | 400,20           | 731,62           |
| 10    | > 2330 y ≤ 2760           | 1356,21         | 2760            | 425,85           | 866,64           |
| 11    | > 2760 y ≤ 3190           | 1437,91         | 3190            | 451,50           | 1001,66          |
| 12    | > 3190 y ≤ 3620           | 1519,61         | 3620            | 477,16           | 1136,68          |
| 13    | > 3620 y ≤ 4050           | 1601,31         | 4050            | 502,81           | 1271,70          |
| 14    | > 4050 y ≤ 6000           | 1732,03         | 4909,50         | 543,86           | 1541,58          |
| 15    | > 6000                    | 1928,10         | 4909,50         | 605,42           | 1541,58          |

El sitio web del Ministerio de Inclusión, Seguridad Social y Migraciones cuenta con una calculadora para simular la cuota y hacer más entendible el sistema de cotización por ingresos reales.
En 2025, si los rendimientos netos mensuales del autónomo son iguales o inferiores a 670 €, le corresponde el tramo 1 del sistema de cotización por ingresos reales. En este tramo, la base mínima de cotización es de 653,59 € y la base máxima de 718,94 €. Si elige la base mínima, el autónomo pagaría 205,23 € de cuota mensual (184,97 € por contingencias comunes, 8,50 € por contingencias profesionales, 5,88 € por cese de actividad, 0,65 € por formación profesional y 5,23 € por el Mecanismo de Equidad Intergeneracional). Si elige la base máxima, el autónomo pagaría 225,75 € de cuota menual (203,46 € por contingencias comunes, 9,35 € por contingencias profesionales, 6,47 € por cese de actividad, 0,72 € por formación profesional y 5,75 € por el Mecanismo de Equidad Intergeneracional).
En 2025, si los rendimientos netos mensuales del autónomo son superiores a 6000 €, le corresponde el tramo 15 del sistema de cotización por ingresos reales. En este tramo, la base mínima de cotización es de 1928,10 € y la base máxima de 4909,50 €. Si elige la base mínima, el autónomo pagaría 605,42 € € de cuota mensual (545,65 € por contingencias comunes, 25,07 € por contingencias profesionales, 17,35 € por cese de actividad, 1,93 € por formación profesional y 15,42 € por el Mecanismo de Equidad Intergeneracional). Si elige la base máxima, el autónomo pagaría 1541,58 € de cuota menual (1389,39 € por contingencias comunes, 63,82 € por contingencias profesionales, 44,19 € por cese de actividad, 4,91 € por formación profesional y 39,27 € por el Mecanismo de Equidad Intergeneracional).

#### Tarifa plana para nuevos autónomos

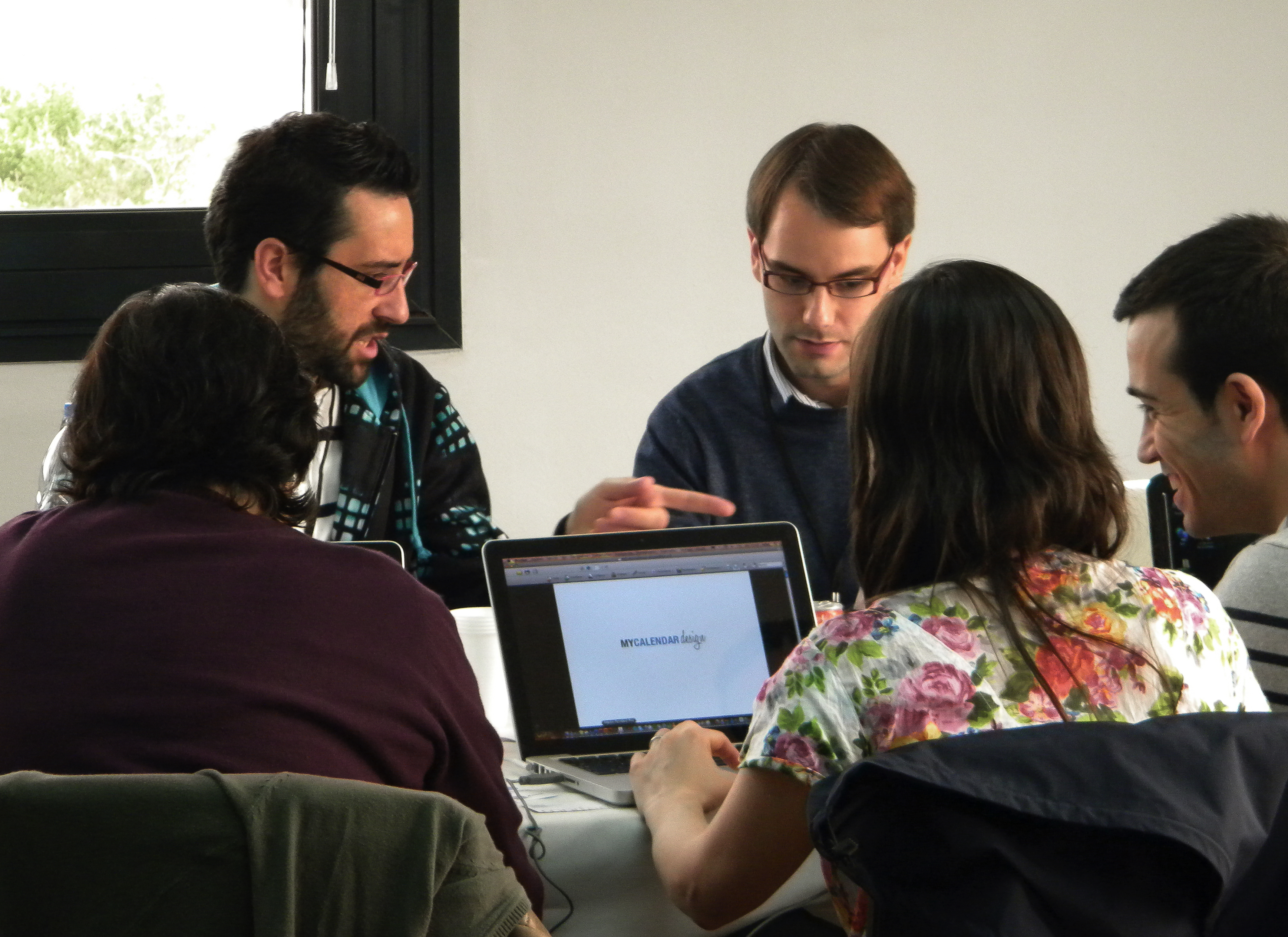
Una reunión de emprendedores en un «campus» de 2012 en Madrid

El primer Gobierno de Mariano Rajoy creó en febrero de 2013 la conocida como tarifa plana para nuevos autónomos, una cuota reducida de 50 €/mes (80 % de reducción) durante los primeros 6 meses para jóvenes menores de 30 años (35 en el caso de mujeres) que se diesen de alta por primera vez como autónomos, pasando a obtener 50 % de reducción durante los 6 meses inmediatamente siguientes, 30 % de reducción durante los 3 meses siguientes y 30 % de bonificación durante los 15 meses siguientes. En septiembre de 2013, se extendió a todos los nuevos autónomos, independientemente de su edad, que les otorgaba la cuota reducida de 50 €/mes (80 % de reducción) durante los primeros 6 meses, pasando a obtener 50 % de reducción durante los 6 meses inmediatamente siguientes y 30 % de reducción durante los 6 meses siguientes.
En 2018, se extendió a 12 meses, en lugar de los 6 iniciales, el tiempo por el que se pagaba 50 € (80 % de reducción), pasando luego al 50 % de reducción durante los 6 meses siguientes, el 30 % de reducción durante los 3 meses siguientes y el 30 % de bonificación durante los 3 meses siguientes. Esta reforma de 2018 también pasaba de 5 a 2 años anteriores el tiempo mínimo por el que se volvía a considerar nuevo autónomo una persona dada de baja en el RETA.
El segundo Gobierno de Pedro Sánchez aumentó en 2019 la tarifa plana de 50 a 60 € iniciales al mes, aumentando los derechos de los nuevos autónomos, que ahora también comenzaron a cotizar por contingencias profesionales (para estar cubiertos por accidentes de trabajo y enfermedades profesionales), pues antes era opcional. También se estableció la cobertura por cese de actividad, también conocida como el «paro para autónomos».
A partir de 2023, con la entrada en vigor del nuevo sistema de cotización por ingresos reales, la tarifa plana se establece en 80 €, que añadiendo la cotización correspondiente al Mecanismo de Equidad Intergeneracional (0,8 %), asciente a un total de 87,60 € mensuales durante los primeros 12 meses, que pueden ampliarse a 12 meses más si los ingresos no superan el SMI (salario mínimo interprofesional). Después de los 24 meses de tarifa plana (12 meses iniciales + 12 meses adicionales si no supera el SMI), el autónomo comenzaría a cotizar de manera normalizada, sin tarifa plana, dependiendo de los ingresos reales que tenga.
Por otro lado, en España, se puede facturar sin ser autónomo siempre que la actividad sea esporádica y no habitual, es decir, que no constituya una fuente recurrente de ingresos ni el medio de vida principal de la persona. Es obligatorio darse de alta en el Censo de Empresarios, Profesionales y Retenedores de la Agencia Tributaria mediante el modelo 036, aunque no se pague la cuota de autónomos a la Seguridad Social. Además, es aconsejable que los ingresos no superen el Salario Mínimo Interprofesional (SMI), ya que si lo hacen o si la actividad se considera habitual, la Seguridad Social podría exigir el alta como autónomo. Aun sin estar en la Seguridad Social, se deben cumplir las obligaciones fiscales, como declarar el IVA e IRPF si corresponde.

## Trabajo en negro
El trabajo en negro, o economía sumergida, representa una problemática significativa en España, afectando tanto a trabajadores como a la economía en general. Estudios recientes estiman que la economía sumergida en España alcanza aproximadamente el 24 % del Producto Interno Bruto (PIB), situándose entre los niveles más altos de Europa.
Diversos sectores económicos son especialmente vulnerables al trabajo en negro:
- Agricultura: debido a las duras condiciones del trabajo, con largas jornadas al aire libre, a menudo en condiciones precarias.[119]

- Construcción: debido a la escasez de mano de obra y las condiciones precarias, es común encontrar trabajadores ilegales que realizan trabajos de albañilería.[120]

- Hostelería: en zonas turísticas, es común que bares y restaurantes contraten personal sin formalizar relaciones laborales, aprovechando la alta rotación y demanda estacional.[121]

## Discriminación positiva
En España existen una serie de medidas destinadas a evitar la discriminación de colectivos vulnerables como mujeres, mayores de 45 años, jóvenes, personas en riesgo de exclusión social, personas desempleadas de larga duración, personas inmigrantes, víctimas de terrorismo o de violencia de género, penados en instituciones penitenciarias y menores en centros de internamiento.
La Ley 15/2022, de 12 de julio, integral para la igualdad de trato y la no discriminación garantiza el derecho de toda persona a la igualdad de trato y a no ser discriminada por razones como edad, sexo, discapacidad, enfermedad, orientación sexual, identidad de género, entre otras. De acuerdo con su artículo 3, esto es aplicable al acceso al empleo, condiciones laborales, retribución, promoción profesional y formación.

### Discapacidad
En España, para garantizar la no discriminación de las personas con diversidad funcional en el mercado laboral, más conocidas como personas con discapacidad, se exige que las empresas de 50 o más empleados reserven al menos un 2 % de sus puestos para este colectivo. También se establecen incentivos a la contratación, como bonificaciones en las cotizaciones a la Seguridad Social y subvenciones, para fomentar su inclusión laboral. Todo esto se regula principalmente a través de la Ley General de los Derechos de las Personas con Discapacidad.
Para la contratación indefinida de personas con un grado de discapacidad igual o superior al 33 %, la bonificación a las empresas es de 375 €/mes (4500 €/año), y se incrementa a 425 €/mes (5100 €/año si el trabajador tiene discapacidad intelectual, parálisis cerebral, enfermedad mental (≥33 %) o discapacidad física/sensorial (≥65 %). Además, si el trabajador tiene 45 años o más, la bonificación se incrementa en 100 €/mes (1200 €/año), y si es mujer, en 70,83 €/mes (850 €/año), pero estos incrementos no son compatibles entre sí. En contratos temporales de fomento de empleo, la bonificación es de 291,66 €/mes (3500 €/año), y aumenta a 341,66 €/mes (4100 €/año si el trabajador tiene una discapacidad de los grupos mencionados anteriormente. Si tiene 45 años o más o es mujer, el incremento es de 50 €/mes (600 €/año), siendo compatibles entre sí. Para los centros especiales de empleo, la bonificación es del 100 % de la cuota empresarial en cualquier tipo de contrato.
De acuerdo con el artículo 2 del Real Decreto 364/2005, de 8 de abril, las empresas que no puedan cumplir con la obligación de reservar un 2 % de su plantilla para personas con discapacidad pueden aplicar medidas alternativas, como contratar bienes o servicios a centros especiales de empleo o autónomos con discapacidad, realizar donaciones a fundaciones o asociaciones que fomenten su inserción laboral, o constituir enclaves laborales. El importe de estas medidas debe ser al menos tres veces el IPREM anual (o 1,5 veces en el caso de donaciones) por cada trabajador con discapacidad no contratado.
Además, en el artículo 6 de la Ley 15/2022, de 12 de julio, integral para la igualdad de trato y la no discriminación se indica que si una institución, empresa, servicio o persona no realiza ajustes razonables para que una persona con discapacidad pueda participar en igualdad de condiciones, está cometiendo una forma clara de discriminación, siendo estos ajustes razonables: cambios o adaptaciones específicas en el entorno físico, social o actitudinal, siempre que no impliquen una carga desproporcionada o indebida.

### Colectivo LGTBI+
Conforme al artículo 15 de la Ley 4/2023, de 28 de febrero, para la igualdad real y efectiva de las personas trans y para la garantía de los derechos de las personas LGTBI, las empresas con más de 50 empleados deben implementar, desde marzo de 2024, un conjunto planificado de medidas para garantizar la igualdad real y efectiva de las personas LGTBI. Estas medidas deben incluir un protocolo de actuación frente al acoso o la violencia hacia este colectivo y deben ser acordadas con la representación legal de los trabajadores.

### Parados de larga duración y mayores de 45 años
De acuerdo con el Real Decreto-ley 1/2023, los empleadores que contraten de forma indefinida a personas desempleadas de larga duración, es decir, que hayan estado al menos 12 meses en paro (dentro de los 18 meses previos a la contratación), reciben una bonificación mensual de 110 euros si se trata de hombres menores de 45 años, y de 128 euros si se trata de hombres mayores de 45 años o mujeres sin importar la edad. Esta ayuda se otorga durante 3 años y tiene una vigencia indefinida. El objetivo es fomentar la contratación estable y apoyar a los desempleados de larga duración.
En el mes de julio de 2023, había 2 677 874 personas registradas como desempleadas, de las cuales 1537 489 eran mayores de 45 años, lo que representa más de la mitad del total de personas desempleadas.

## Prácticas

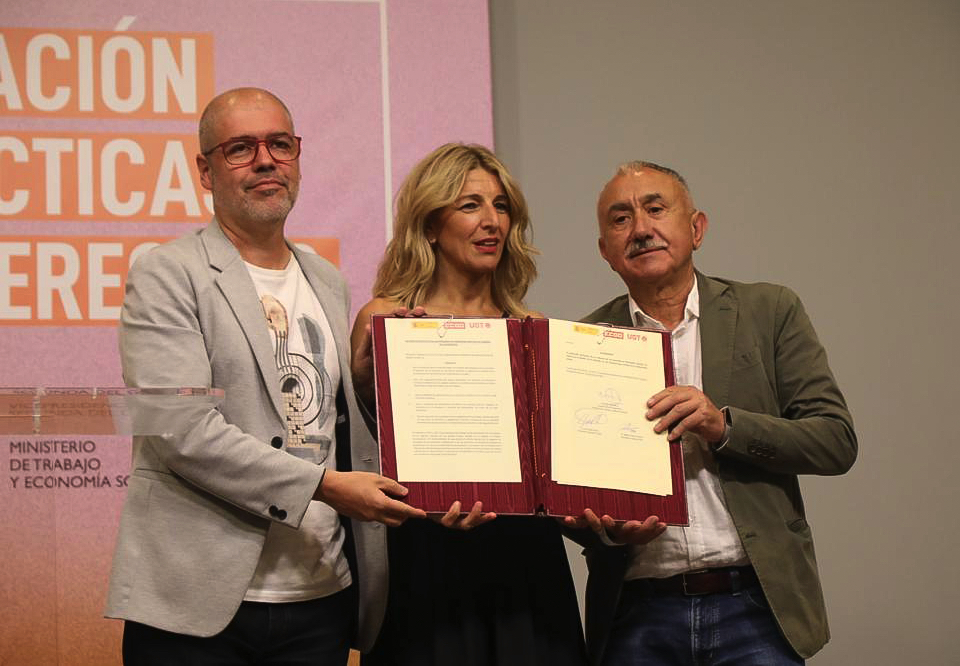
Unai Sordo, secretario general de CC. OO., Yolanda Díaz, vicepresidenta segunda del Gobierno y ministra de Trabajo y Economía Social, y Pepe Álvarez, secretario general de UGT, en la firma del llamado Estatuto del Becario, en junio de 2023, fruto de la mesa de diálogo social, aunque no contó con el visto bueno de los empresarios (CEOE y CEPYME). Supone un primer paso previo a la aprobación de una norma que regule la relación laboral y formativa de las personas en prácticas con las empresas

Una persona en prácticas, más conocida popularmente como «becario», es generalmente un estudiante o recién titulado que realiza prácticas formativas en una empresa, institución o administración pública con el fin de adquirir experiencia profesional. Si ya está titulado, puede trabajar bajo un contrato formativo en alternancia o un contrato formativo para la obtención de la práctica profesional, además de con el resto de tipo de contratos, como el resto de los trabajadores. Si todavía es estudiante no está sujeto a la legislación laboral. Cada estudiante en prácticas debe tener un tutor académico (designado por el centro educativo) y un tutor profesional (en la empresa o institución).
Las prácticas académicas externas de los estudiantes de toda Universidad está reguladas principalmente por el Real Decreto 592/2014, de 11 de julio, y se subdividen en dos tipos: curriculares, que forman parte del plan de estudios y son obligatorias para obtener el título, y extracurriculares, que son voluntarias, pero también vinculadas al aprendizaje del estudiante y supervisadas por la universidad, con un máximo de 900 horas al año por estudiante. Las prácticas deben estar amparadas por un convenio entre la universidad y la entidad colaboradora. El decreto no obliga a una compensación económica, aunque las empresas sí pueden ofrecer retribución.
Las prácticas académicas externas de los estudiantes de Formación Profesional (FP) y otras modalidades educativas están reguladas principalmente por el Real Decreto 1529/2012, y otras normativas autonómicas, y establece que se organizan mediante un acuerdo de colaboración entre el centro educativo y las empresas o instituciones donde se realicen las prácticas. Su duración varía dependiendo del ciclo formativo. Las empresas no están obligadas a ofrecer una remuneración de las prácticas, pero sí pueden ofrecer retribución. La normativa también permite realizar las práticas bajo modalidades flexibles, como las amparadas dentro del ámbito de la «FP Dual», que combinan el aprendizaje en el centro educativo con la experiencia en la empresa.
La situación laboral de los becarios en España ha sido objeto de creciente controversia debido al uso fraudulento de esta figura en el mercado laboral. La Inspección de Trabajo ha detectado desde 2018 hasta marzo de 2022 más de 4800 puestos de trabajo ocupados por falsos becarios, resultando en 553 infracciones y multas que suman 15,1 millones de euros. Estos falsos becarios realizan funciones propias de empleados, sin la correspondiente remuneración ni derechos laborales, lo que representa un abuso de la figura del becario.
El 28 de junio de 2023, el segundo Gobierno de Pedro Sánchez hizo obligatoria para 2024 la inclusión de los alumnos que realizan prácticas formativas o académicas en el sistema de la Seguridad Social. De esta manera, las empresas tienen que dar de alta a los becarios, independientemente de si hacen prácticas remuneradas o no, para que su periodo de prácticas compute como cotizado para sus pensiones.
En junio de 2023, la vicepresidenta segunda del Gobierno y ministra de Trabajo y Economía Social, Yolanda Díaz, el secretario general de CC. OO., Unai Sordo, y el secretario general de UGT, Pepe Álvarez, firmaron el acuerdo de creación del denominado Estatuto del Becario, paso previo a impulsar una norma para que las personas que realizan prácticas en empresas tengan un marco regulatorio más estricto y evitar así su contratación como «falsos becarios» o trabajadores precarios. Este acuerdo, no aprobado aún oficialmente a fecha de abril de 2025, establece que los becarios deberán recibir una compensación mínima que cubra los gastos en los que incurran, como transporte, manutención y alojamiento, para evitar que las prácticas supongan un coste para el estudiante. Los estudiantes tendrán asimismo derecho a acceder a los mismos servicios que los trabajadores de la empresa, como comedores, transporte interno o áreas de descanso, además de vacaciones. El acuerdo también fija límites a la contratación de becarios: no deberán suponer más de un 20 % de la plantilla de las empresas, con un máximo de 2 estudiantes en las pyme. Las prácticas se podrán compatibilizar con el cobro de la prestación o el subsidio por desempleo y, en el caso de los estudiantes universitarios, las prácticas extracurriculares no deberán superar las 480 horas anuales.
El texto del acuerdo contó con una férrea oposición por parte de la patronal de los empresarios (CEOE y CEPYME), genera desacuerdos entre los dos partidos socios de Gobierno, ya que el PSOE argumenta que las asociaciones mayoritarias de empresarios no dieron el visto bueno a la medida por la cercanía de las elecciones generales del 23 de julio, y aún debe ser aprobado como proyecto de ley en el Congreso de los Diputados, donde también enfrenta oposición por parte de algunos partidos políticos.

## Desempleo
Después de la pandemía de COVID-19, España ha experimentado una notable mejora en sus cifras de desempleo, alcanzando niveles que no se veían desde antes de la crisis financiera de 2008, situándose el desempleo en el 10,6 % de la población activa, la cifra más baja en 16 años. A pesar de estos avances, España mantiene una tasa de desempleo superior a la media de la Unión Europea, que se situó en el 5,9 % en el cuarto trimestre de 2024. Además, persisten desafíos como la temporalidad laboral y la calidad del empleo. La temporalidad se redujo al 15,5 % en 2024, pero sigue siendo un área de mejora. Asimismo, la pobreza infantil y las desigualdades regionales en el mercado laboral requieren atención continua.
Evolución de la tasa de desempleo en España (%)

### Prestación por desempleo
La prestación contributiva por desempleo se puede obtener durante 4 meses en España si se ha cotizado durante al menos 360 días, sin contar los días que se haya cotizado por desempleo. Durante este periodo, se cobra una prestación y se cotiza a la Seguridad Social. Su cuantía depende de las bases de cotización por contingencias comunes que se hayan realizado durante los 180 últimos días cotizados. En 2023, el Gobierno presidido por Pedro Sánchez, de PSOE y Unidas Podemos, rebajó a 180 días el mínimo de días cotizados en los últimos 6 años o 60 en los últimos 18 meses para obtener una prestación si se trabajaba en el sector artístico y no se tenía derecho a alguna otra ayuda.
Durante el periodo de la prestación por desempleo, se entiende que el trabajador está en búsqueda activa de empleo, suscrito al llamado «acuerdo de actividad», por lo que sus actividades deben ser compatibles con el mismo y acciones como los viajes al extranjero deben comunicarse al servicio público de empleo autonómico y al Servicio Público de Empleo Estatal (SEPE).

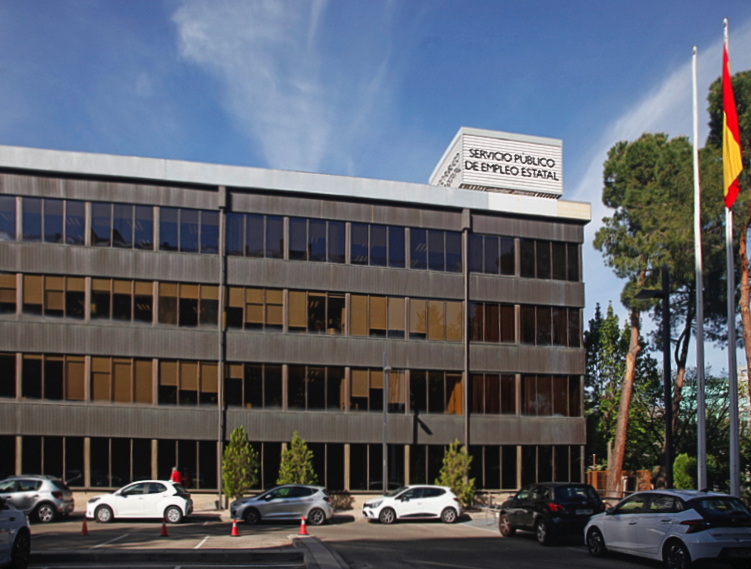
Sede central del Servicio Público de Empleo Estatal (SEPE), que gestiona las prestaciones

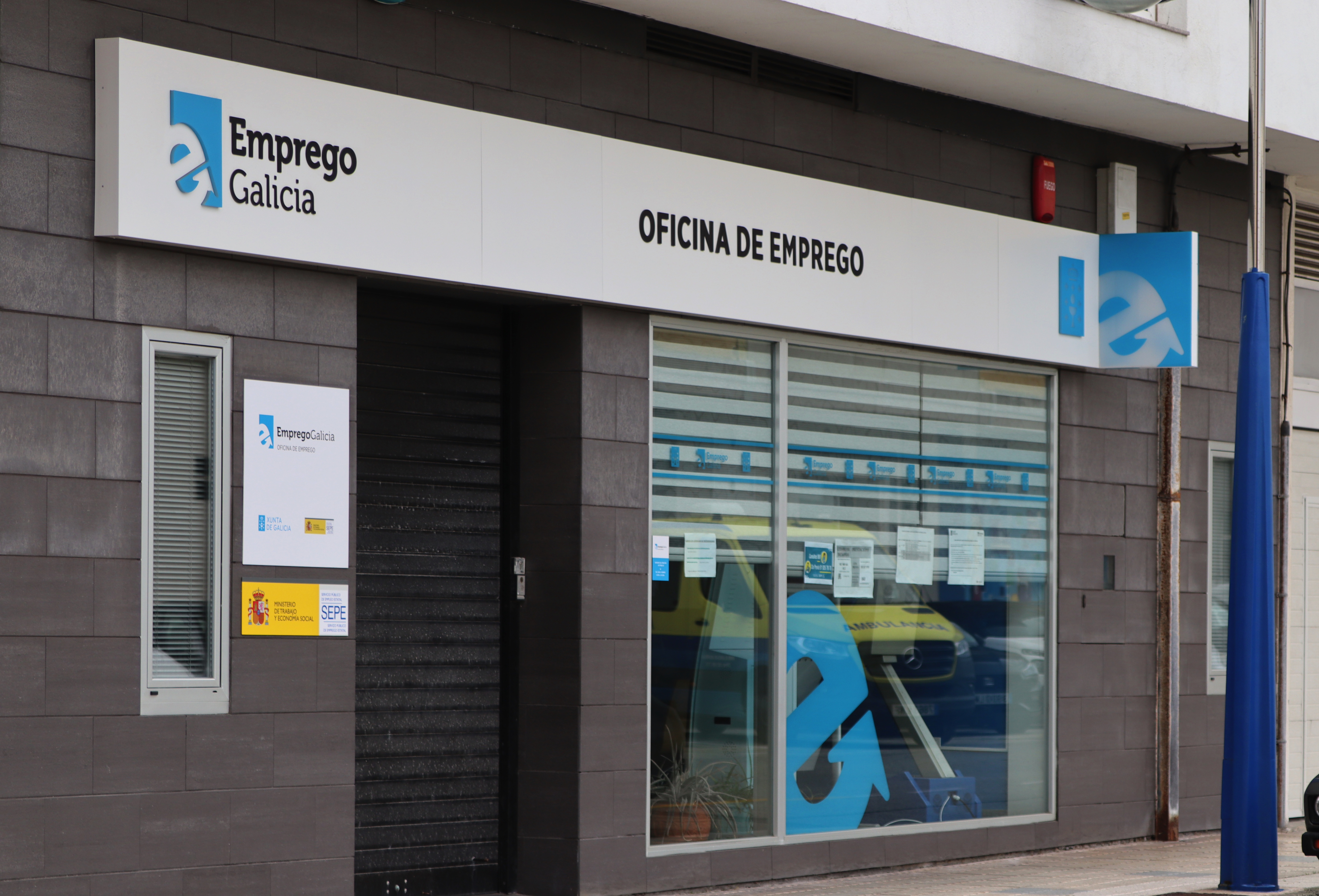
Oficina de Empleo de la Junta de Galicia en Burela (Lugo). Los servicios de empleo de las comunidades autónomas gestionan aspectos como la inscripción como demandante de empleo, renovación de la demanda, formación profesional para el empleo y políticas activas de empleo

Si no se cuenta con suficientes días cotizados para cobrar la prestación contributiva por desempleo, se puede optar al subsidio por desempleo, cuya diferencia fundamental es que el primero se está cotizando para la jubilación y con el segundo no.

### Otras ayudas por desempleo
Subsidio por desempleo
Se puede pedir si se agota la prestación por desempleo y se tiene familiares a cargo. Se debe estar inscrito como demandante de empleo, subscribir un compromiso de actividad, no rechazar una oferta de empleo adecuada a su perfil profesional y carecer de rentas, de cualquier naturaleza, superiores al 75 % del salario mínimo interprofesional. Puede durar hasta 30 meses.
En junio de 2024, el Gobierno de Pedro Sánchez, con Yolanda Díaz al frente del Ministerio de Trabajo y Economía Social, aprobó una subida de 90 € en el subsidio por desempleo. Anteriormente, era del 80 % del IPREM, es decir, de 480 €. A partir de junio de 2024, se fija en 570 € durante los seis primeros meses, lo que representa el 95 % del IPREM.
Subsidio para mayores de 52 años
Se puede pedir si se agota la prestación por desempleo y el subsidio por desempleo. Durante este periodo, se cobra una prestación y se cotiza a la Seguridad Social.
Subsidio para mayores de 45 años
Se puede pedir si se agota la prestación por desempleo y no se tiene familiares a cargo. Se debe estar inscrito como demandante de empleo, subscribir un compromiso de actividad, no rechazar una oferta de empleo adecuada a su perfil profesional y carecer de rentas, de cualquier naturaleza, superiores al 75 % del salario mínimo interprofesional.
Subsidio para insuficiencia de cotización
Se debe estar inscrito como demandante de empleo, subscribir un compromiso de actividad, carecer de rentas, de cualquier naturaleza, superiores al 75 % del salario mínimo interprofesional y haber cotizado al menos 3 meses si se tiene familiares a cargo o 6 meses si no se tiene, pero haber cotizado al menos 6 meses.
Renta Activa de Inserción
Se puede pedir si es desempleado de larga duración mayor de 45 años, persona con discapacidad, víctima de violencia doméstica, emigrante retornado mayor de 45 años o tener familiares a cargo, y no haber sido beneficiario de este subsidio 3 veces antes. Se debe estar inscrito como demandante de empleo, subscribir un compromiso de actividad, carecer de rentas, de cualquier naturaleza, superiores al 75 % del salario mínimo interprofesional.

## Formación para el empleo
El Sistema de Formación Profesional para el Empleo en España es un conjunto de programas y acciones formativas dirigidas tanto a personas desempleadas como ocupadas, cuyo objetivo es mejorar sus competencias profesionales, falicitar la adaptación a nuevas demandas del mercado e incentivar la inserción laboral. Estos programas están regulados por el Servicio Público de Empleo Estatal (SEPE), mediante la Ley 30/2015, de 9 de septiembre, y se gestionan de forma coordinada con los servicios de empleo de las comunidades autónomas.
El sistema se financia a través de las cuotas de la Seguridad Social que pagan trabajadores y empleadores. En concreto, hay un concepto llamado «formación profesional», que aparece reflejado en la nómina y en las cotizaciones sociales. Las empresas cotizan el 0,60 % de la base de cotización por cada trabajador y los trabajadores el 0,10 % de su base de cotización. Estos fondos se recaudan a través de la Tesorería General de la Seguridad Social.
Los cursos se imparten en modalidades variadas: presencial, en línea o mixta. Existen formaciones generales (como idiomas o competencias digitales) y otras más específicas según el sector profesional (hostelería, sanidad, construcción, programación, administración, etc.). Muchos de estos cursos están ligados a los denominados certificados de profesionalidad, que son títulos oficiales que acreditan a la persona para desempeñar una actividad concreta dentro de una familia profesional.

### Cursos para desempleados

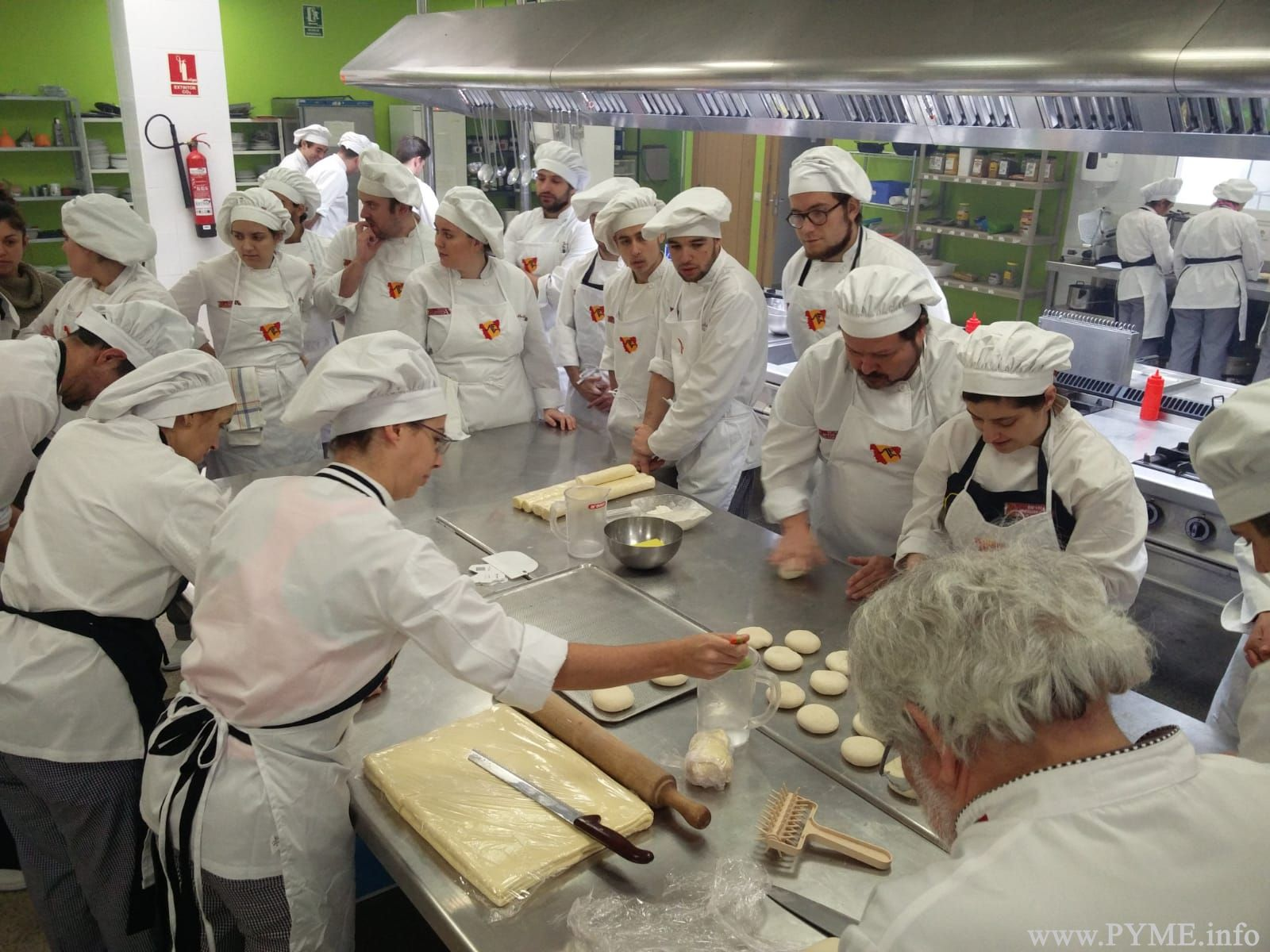
Alumnos y profesores de la Escuela de Hostelería de Salamanca, en Castilla y León

Las personas que pueden acceder a esta formación son principalmente aquellas que están inscritas como demandantes de empleo en los servicios de empleo de sus comunidades autónomas. Se trata de los comúnmente conocidos como «cursos del paro». Se financian con las cotizaciones sociales que realizan trabajadores y empresarios, así como fondos del Estado y de la Unión Europea, como el Fondo Social Europeo (FSE).
Para inscribirse a estos cursos se debe estar dado de alta como demandante de empleo, lo cual se realiza en las oficinas o los portales web de empleo de cada comunidad autónoma. El usuario puede consultar la oferta de cursos a través del portal del SEPE, o del servicio de empleo de su autonomía, como el Servicio de Empleo de Madrid, el Servei Públic d'Ocupació de Cataluña, Lanbide en el País Vasco, etc. Algunos cursos permiten la preinscripción en línea, mientras que en otros casos se exige acudir a una sesión informativa o pasar un proceso de selección.
Además de ser gratuitos, muchos cursos ofrecen ayudas económicas complementarias, como becas de transporte, manutención o alojamiento, para facilitar la asistencia de personas con menos recursos. Toda esta información suele estar detallada en las fichas informativas de cada curso o en las bases de las convocatorias publicadas en los portales autonómicos o del SEPE.

### Cursos para trabajadores ocupados
En España, los trabajadores ocupados tienen acceso a una amplia oferta de formación gratuita, tanto presencial como en línea, a través de plataformas públicas y privadas. El Servicio Público de Empleo Estatal (SEPE) y las comunidades autónomas ofrecen cursos subvencionados en diversas áreas. Además, existen plataformas privadas que proporcionan esta formación sin coste alguno para los trabajadores y autónomos. El objetivo de estos cursos es incentivar la promoción profesional, y mejorar las competencias y habilidades del trabajador para poder adaptarse a las necesidades cambiantes de su sector. Los trabajadores pueden inscribirse directamente en los portales de estas entidades para acceder a los cursos.

### Formación programada por las empresas
Las empresas disponen de un «crédito de formación», es decir, de una cantidad de dinero asignada cada año para financiar la formación de sus empleados. Este crédito está destinado a cubrir el coste de cursos, talleres y otros programas de formación que la empresa ofrezca a su personal. Este crédito lo gestiona la Fundación Estatal para la Formación en el Empleo (Fundae) y se calcula con base en el importe de las cotizaciones a la Seguridad Social que la empresa realiza por su plantilla. Cuantas más cotizaciones haga la empresa, mayor será su crédito de formación.
Una vez que la empresa haya realizado una acción formativa, curso o taller para sus empleados, puede bonificarse ese gasto en las cotizaciones a la Seguridad Social, es decir, que en lugar de pagar una cantidad adicional a la Seguridad Social, la empresa reduce su factura de cotizaciones mediante el uso de este crédito.
El objetivo de este sistema de formación continua, antes conocida como formación bonificada, es incentivar a las empresas a formar a sus trabajadores, mejorando así sus competencias y productividad, y al mismo tiempo, reduciendo el coste que representa la formación para la empresa.

### Certificados de profesionalidad
Dentro de este sistema, los certificados de profesionalidad son títulos oficiales emitidos por el Servicio Público de Empleo Estatal (SEPE) y las comunidades autónomas que acreditan que una persona posee las competencias necesarias para desarrollar una actividad laboral concreta dentro de una familia profesional. Están regulados por el Real Decreto 34/2008 y forman parte del Catálogo Nacional de Cualificaciones Profesionales. Se estructuran en tres niveles de cualificación (nivel 1: sin requisitos académicos, nivel 2: requiere ESO o equivalente, y nivel 3: Bachillerato o similar) y pueden obtenerse realizando acciones formativas oficiales o a través del reconocimiento de la experiencia laboral mediante procedimientos de evaluación. Los certificados incluyen tanto formación teórica como módulos de prácticas en empresas, y su obtención mejora la empleabilidad, facilita la movilidad profesional y permite convalidaciones en la formación reglada (como FP). Son válidos en todo el territorio nacional y en muchos casos también reconocidos a nivel europeo mediante el sistema Europass.

## Sindicatos

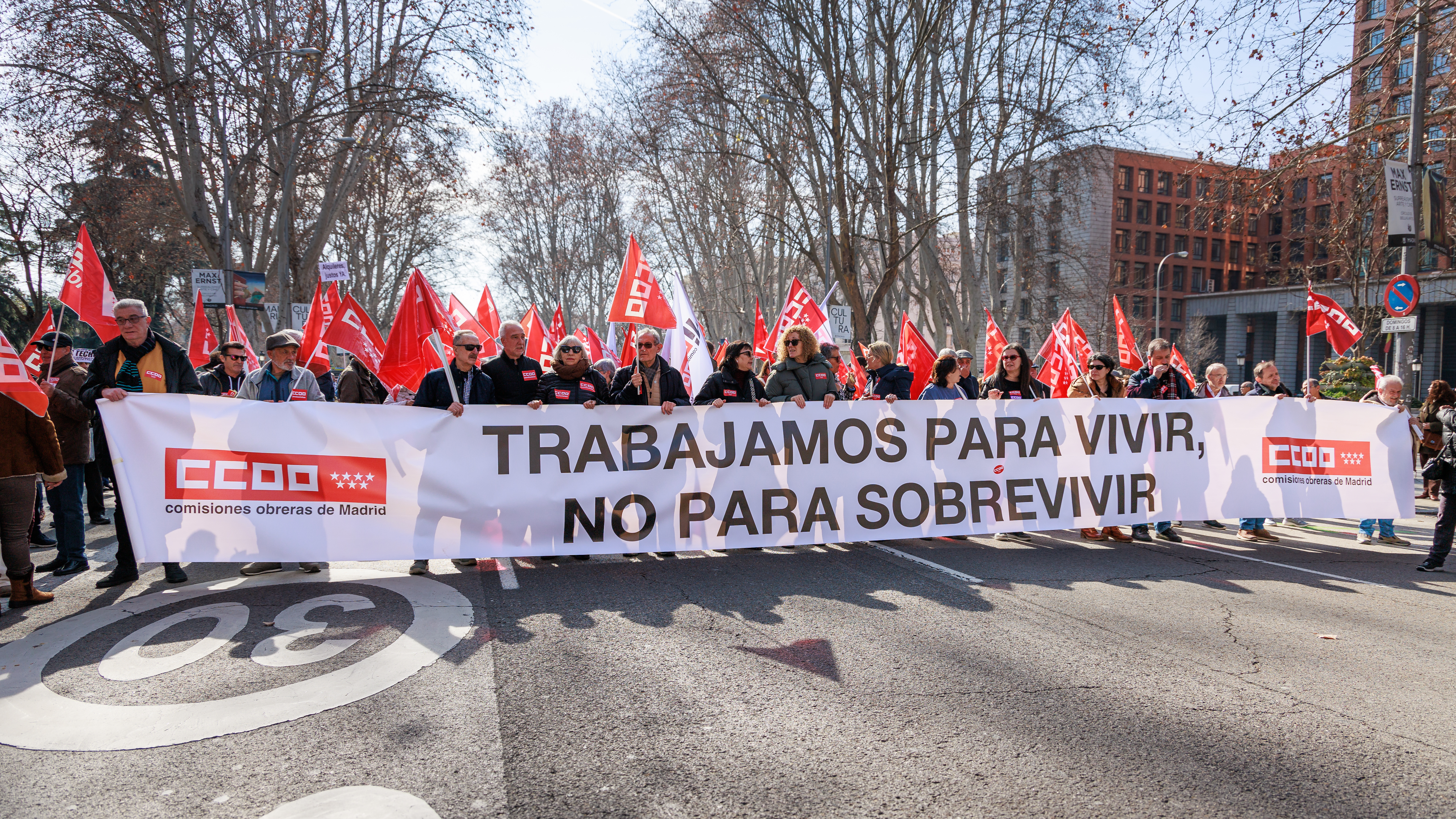
Manifestación de miembros de CC. OO. con el lema «Trabajamos para vivir, no para sobrevivir» en febrero de 2025 en Madrid

Los sindicatos en España desempeñan un papel clave de control y vigilancia del cumplimiento de los derechos laborales y sociales de los trabajadores. Su función principal es representar y proteger los intereses de los empleados frente a los empleadores y ante las instituciones del Estado. Esta labor se manifiesta en diversos ámbitos, como la negociación colectiva, el asesoramiento a los trabajadores, y la movilización social cuando es necesaria para reivindicar mejoras laborales.
Las dos principales organizaciones sindicales en España son Comisiones Obreras (CC. OO.) y la Unión General de Trabajadores (UGT). CC. OO. es el sindicato con mayor representatividad en España, liderando en número de afiliados y delegados sindicales. Entre los sindicatos que han tenido importancia histórica se encuentran la Unión Sindical Obrera (USO), la Confederación Nacional del Trabajo (CNT), el Sindicato de Enfermería (SATSE), la Central Sindical Independiente y de Funcionarios (CSIF), la Confederación General del Trabajo (CGT), la Eusko Langileen Alkartasuna-Solidaridad de los Trabajadores Vascos (ELA-STV), la Confederación Intersindical Galega (CIG), entre muchos otros.
La Constitución española de 1978 establece en su artículo 28 dos derechos fundamentales de los trabajadores: la libertad sindical y el derecho a la huelga.

### Libertad sindical

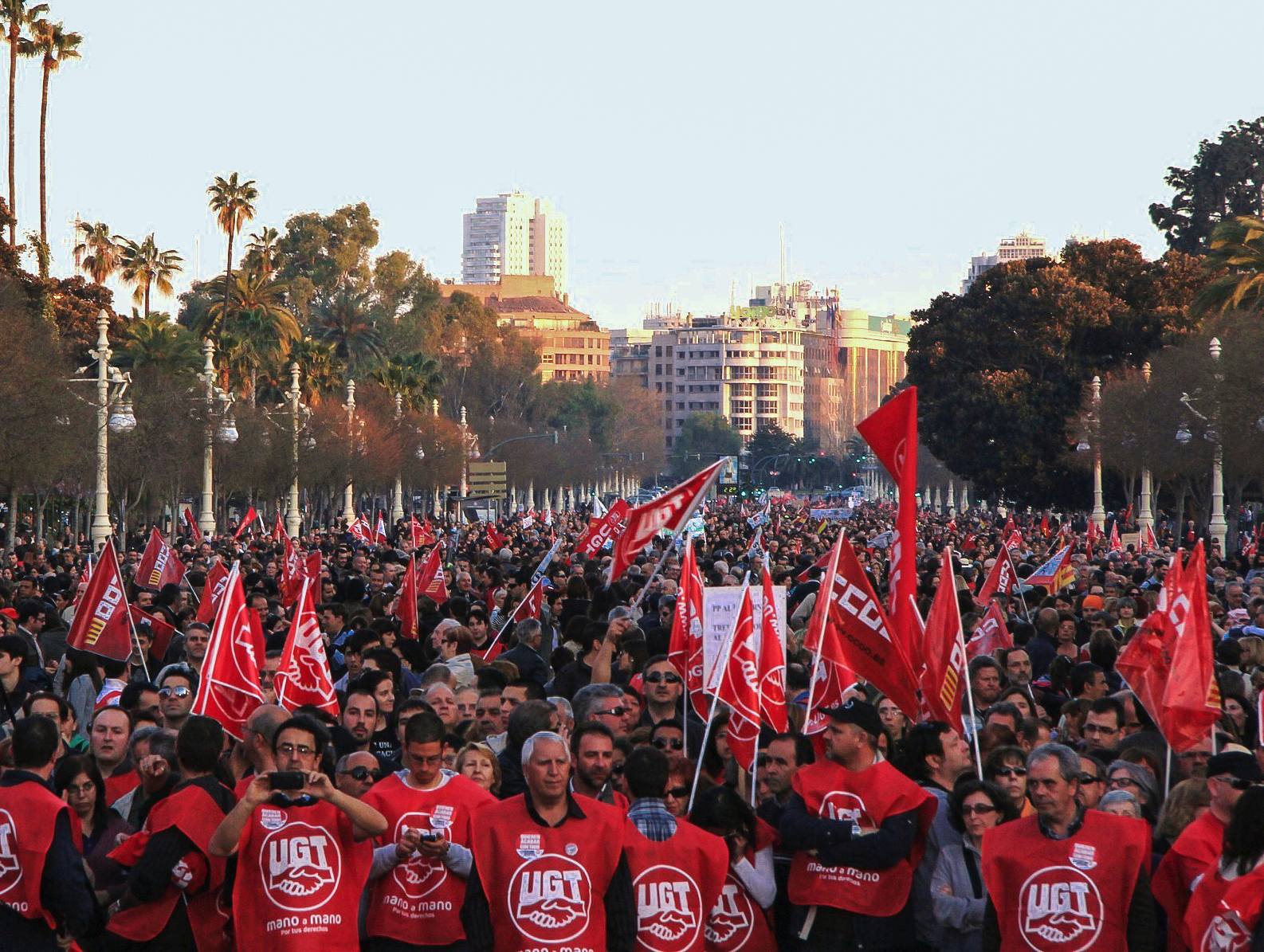
Concentración de miembros de UGT en Valencia con motivo de la huelga general en España del 29 de marzo de 2012

Los artículos 7 y 28 de la Constitución consacran el derecho de cualquier a crear o unirse a un sindicato. Como derecho fundamental, la libertad sindical está desarrollada en una ley orgánica propia, la La Ley Orgánica 11/1985, de Libertad Sindical, que establece los derechos y garantías de los sindicatos, así como los mecanismos para su funcionamiento, asegurando su autonomía y protegiendo a los trabajadores frente a posibles represalias por ejercer sus derechos sindicales.
Los sindicatos acompañan a los trabajadores ante conflictos individuales o colectivos y vigilan el cumplimiento de la normativa laboral en materia de prevención de riegos laborales, salud, seguridad, contratos, etc. Asimismo, proporcionan asesoría jurídica y formación sindical, lo que refuerza el conocimiento de los derechos laborales entre los trabajadores y permite una mayor autonomía frente a los abusos. Su estructura interna y funcionamiento deben ser democráticos.
Su presencia en una empresa depende de que los trabajadores quieran organizarse y formar una sección sindical. De hecho, en muchas pequeñas y medianas empresas no hay sindicato. En empresas de entre 11 y 49 trabajadores, la representación de los trabajadores corresponde a los llamados delegados de personal, que se eligen por sufragio libre, personal, secreto y directo, pudiendo haber 1 delegado en empresas de hasta 30 trabajadores y 3 en empresas de 31 a 49 trabajadores. En centros de entre 6 y 10 trabajadores podrá elegirse un delegado si la mayoría así lo decide. En empresas de más de 50 trabajadores, la representación de los trabajadores corresponde a los llamados. El número de miembros del comité de empresa en España depende del tamaño de la plantilla de trabajadores. El artículo 66 del Estatuto de los Trabajadores establece que en empresas de 50 a 100 trabajadores, puede estar formado por 5 miembros, de 101 a 250 trabajadores, por 9 miembros, de 251 a 500 trabajadores, por 13 miembros, de 501 a 750 trabajadores, por 17 miembros, de 751 a 1000 trabajadores, por 21 miembros, y las de más de 1000 trabajadores, suman dos miembros más por cada 1000 o fracción de 1000 trabajadores adicionales, con un máximo de 75 miembros.
De acuerdo con el artículo 67, el mandato de delegados y miembros de comités dura cuatro años y pueden ser revocados por los trabajadores bajo condiciones específicas, como hacerlo mediante asamblea y votación secreta, pero nunca durante la negociación de un convenio ni antes de seis meses desde una revocación anterior. Pueden promover elecciones sindicales los sindicatos más representativos, los que tengan al menos un 10 % de representantes en la empresa, o los propios trabajadores por mayoría, y detalla que deben comunicarlo a la empresa y a la autoridad laboral con al menos un mes de antelación.

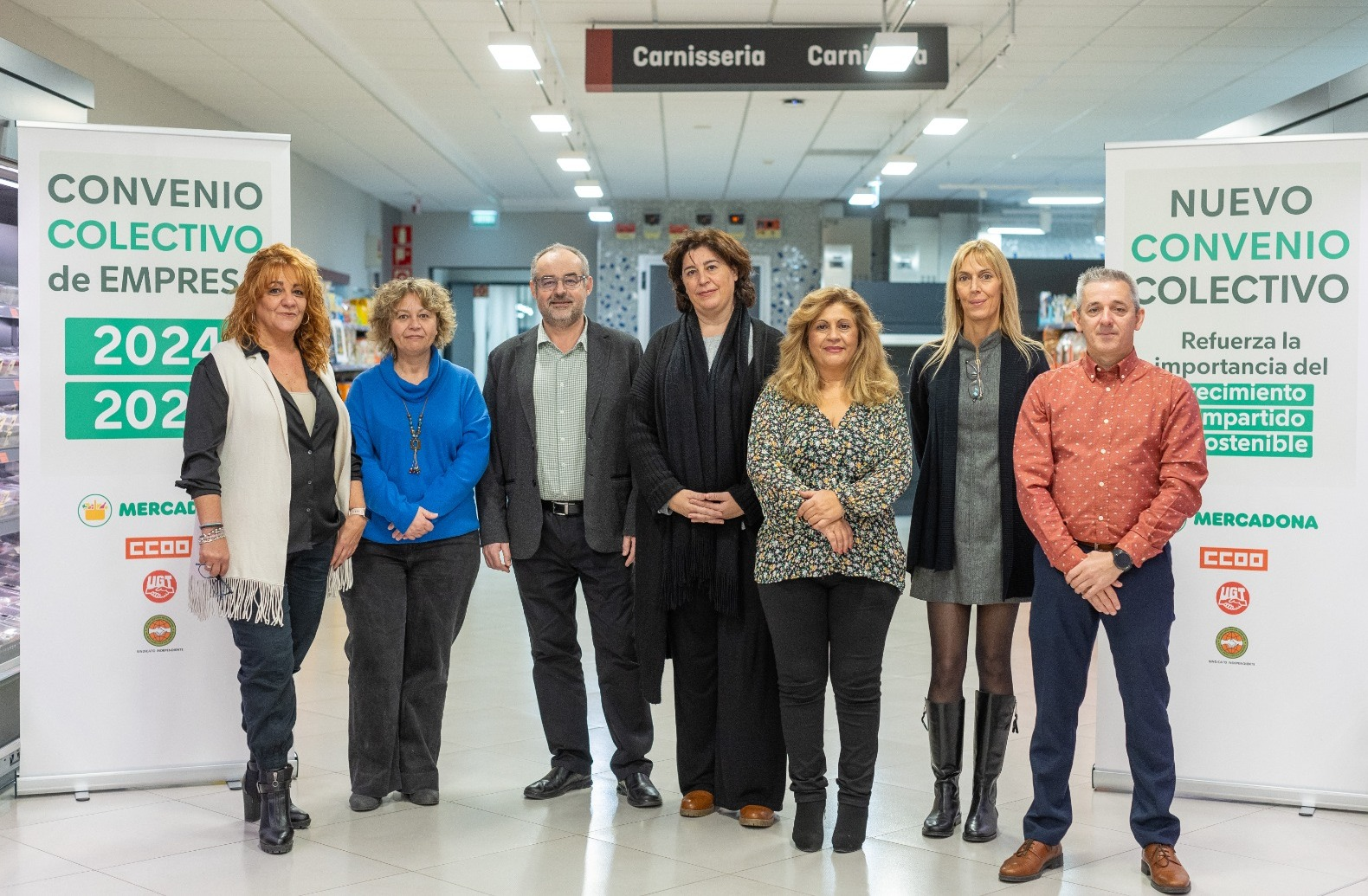
Foto de firma del convenio colectivo de Mercadona 2024-2028, con CC. OO., UGT y el Sindicato Independiente (SI), que garantiza la reducción de jornada a 37,5 horas semanales en 2025, sin reducción salarial, independientemente de si el Gobierno aprueba o no el marco legal general para aplicar esta medida a todos los trabajadores. Además, garantiza un sueldo base mínimo de entrada de 1507 euros brutos al mes y una subida salarial vinculada al IPC, hasta un 2,5 %, y, en caso de ser superior, complementando hasta un máximo del 6 %, vinculado a los objetivos del beneficio de la compañía

De acuerdo con el artículo 68, los miembros del comité de empresa y los delegados de personal cuentan con una serie de garantías que pueden ser ampliadas por convenio colectivo. Incluyen la prioridad para conservar su empleo en situaciones de despido durante su mandato, así como en el año siguiente, salvo en casos de revocación o dimisión, o la disponibilidad de horas retribuidas mensuales para el ejercicio de sus funciones, cuyo número varía según el tamaño del centro de trabajo. Cada delegado o miembro del comité, en empresas de hasta 100 trabajadores, contará con 15 horas, de entre 101 y 250, con 20 horas, de entre 251 y 500 trabajadores, con 30 horas, de entre 501 y 750, con 35 horas, y si hay más de 750 trabajadores, dispondrán de 40 horas. También se permite, mediante convenio, acumular las horas de varios representantes en uno o más de ellos, pudiendo estos quedar liberados de su trabajo habitual para dedicarse, a tiempo completo, a actividades sindicales, sin perder su salario, lo que se conoce como liberados sindicales.

### Convenios colectivos
Una de las funciones más destacadas de los sindicatos es la negociación colectiva, que busca equilibrar los intereses de los trabajadores con los de los empleadores, fomentando un entorno laboral justo y estable. Los sindicatos participan activamente en la negociación de los convenios colectivos, que regulan aspectos clave del trabajo en una empresa o sector, como las condiciones de trabajo, como los salarios, la jornada laboral, los horarios, los turnos, las vacaciones o la seguridad en el empleo, entre muchas otras cuestiones. Estos convenios tienen fuerza vinculante y son una herramienta fundamental para mejorar las condiciones laborales más allá de los mínimos establecidos por la legislación. Además, en muchos sectores los convenios firmados por los sindicatos son de aplicación obligatoria para todas las empresas y trabajadores, estén o no afiliados al sindicato, lo que amplía enormemente su impacto, aunque se puede dar el caso de que no exista convenio aplicable a algún trabajador o sector.
La principal legislación que regula los convenios colectivos en España es el Título III del Estatuto de los Trabajadores. En su artículo 83 indica que los convenios colectivos podrán ser interprofesionales o sectoriales (o de empresa), con diferentes ámbitos territoriales: en general, estatal o autonómico, aunque el Real Decreto 713/2010, de 28 de mayo, sobre registro y depósito de convenios y acuerdos colectivos de trabajo, también indica que podrán ser de alcance local/comarcal, provincial e interprovincial inferior o superior al autonómico.
En los convenios colectivos de ámbito estatal o autonómico, suelen ser los sindicatos más grandes los que negocian con los empleadores, generalmente CC. OO. y UGT. En los convenios de empresa, los representantes de los trabajadores son los comités de empresa o delegados sindicales. En el caso de los convenios de ámbito estatal o autonómico, las asociaciones empresariales del sector correspondiente son las que negocian los acuerdos.
La duración de un convenio colectivo es acordada libremente por las partes negociadoras. Estos suelen tener una vigencia de entre 1 y 3 años, pero la ley no establece una duración mínima o máxima. Cuando un convenio colectivo termina su vigencia, cualquiera de las partes puede «denunciarlo», lo que significa que lo dan por terminado y comienzan a negociar uno nuevo. Si transcurre un año desde la «denuncia» del convenio sin que se haya llegado a un acuerdo para un nuevo convenio, se activa un proceso de mediación para intentar solucionar las discrepancias. Mientras no haya un acuerdo y no se haya firmado un nuevo convenio, el convenio denunciado seguirá en vigor, conforme al artículo 84 del Estatuto de los Trabajadores, que regula la ultraactividad de los convenios, e indica que siempre que no haya una denuncia expresa de alguna de las partes, el convenio se prorrogará de año en año de manera automática.
Como ejemplo, en octubre de 2023, el sindicato Eusko Langileen Alkartasuna-Solidaridad de los Trabajadores Vascos (ELA-STV) y la patronal Aspel firmaron un convenio colectivo para 5000 trabajadores del sector de la limpieza de edificios y locales en Guipúzcoa, que recoge una subida salarial del 19,9 % hasta 2026, con lo que se buscó, según ELA-STV, dignificar las condiciones laborales del sector, que está compuesto en su mayoría por mujeres. La firma de este acuerdo, dicen, fue el resultado de años de movilizaciones y huelgas por parte de los trabajadores.
En julio de 2024, la Asociación Española de Banca (AEB) y los sindicatos CCOO, UGT y FINE alcanzaron un acuerdo de convenio colectivo que contempla una subida salarial del 11,4 % entre 2024 y 2026, incrementable al 13,4 % si hay exceso de IPC en el mismo periodo, asegurando que se suba como mínimo un 7,31 % el salario de todos los trabajadores de entidades asociadas a AEB.

### Derecho a la huelga

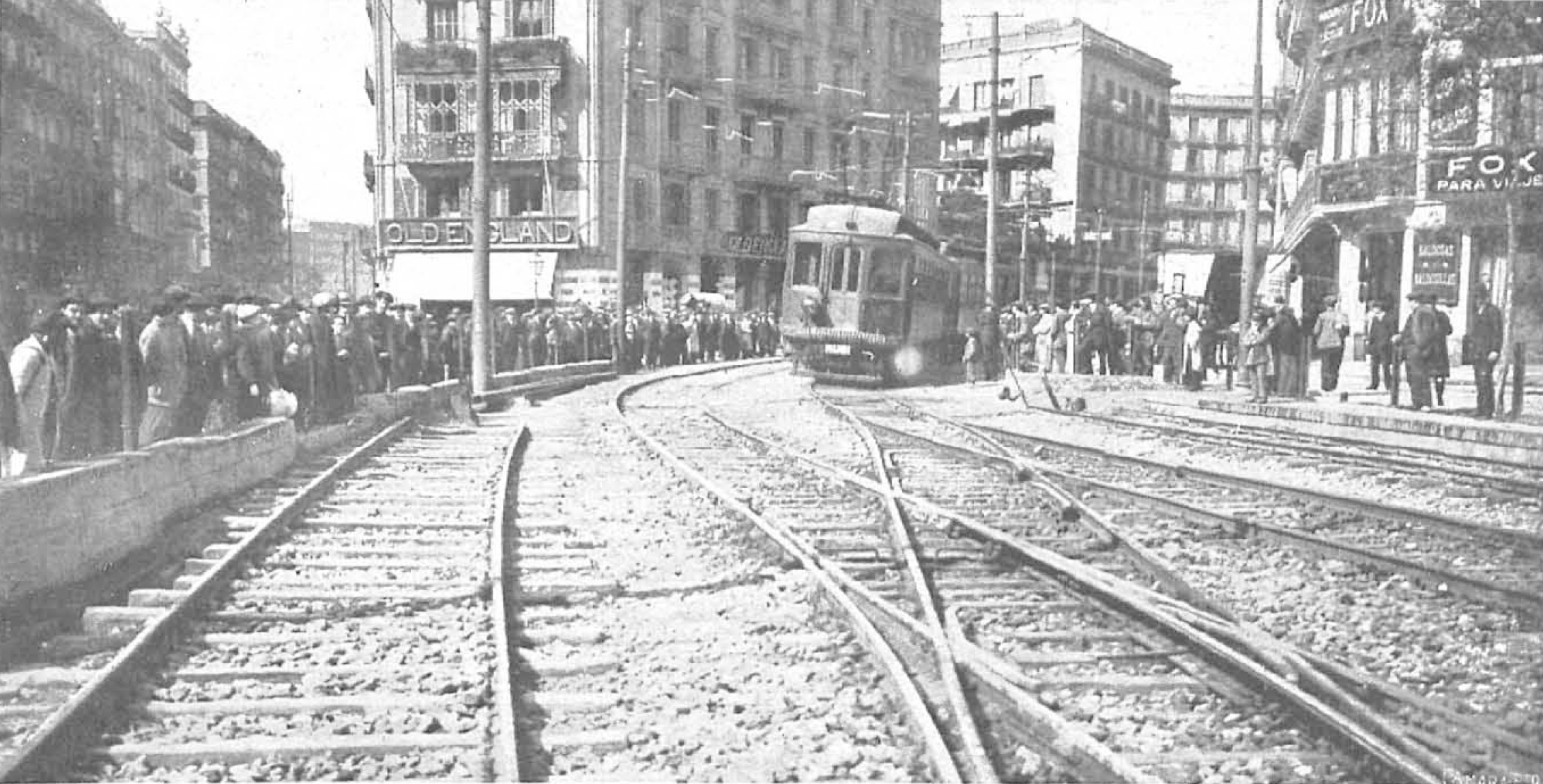
Fotografía publicada en prensa de la Huelga de La Canadiense, que tuvo lugar en Barcelona durante 44 días en 1919, y que contó con más de 100 000 participantes que paralizaron efectivamente la economía. Consecuencia de ello, el Gobierno español aceptó las demandas de los trabajadores que incluían la jornada de ocho horas, el reconocimiento de los sindicatos y el reintegro de los trabajadores despedidos

La huelga es un derecho fundamental consacrado en el artículo 28 de la Constitución. Los trabajadores tienen derecho a hacer huelga, o sea, a dejar de trabajar temporalmente, como forma de protesta, para exigir mejores condiciones laborales o defender derechos.
Los sindicatos juegan un papel importante en la movilización y concienciación social. Mediante huelgas, manifestaciones y campañas de sensibilización, los sindicatos buscan ejercer presión social y política para avanzar en los derechos laborales. También han sido actores relevantes en luchas históricas por la democracia y los derechos sociales en España, especialmente durante la Transición, tras el Franquismo.
Este derecho tiene ciertos límites. La ley debe asegurarse de que, incluso cuando hay una huelga, se sigan prestando algunos servicios mínimos esenciales, como por ejemplo, en la Sanidad (hospitales, ambulancias…), la seguridad (bomberos, policía…) y el transporte, en ciertos casos. Esto se hace para que la sociedad no se quede sin servicios básicos, aunque haya una protesta.
Desde la aprobación de la Constitución española de 1978, el derecho a la huelga es el único derecho fundamental reconocido por la Constitución que no ha sido desarrollado mediante una Ley Orgánica, tal como exige el propio texto constitucional en su artículo 81, especialmente para garantizar los llamados servicios esenciales. En lugar de eso, todavía se usa el Real Decreto-ley 17/1977, de 4 de marzo, sobre relaciones de trabajo, anterior a la Constitución, aprobado durante la Transición, y aunque ha sido tolerado por el Tribunal Constitucional, no cumple con el mandato de que los derechos fundamentales deben regularse por una Ley Orgánica, que es un tipo de ley con mayor rango y exigencia.
El intento más significativo de legislar sobre este derecho se produjo en 1992, durante el Gobierno de Felipe González. Se presentó un proyecto de ley que fue aprobado por ambas cámaras y avalado por los sindicatos, pero la convocatoria anticipada de elecciones en 1993 impidió su entrada en vigor. Desde entonces, no se ha retomado seriamente la iniciativa legislativa en este sentido.
Definir qué se considera un servicio esencial ha sido un tema controvertido. Una regulación demasiado amplia podría restringir el derecho de huelga, mientras que una definición demasiado estrecha podría afectar a la prestación de servicios fundamentales para la comunidad.
Esta situación genera inseguridad jurídica, ya que muchas cuestiones relacionadas con el ejercicio del derecho a la huelga dependen de interpretaciones judiciales en casos concretos.
Abordar la regulación del derecho a la huelga implica un debate complejo y potencialmente conflictivo. Los gobiernos han preferido evitar este tema para no enfrentarse a posibles críticas o movilizaciones por parte de los sindicatos o de la opinión pública. Como resultado, la regulación de este derecho fundamental sigue siendo una asignatura pendiente en el ordenamiento jurídico español.

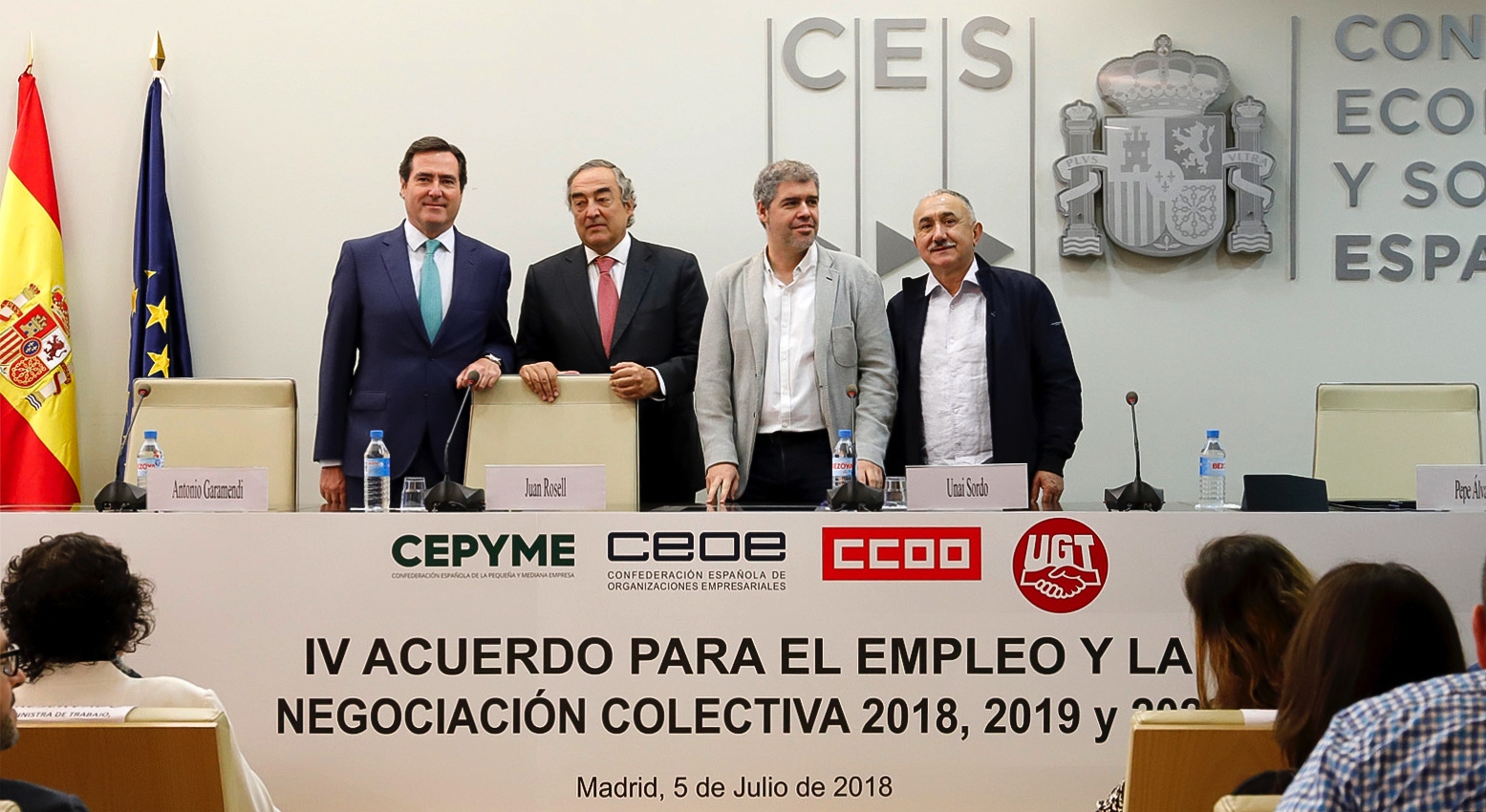
Firma del IV Acuerdo para el Empleo y la Negociación Colectiva entre patronal (CEOE y CEPYME) y sindicatos (CC. OO. y UGT) en 2018 en el marco del Consejo Económico y Social (CES)

### Diálogo social
Otra función esencial de los sindicatos es su participación en el diálogo social, un modelo político, social y económico que se ha desarrollado en España desde finales de los 80. Esta concertación social busca obtener consensos entre los diferentes actores sociales (trabajadores, empresarios y Gobierno) para abordar cuestiones cruciales como las reformas laborales, las políticas de empleo o la sostenibilidad del sistema de pensiones. 
Los sindicatos están reconocidos como interlocutores sociales y participan en la elaboración de políticas públicas junto con el Gobierno y las organizaciones empresariales como la Confederación Española de Organizaciones Empresariales (CEOE) y la Confederación Española de la Pequeña y Mediana Empresa (CEPYME). 
La reforma laboral de 2022 fue fruto de un acuerdo alcanzado en la mesa del diálogo social entre el Gobierno de España, los sindicatos (CC. OO. y UGT) y las organizaciones empresariales (CEOE y CEPYME). Este consenso se plasmó en el Real Decreto-ley 32/2021, de 28 de diciembre, y fue considerado un hito al ser la primera vez en décadas que se lograba una reforma laboral de importancia con el respaldo de todos los agentes sociales.
En el marco del diálogo social, los sindicatos también tienen representación en distintos órganos consultivos y de toma de decisiones del Gobierno, como el Consejo Económico y Social (CES), o las mesas de negociación sobre reformas laborales, pensiones o políticas de empleo. Esto les permite influir en la formulación de políticas públicas que afectan al mundo del trabajo. En este contexto, los sindicatos aportan la perspectiva de los trabajadores en asuntos como las reformas laborales, el sistema de pensiones, las políticas de empleo, o la formación profesional.
Gobiernos de distintos colores han utilizado la mesa del diálogo social para debatir también con sindicatos y empresarios cómo implementar las recomendaciones del Pacto de Toledo, una comisión parlamentaria que se creó con el objetivo de alcanzar consensos duraderos y estables en materia de pensiones, alejada del conflicto político, para preservar y reforzar el sistema público de pensiones, garantizar su sostenibilidad financiera y adaptarlo a los cambios demográficos, económicos y laborales. En este sentido, por ejemplo, en septiembre de 2024, el tercer Gobierno de Pedro Sánchez y los representantes de las organizaciones empresariales y sindicales mayoritarias firmaron un acuerdo en materia de pensiones y Seguridad Social, enmarcado en las recomendaciones del Pacto de Toledo.

## Expediente de Regulación Temporal de Empleo (ERTE)
Un ERTE (Expediente de Regulación Temporal de Empleo) es una herramienta legal que permite a las empresas suspender de forma temporal los contratos de trabajo o reducir la jornada laboral de sus empleados cuando atraviesan dificultades. El ERTE tiene como objetivo principal ofrecer una alternativa al despido colectivo, a través de un Expediente de Regulación de Empleo (ERE), en situaciones de crisis temporal. Sirve para que las empresas puedan reducir costes laborales cuando su actividad se ve reducida o interrumpida, sin perder a sus trabajadores de forma definitiva. Al mismo tiempo, protege a los empleados asegurando que conservan su puesto y su sustenso, al recibir una prestación por desempleo a través del SEPE, mientras dura esta situación, aunque no cumplan los requisitos habituales de cotización, y sin consumir su prestación por desempleo. Además, en muchos casos, siguen cotizando a la Seguridad Social, total o parcialmente a cargo del Estado. No reciben indemnización porque no se trata de un despido, y una vez finaliza el ERTE, deben reincorporarse a su puesto en las condiciones anteriores.
Los ERTE están regulados principalmente por el Estatuto de los Trabajadores, concretamente en su artículo 47, y pueden clasificarse según la causa que los motiva. El más común es el ERTE por causas económicas, técnicas, organizativas o de producción (ETOP), usado cuando la empresa necesita adaptarse a nuevas circunstancias o sufre pérdidas. También existe el ERTE por fuerza mayor, que se activa ante eventos imprevisibles y externos como catástrofes o pandemias. Por último, están los ERTE por impedimento o limitación de actividad, pensados para casos en que la empresa no puede operar total o parcialmente debido a decisiones administrativas, como restricciones sanitarias.

### Papel durante la pandemia de COVID-19

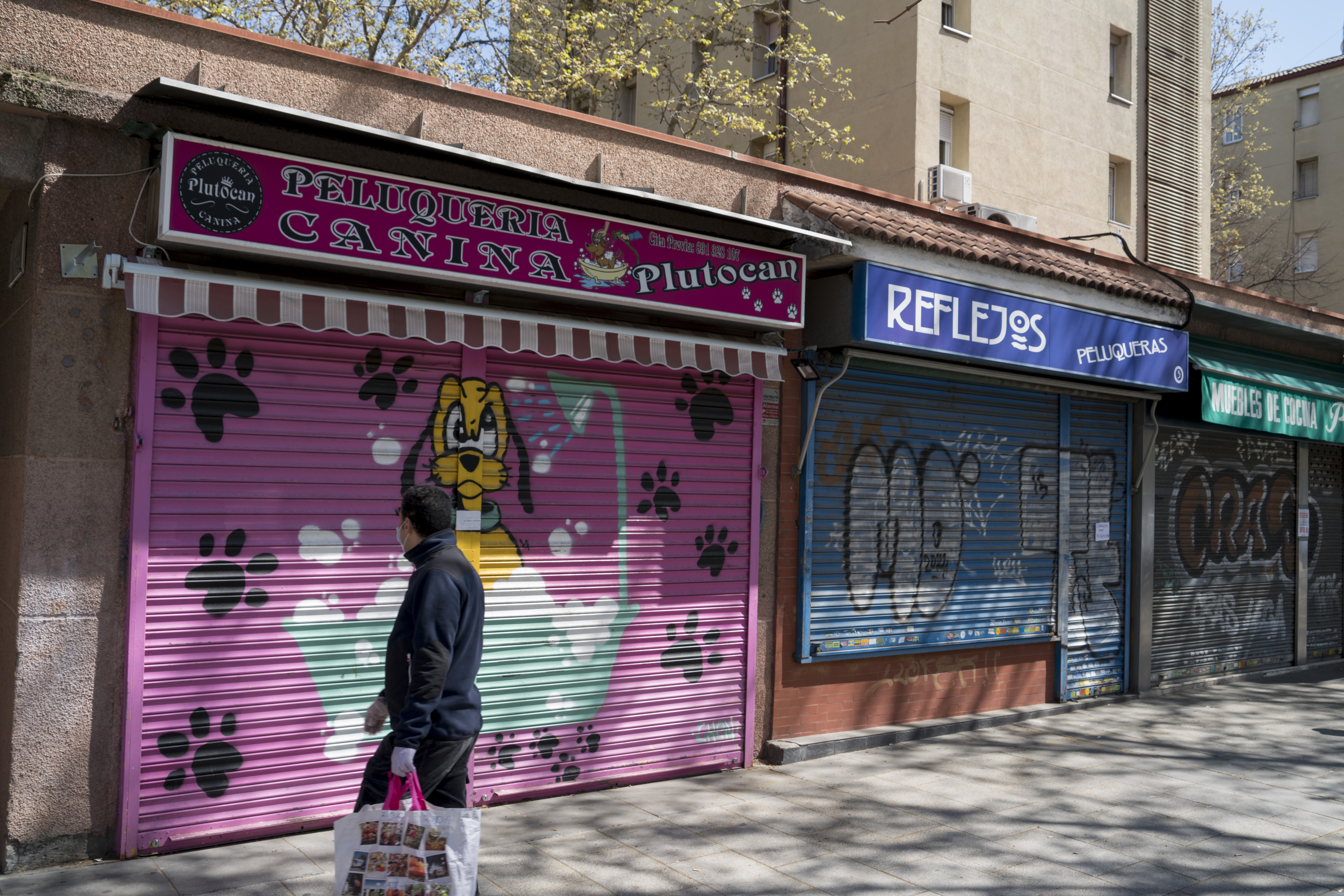
Comercios cerrados en Madrid el 29 de marzo de 2020, a causa de la pandemia

Cuando estalló la pandemia de COVID-19 en España en marzo de 2020, miles de empresas españolas tuvieron que cerrar o reducir drásticamente su actividad debido al confinamiento y sus restricciones. En ese contexto, el segundo Gobierno de Pedro Sánchez activó una versión especial de los ERTE por fuerza mayor a través del Real Decreto-ley 8/2020, que flexibilizó mucho su tramitación y amplió los derechos de los trabajadores.
Gracias a este sistema extraordinario, alrededor de 3,4 millones de personas llegaron a estar protegidas por un ERTE en el momento más crítico, lo que evitó una oleada de despidos masivos. Las empresas no tuvieron que pagar indemnizaciones y los trabajadores se aseguraban un sustento del SEPE, sin consumir su paro habitual. Además, muchas cotizaciones sociales quedaron exoneradas total o parcialmente.

Este modelo de «hibernación temporal del empleo» fue muy efectivo, y organismos como la OCDE, la Comisión Europea y el Fondo Monetario Internacional (FMI) lo reconocieron como una de las mejores respuestas laborales en Europa durante la pandemia.

### Mecanismo RED de Flexibilidad y Estabilización del Empleo
Consciente del éxito del sistema de ERTE durante la pandemia, el segundo Gobierno de Pedro Sánchez, con Yolanda Díaz como ministra de Trabajo y Economía Social, decidió consolidar los ERTE, en la reforma laboral de 2022, como un mecanismo estructural, no solo para crisis sanitarias, sino también para futuras emergencias de cualquier tipo. Así, en la reforma laboral de 2022 (Real Decreto-ley 32/2021), se reforzaron los ERTE ordinarios y se creó un nuevo instrumento permanente: el Mecanismo RED de Flexibilidad y Estabilización del Empleo.
Este mecanismo lo puede activar el Consejo de Ministros, previa propuesta del Ministerio de Trabajo y del Ministerio de Inclusión, Seguridad Social y Migraciones, de dos maneras:
- Modalidad cíclica: se activa cuando hay una situación macroeconómica general que afecta al conjunto de sectores (por ejemplo, una recesión o crisis global). Permite a todas las empresas que se vean afectadas acogerse al mecanismo.[190]

- Modalidad sectorial: se aplica cuando un sector específico necesita una reestructuración o está pasando por una transformación estructural (como puede ocurrir con el sector del automóvil por el paso a la electrificación). En este caso, las empresas de ese sector pueden acogerse, siempre que presenten un plan de recualificación profesional para los trabajadores afectados, mediante formación, para facilitar su adaptación o transición profesional.[190]

Una vez activado el mecanismo, las empresas pueden solicitar su adhesión presentando un ERTE RED. Si se les aprueba, los trabajadores afectados pueden acceder a prestaciones especiales del SEPE y se establecen exoneraciones en las cotizaciones sociales para las empresas. Por ejemplo, el 29 de marzo de 2022, el Consejo de Ministros activó el Mecanismo RED en su modalidad sectorial para el sector de las agencias de viaje, formalizado mediante la Orden PCM/250/2022.
Este sistema busca dar estabilidad en tiempos de crisis y facilitar la adaptación económica de las empresas, convirtiéndose así en una política activa de empleo para evitar despidos estructurales y proteger el tejido productivo, una evolución directa del modelo que funcionó durante la pandemia.

## Bajas médicas
El acceso de los trabajadores a una prestación por incapacidad temporal, más conocida como baja médica, depende fundamentalmente del origen de la dolencia que provoca la baja. En el caso de que se trate de una enfermedad común o un accidente no laboral, es necesario que la persona trabajadora esté en situación de alta en la Seguridad Social, es decir, trabajando de manera legal. Además, deberá acreditar un mínimo de 180 días cotizados en los últimos cinco años inmediatamente anteriores al momento de la baja. Este requisito se exige para garantizar que la persona haya tenido una participación continuada en el sistema y evitar abusos.
En cambio, si la baja tiene su origen en un accidente de trabajo o en una enfermedad profesional, no se exige ningún periodo mínimo de cotización. No obstante, es indispensable que el origen laboral del problema de salud esté debidamente reconocido, ya sea por parte de la mutua colaboradora o por la Inspección de Trabajo, según el caso.
El segundo Gobierno de Pedro Sánchez aprobó en 2022 la ley 15/2022, de 12 de julio, integral para la igualdad de trato y la no discriminación,  que establece que nadie puede ser discriminado por razón de enfermedad o incapacidad temporal, lo que, en la práctica, dificulta, por ejemplo, el despido de un trabajador por estar de baja médica.

### Enfermedad común

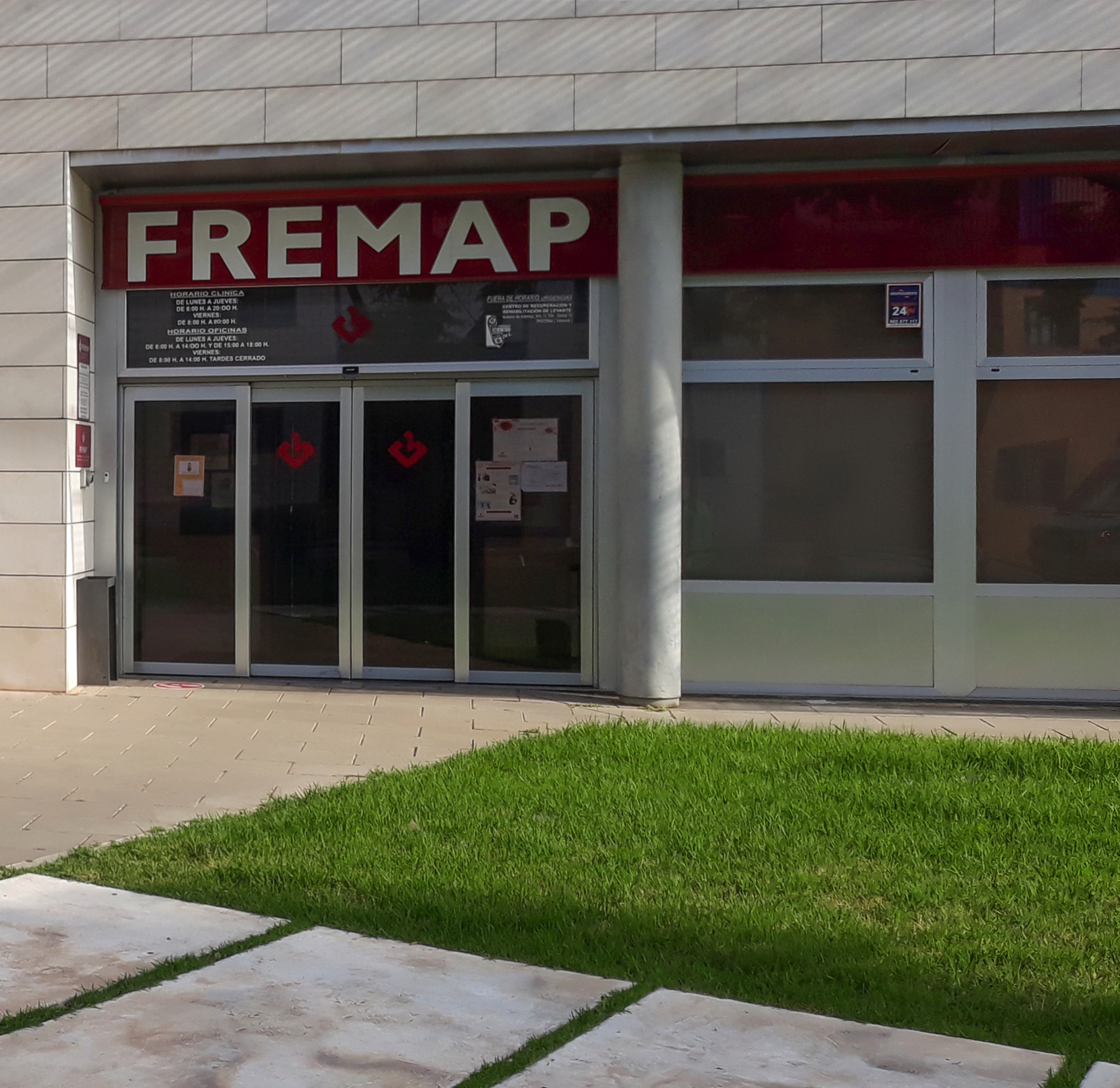
Centro asistencial de Fremap, mutua colaboradora con la Seguridad Social, en Alacuás, Comunidad Valenciana. Las mutuas también pueden encargarse de administrar la incapacidad temporal por contingencias comunes desde 1996

Mientras el trabajador está de baja por contigencias comunes, más conocidas como enfermedad común, sigue cobrando, aunque la cuantía depende tanto del tipo de contingencia como del momento en que se produce la baja. En el caso de una enfermedad común o un accidente no laboral, los primeros tres días no se percibe ninguna cantidad, salvo que el convenio colectivo de aplicación establezca una mejora. Desde el día 4 hasta el día 20 de la baja, la persona trabajadora tiene derecho a cobrar el 60 % de su base reguladora, y a partir del día 21 en adelante, el porcentaje asciende al 75 % de dicha base. Las mutuas colaboradoras comienzan a gestionar la baja desde el día 21. Sin embargo, muchos convenios colectivos superan estas cantidades y ofrecen mayores porcentajes del salario desde el primer día de baja, o en otros casos, con el límite de los 3 primeros días.
Tanto los trabajadores como las empresas deben realizar aportaciones a la Seguridad Social para cubrir las contingencias comunes. El trabajador paga una parte de su salario como cotización a la Seguridad Social, que se destina a financiar estas contingencias. Esta aportación se realiza de manera proporcional a su sueldo, y el porcentaje que paga el trabajador suele ser alrededor del 4,7 % de su base de cotización para las contingencias comunes. Por su parte, la empresa también contribuye con el 23,60 %. Este sistema está establecido para garantizar que tanto los trabajadores como los empleadores financien el sistema público de prestaciones sociales, que cubre situaciones de incapacidad temporal, maternidad, jubilación, entre otras.

### Enfermedad profesional
Cuando la baja está causada por contingencias profesionales, es decir, por causa de un accidente laboral o una enfermedad profesional, la prestación económica se cobra desde el día siguiente a la baja médica y asciende al 75 % de la base reguladora desde ese momento, sin necesidad de esperar a que pasen unos días. Además, en este caso, el pago corre generalmente a cargo de la mutua colaboradora con la Seguridad Social desde el principio. Sin embargo, muchos convenios colectivos ofrecen mayores porcentajes del salario.
En España, las cotizaciones por contingencias profesionales (accidentes de trabajo y enfermedades profesionales) son totalmente asumidas por la empresa, sin que el trabajador realice aportación alguna. El porcentaje que la empresa debe abonar varía según el grupo de cotización al que pertenezca la actividad económica, determinado por el Código Nacional de Actividades Económicas (CNAE). Estos porcentajes oscilan entre el 1,5 % y el 7,5 % de la base de cotización del trabajador, dependiendo del nivel de riesgo asociado a la actividad. Por ejemplo, actividades con mayor riesgo, como el transporte de mercancías pesadas, pueden tener una tasa de cotización por contingencias profesionales del 6,7 %, mientras que sectores con menor riesgo, como la fabricación de tejidos, pueden situarse alrededor del 1,5 %.

### Derecho a prestaciones
Durante el tiempo en que una persona está de baja médica, sigue cotizando como si estuviera en activo. Esto implica que el periodo de incapacidad temporal cuenta a todos los efectos como tiempo cotizado, tanto para calcular el derecho a prestaciones por desempleo (paro), como para otras prestaciones como la jubilación, la incapacidad permanente o los permisos por maternidad y paternidad. En otras palabras, no se pierden derechos por el simple hecho de estar de baja, siempre y cuando la relación laboral se mantenga vigente.
Esta continuidad en la cotización garantiza que, incluso estando en una situación de incapacidad, la persona trabajadora no ve perjudicada su trayectoria de aportaciones a la Seguridad Social, lo cual es especialmente relevante a la hora de calcular futuras prestaciones.

### Mutuas colaboradoras

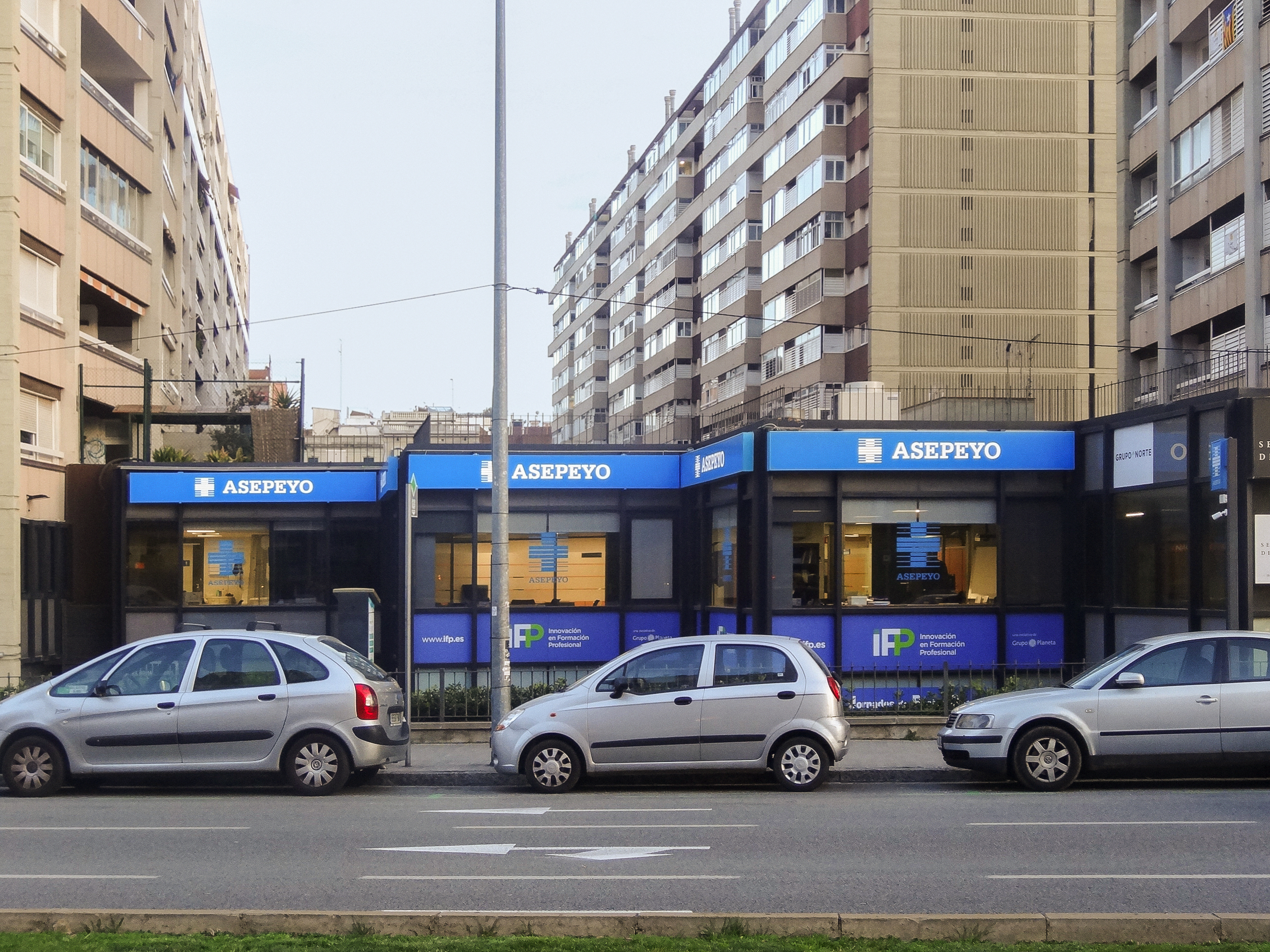
Un centro asistencial de Asepeyo, mutua colaboradora, en Barcelona, Cataluña

Las mutuas colaboradoras con la Seguridad Social son empresas privadas sin ánimo de lucro, que tienen como función principal colaborar con la Seguridad Social en la gestión de determinadas prestaciones y servicios, como la gestión de la incapacidad temporal, lo cual favorece una gestión más ágil de las bajas laborales, así como de los servicios de rehabilitación para los trabajadores. Aunque son entidades privadas, están bajo la supervisión del Ministerio de Inclusión, Seguridad Social y Migraciones de España.
Las empresas deben asociarse a una mutua colaboradora con la Seguridad Social, salvo que opten por asumir directamente ciertas responsabilidades: lo cual es raro y complejo, normalmente reservado a grandes empresas. Aunque son entidades sin ánimo de lucro, gestionan grandes cantidades de dinero de las cotizaciones de los trabajadores y las empresas, y con ello pueden sostener sus infraestructuras (clínicas, personal médico, oficinas), invertir en mejora de servicios y amortizar gastos administrativos.
Si bien las mutuas colaboradoras con la Seguridad Social juegan un papel muy importante en el seguimiento de las bajas médicas, el Sistema Nacional de Salud, habitualmente en la figura del médico de cabecera del trabajador, mantiene ciertas competencias exclusivas, como es la de emitir el parte de baja inicial, los partes de confirmación y el parte de alta médica definitiva en el caso de las bajas por contingencias comunes. La mutua puede proponer el alta ante el Instituto Nacional de la Seguridad Social (INSS), pero la decisión final la toma el médico del sistema público o, en su caso, los inspectores del INSS si hay una discrepancia. Sin embargo, cuando la incapacidad deriva de contingencias profesionales (accidente de trabajo o enfermedad profesional), los médicos de las mutuas sí pueden emitir los partes directamente, tal como indica el artículo 2 del Real Decreto 625/2014, de 18 de julio.

## Jubilación

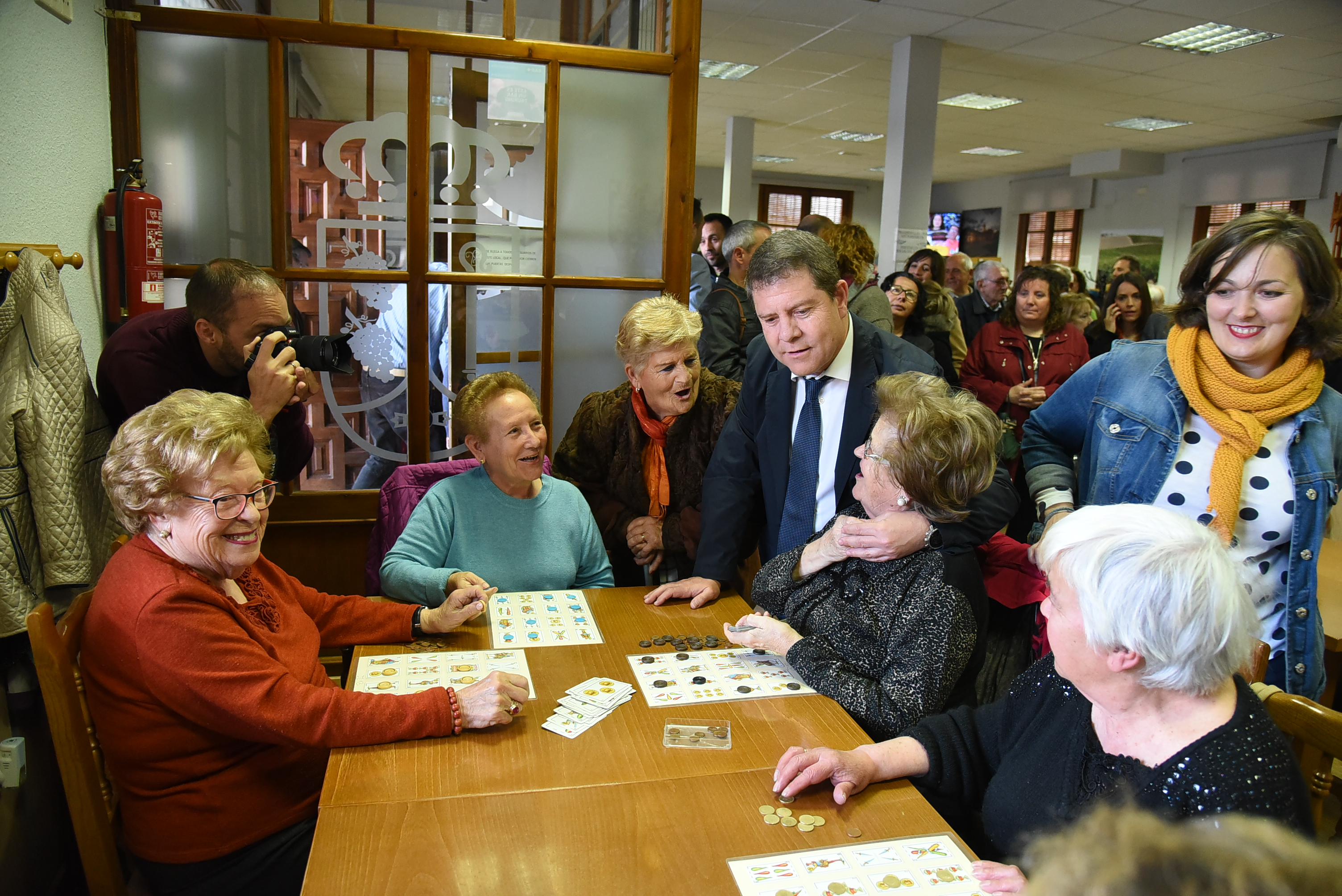
Mujeres jubiladas jugando a las cartas en el Hogar del Jubilado de Camarena, provincia de Toledo, Castilla-La Mancha

En España, el sistema de pensiones públicas por jubilación está diseñado para proporcionar una fuente de ingresos a las personas que han alcanzado una edad establecida y han contribuido al sistema de Seguridad Social durante su vida laboral.
El primer Gobierno de Mariano Rajoy aprobó la Ley 27/2011, de 1 de agosto, sobre actualización, adecuación y modernización del sistema de Seguridad Social, que introdujo importantes novedades en el sistema de pensiones, como el incremento de la edad de jubilación de forma progresiva, que pasó de ser a los 65 años en 2013 (o cuando se hubiese trabajado 35 años y 3 meses o más) a 67 años en 2027 (excepto para los que hayan trabajado 38 años y 6 meses o más, que podrán seguir jubilándose a los 65 años).
Otro de los aspectos clave de esta ley fue el aumento del número de años de cotización necesarios para poder obtener el 100 % de la pensión. Antes de la reforma, con 35 años de cotización ya se podía acceder a la pensión completa. A partir de 2013, el número de años necesarios para acceder al 100 % de la pensión aumenta progresivamente. De acuerdo con la reforma, en 2027 será necesario haber cotizado un mínimo de 37 años para poder acceder al 100 % de la pensión.
La Ley 27/2011 también modificó el sistema de cálculo de las pensiones de jubilación. Anteriormente, la pensión se calculaba tomando como base los últimos 15 años de cotización del trabajador. Con la reforma, se estableció que la base de cálculo pasaría a ser los últimos 25 años de cotización. Este cambio en la base de cálculo implica que cuantos más años se haya cotizado, mayor será la pensión. Sin embargo, también puede implicar una reducción en las pensiones para aquellos que hayan cotizado menos años, ya que se tomarán en cuenta más años de cotización.
En 2023, el segundo Gobierno de Pedro Sánchez blindó por ley la revalorización de las pensiones mínimas por encima del IPC y no contributivas hasta 2027. Además, añadió una subida del 10 % del complemento para reducir la brecha de género, adicional a la inflación. Para poder sufragar la subida se estableció un incremento progresivo de las bases máximas y de las pensiones máximas, y se creó una cuota de solidaridad para los salarios más altos que queden por encima de la base máxima.

### Edad de jubilación
En España, la edad de jubilación ha sido objeto de una reforma progresiva iniciada en 2011 con el objetivo de garantizar la sostenibilidad del sistema de pensiones frente al envejecimiento poblacional. Este proceso ha establecido un incremento gradual de la edad legal de jubilación hasta alcanzar los 67 años en 2027.
Antes de la reforma de 2011, la edad de jubilación en España era de 65 años para todos los trabajadores, sin distinción. La ley introdujo un aumento progresivo de la edad de jubilación hasta los 67 años, comenzando en 2013, así, la edad de jubilación comenzó a subir de forma gradual desde los 65 años y 1 mes hasta llegar a 67 años en 2027. La ley establece este proceso en función de la esperanza de vida y otros factores demográficos.

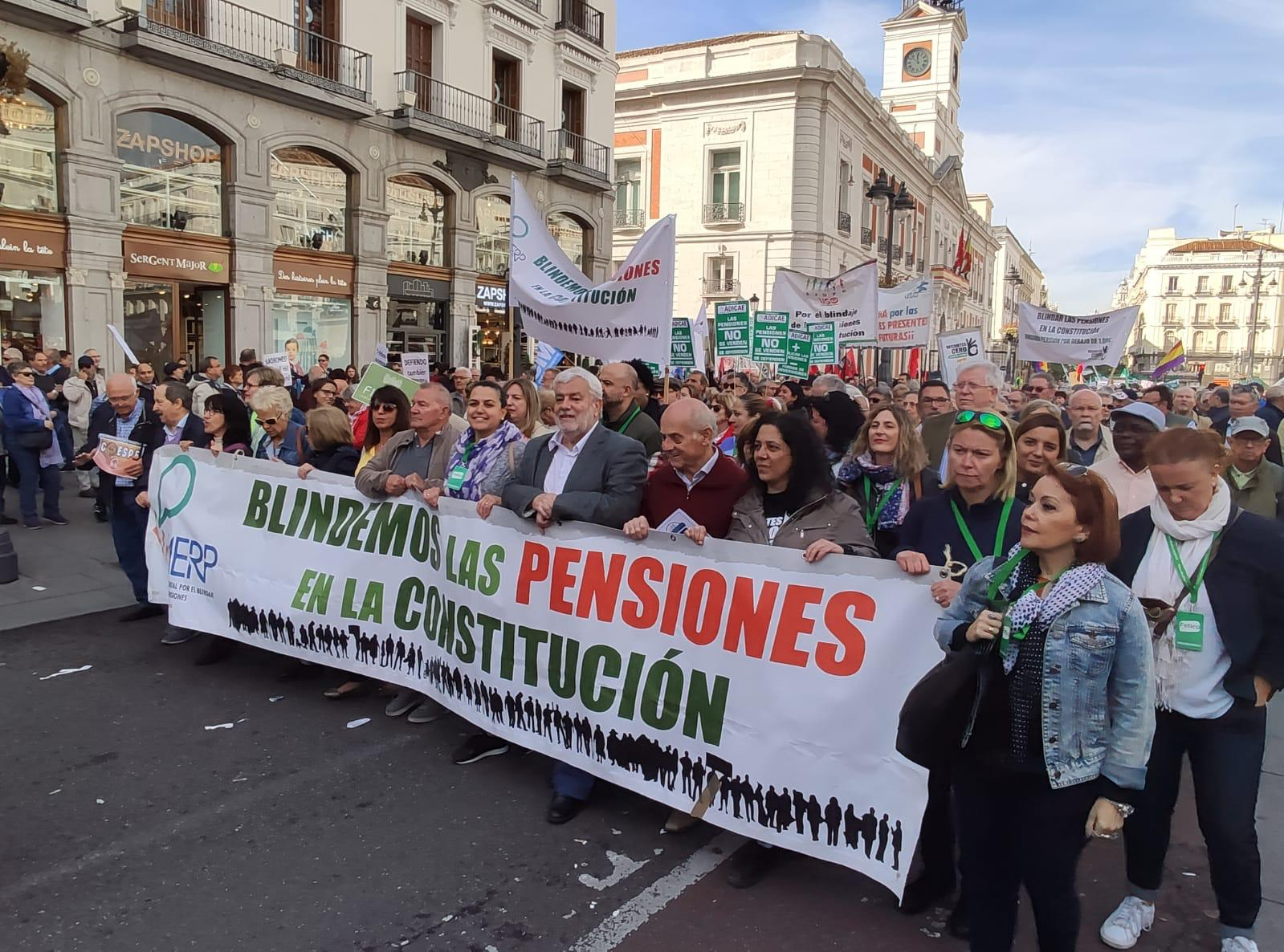
Movilización de pensionistas en la Puerta del Sol de Madrid

La ley también regula de forma más estricta la jubilación anticipada, antes de alcanzar la edad legal de jubilación. La ley establece un sistema de penalización para aquellos que se jubilen antes de la edad legal. Cuanto más se adelante la jubilación, mayor será la penalización. La reforma de 2011 establece que, en general, se aplicará una penalización de entre un 6 % y un 8 % anual sobre la pensión de jubilación si la persona decide anticiparse.

### Pensión por jubilación
Para ser elegible a una pensión, es necesario haber cotizado, como mínimo, 15 años al sistema de Seguridad Social, de los cuales, al menos dos años deben haberse cotizado dentro de los 15 años inmediatamente anteriores a la jubilación, pero con este número de años de cotización, se tiene derecho solo al 50 % de la base reguladora. Para alcanzar el 100 % de la base reguladora, se requiere haber cotizado aproximadamente 36 años y 6 meses.
El importe de la pensión de jubilación se determina en función de las bases de cotización del trabajador durante su vida laboral. Cuanto mayor haya sido la base de cotización y el período de aportaciones, mayor será la pensión. 
Además, existen pensiones mínimas garantizadas que aseguran un ingreso básico a quienes no alcanzan ciertos umbrales de cotización. Por ejemplo, en 2025, el complemento a mínimos se aplica a pensiones contributivas inferiores a 874,40 euros mensuales, siempre que los ingresos anuales del beneficiario no superen los 9193 euros sin cónyuge a cargo, o 10 723 euros con cónyuge a cargo.

### Jubilación activa
En España, una persona que ha alcanzado la edad legal de jubilación y ha cotizado lo necesario para obtener una pensión puede seguir trabajando si así lo desea. Existen varias modalidades que permiten compatibilizar la pensión con una actividad laboral, reguladas por la Ley General de la Seguridad Social. Anteriormente, se exigía haber cotizado al menos 36 años y 6 meses para acceder a la jubilación activa. Con la entrada en vigor del Real Decreto-ley 11/2024, basta con cumplir los requisitos generales de acceso a la pensión contributiva, es decir, haber cotizado al menos 15 años, de los cuales 2 deben estar comprendidos en los últimos 15 años.